# 徐階
徐阶（1503年10月9日—1583年），字子升，号少湖，一号存斋，直隶松江府华亭县（今上海市松江区）人，明代政治家、文学家及思想家，官至内阁首辅、吏部尚书、建极殿大学士。
徐阶自幼善于读书，少年时期结识陽明學江右學派门人聂豹。他弱冠之年乡试中举，殿試聯登探花，受到杨廷和极高的赞赏。嘉靖早年张璁执掌朝廷时，徐阶直言反对张璁的提议，被贬出京城。当时嘉靖帝因此刻石说「徐阶小人，永不录用」，而徐阶在地方督学十数年后，在夏言的帮助下回到京城。徐阶回京后先主事国子监数年，在内结识杨继盛等谏臣，随后辗转六部之间。他先后主事礼部、吏部、翰林院等重要机构，在翰林院结识了后来的重臣张居正、高拱等学生。
徐阶随后依靠其出众的青词入直无逸殿，冷静处理了危在旦夕的庚戌之变，期间以礼部尚书之职负责北京城防，拖延敌军，成功保护京城不被攻入。他又改革了吏部、礼部、太医院所存在的旧弊，提高了他们的办事效率。于嘉靖三十一年入阁后徐阶因严嵩独断朝政，隐忍多年，最終取代严嵩的首辅之位，尽反严嵩之政，试图以“三语”政纲改良内阁的运作现状。嘉靖末，徐阶成功劝阻皇帝南幸承天府，叫停当地大兴土木；帝弥留之际，徐阶又劝其停服丹药，并将左右方士和相勾结的太监一体斩决。嘉靖驾崩后徐阶拟写了《嘉靖遗诏》和《隆庆登极诏》，在两张诏书下达后，朝野大臣都举手相贺，将此举和杨廷和所拟《嘉靖登极诏》被统称为正始正终第一政。但是，明人支大纶却批评徐阶说他只是依靠玄奇的青词入直，在任期间献媚讨好他人，没有做出任何政绩，只有到了隆庆时期才有所改善。
嘉靖死后，由于早年輔佐穆宗有功，隆庆年间徐阶依旧担任首辅，他多次调和穆宗和外廷的矛盾，在两年中多次上疏阻止宦官（中官）获得更多的权力，于隆庆二年成功引退致仕。徐阶共入內閣十七年，元辅七年，从政长达四十余年，时人誉为“元臣”、“名相”。他不但足智多谋，本身度量、器识都是上品，受到冯梦龙等人的推崇；现代学者对其则多有争议，也有一些人对他持有肯定态度，如谭平先生认为徐阶对比与其学生张居正，更加沉稳也更少贪恋权位。
徐阶在任内培养了张居正等政治家，在任期间试图改变内阁在朝廷中的位置，对后期内阁制度做出很大影响；同时又试用新晋官员用他的方法教导宦官，试图依靠义理让他们不成为刘瑾等人的后继者，也可以藉此改变宦官在朝廷的面貌和作用。另一方面，抗倭寇名將张经被冤殺，以及胡宗宪瘐死獄中，也都是徐阶所一手造就，甚至高拱與張居正日後不和，亦與徐階不無關係。。在徐阶致仕后，由于家中子弟作恶多端，徐阶被牵扯其中，多次与牢狱只有毫厘之差，甚至不得不致书好友求救，高拱等人同时又以旧案诘难徐阶。直到万历十一年，徐阶于华亭家中逝世，赠太师、谥文贞。

## 生平

### 早年
弘治十四年（1501年），徐黼就任浙江宣平县丞。三年后的弘治十六年（1503年）九月二十日，他第三位妻子顾氏的孩子，徐阶，在宣平县出生。徐阶一周岁时便因婢女失手而意外坠井，被救出来后昏迷三天方醒。正德二年（1507年），年方五岁的徐阶因父亲在宣平任上的功绩回程，一同路过括苍岭时再次发生意外，不小心坠下悬崖，大家都觉得没有生还的机会，其生母顾夫人更是因此恸哭很久。却不想徐阶因为衣服被树枝勾住，并没有坠崖而死，当时人们都感觉非常惊异。
不久后徐阶在一座古刹读书，本来有传闻闹鬼的古刹在徐阶读书时什么事都没有，徐黼便感觉徐阶很特殊。于是徐黼找了师傅教授徐阶《小学》，一直学到《四書》，徐阶也只花了很短时间就可背诵《四書》全文。正德六年，因徐黼改任宁都县丞，徐阶跟随他搬家去了江西。有一天徐黼从另一城回宁都，徐阶去迎接时徐黼笑话说：“父远回子远迎，父子之恩天性也”，而徐阶则回答说：“君居上臣居下，君臣之义人伦哉”，徐黼因此开始训练徐阶属文。而回到华亭的徐阶便在城西湖北侧的少湖读书学习，也因此自号少湖。后来徐阶更是写了一篇《雨观楼记》来抒发自己雨中看湖时和自然所共鸣的情感，以一首七言律诗《题西湖小景》描述了西湖周边让人想要结卢终老的景色。
正德十二年（1517年），十五岁的徐阶入选府县学成为生员，时任广西按察司佥事的潘奎为其座师，年少的徐阶却不太喜爱过多和他接触。在两年后徐阶以优等的成绩参与应天乡试，却不幸被淘汰。而就在一年后，聂豹被命为华亭知县，和诸生论学时发现徐阶的奇特，认为他是“国器”，并传授了徐阶陽明學的心学理念，成为徐阶新的座师。而不久后徐阶便成功在嘉靖元年（1522年）壬午科應天乡试中式第七名舉人，因主考官董玘赏识，在卷上提名为第一，最后位列第七。徐阶也在董圯死后为其作墓志铭，在其中写道他之所以有今天，都是董玘之功。

### 世宗朝

#### 入仕
嘉靖二年（1523年），徐阶前往京师，参加癸未科会试。当时时任刑部尚书的林俊看了徐阶的策论后，觉得他应該是第一名狀元，但是其他诸位大學士一致觉得徐階只能得到第三名探花，于是在殿試后，徐阶进士及第，列一甲第三名，被授翰林院編修。由于杨慎而缺席的杨廷和见到了徐阶，当场问次辅费宏说，徐阶的潜力不在他们之下，為何徐阶不是狀元？
听说了徐阶及第的消息后，徐阶的叔父被问徐阶若是落榜是否依旧可以安睡，他回答说侄子（徐阶）已经及第，还需要什么吗？于是再回床安睡。而后徐阶父母也因此被赠封，徐阶再三乞求下被特许回乡并娶妻，他母亲顾夫人特地叮嘱徐阶说不要忘记最初她用簪子换饭菜招待其师友，不能因为进士及第就变得华侈而忘记勤俭谦和。嘉靖三年，聂豹以御史巡按福建，徐阶在华亭诸生所征《祀记》里说自己当时作为聂豹的门生，聂豹对他的影响很深。那时候的徐阶虽然身材矮小，但是他皮肤白皙，非常注重仪貌。而且他喜好读书，心有谋略，经常跟随王守仁的门人四处游学，因此在当时士大夫群体内也有一定名声。
不久之后徐阶便遇见了因为大礼议事件被贬官的杨慎、安磐和王元正，他为三人准备了盤纏，心想着也要做出一番贡献，但是由于父母俱在而顾忌许多，非常不乐。继续北上的徐阶在路过清源时，梦见父亲不停叫他的名字，就转而回去，在彭城听说了父亲的死，一路号哭，回到华亭为父亲置办葬礼。而在之后的三年里，徐阶便丁忧在家，直到嘉靖六年才復職，十二月时被命于内书堂教授文字。以前官員到内书堂教书，大多鄙视宦官，尽可能地敷衍，上課遲到又早退。如果有人有任何疑问，教師也都不回答，甚至發下文章讓他們讀誦，不能诵读也只隨便责骂几句，根本不管他们最后是否真的可以理解文章。徐阶反之，他早在寅时就到内书堂开始教书，最后在太陽下山的申时才离开，在此间对每一位宦官學生都严加管束，如果一个人没法诵读全文，就要站到他講桌前读，要是再不能读，就在门外跪着继续读，再不能读，就跪到庭院中央继续读，一直到可以通篇诵读为止。除此之外，徐阶在教书时不但教识文断字，也一直告诫他们不要违背祖制干政。当时由于嘉靖帝新上位，宦官的权势比正德年间減少很多，很多人非常不满，徐阶就说：“在洪武时中贵止于四品，不干涉政事，宣德以后才开始掌权，身穿蟒袍，腰繫玉带，间接把持着朝政，在正德时达到顶峰，这样的事情不可为训。比如刘瑾、张雄等人，生前愈骄纵，但是后果也越发悲惨，要这样的权势对自己有害无利，哪里又值得羡慕呢？你們用正德年間來看，覺得皇上（嘉靖）待你各位不好，但是相比太祖、太宗时已经非常优厚，因此你各位不应有怨恨。”听了这番言论后大家都很感动。历经三年的教課之后，大家也都称赞徐阶教得非常好，甚至在徐阶被贬出京城时，有十幾個宦官在左门抱着柱子大哭，因無法再上到徐阶的課而非常悲伤。另一方面，除了在内书堂任教，徐阶身为翰林院编修，也结识了后来的好友、同为王氏心学门人的罗洪先，他们在后来的大禮議中都因仗义执言被谪官。

#### 礼议之争
嘉靖九年（1530年）十月十五日，嘉靖下敕以张璁为总裁，编纂专门为郊祀所准备的《祀仪成典》，徐阶也被征为纂修官。张璁那时候便建议皇帝废除孔子文宣王的王爵爵位，改称“至圣先师”，同时把孔子的神像也换成用木製的牌位，降低了祭祀规格。于是嘉靖让礼部会同翰林院一同讨论可行性，徐阶在十月二十八日毅然上《论孔子祀典》，在奏疏中提出孔子三个不必要去掉和五个不能去掉的称号，请求将封号和文庙一应按照祖制，恢复原状。不久之后，在十一月一日的朝会上，张璁斥责徐阶并指责徐阶背叛了他，而徐阶则以不曾依附于他何谈背叛回应。徐阶此举获得了天下士子的称赞，当是时，御史黎贯等人跟随徐阶，上疏请求恢复祖制，於是恼怒的张孚敬安排御史汪鋐等人弹劾徐阶，以他为首倡者为由要求重处。嘉靖也因此把徐阶打成佞臣，在宫内刻柱写“徐阶小人永不叙用”。而在闻渊、唐龙等人的帮助下，本会除名的徐阶被添为延平府推官，流离于中央以外。徐阶在辞别顾夫人时她也没有怪罪徐阶，而是告诉徐阶：他因直言上谏被谪是她的荣耀，以此安慰徐阶。同时徐旒也寄信给徐阶，认为这是好事，不要因此动摇自己的信念。
嘉靖十年（1531年）四月，徐阶抵达延平府，做了一首《抵郡作》诗感叹自己无法为国家做贡献。在延平任内徐阶遇见郑庆云和黄焯二人，是他当时的患难之交，徐阶描述说和两人一起可以欢笑度日。在其墓志铭上更是写郑公慷慨有节黄公攸然有度，虽然性格都不一样，但是都是好友。徐阶多年以后本想要提拔两人出言献策，但是两人先后在嘉靖十七年和嘉靖二十六年去世，徐阶十分惋惜。在延平任内，徐阶虚心掌理民讼，清查府库，毁灭淫祠的同时建立良好的教育系统，请了当地教授邓析教授诸生韵语等小学基础。后来尤溪匪盗四出，分巡道难以捉捕归案，徐阶自告奋勇，以三老之位悬赏，不久便逮捕了连同头领在内的一百二十人，受到了当地百姓的一致拥护。而在当地民俗的感染下，徐阶曾也想要直接迁家到延平，但是最后未能成为现实。三年后的嘉靖十三年三月，徐阶便因在延平三年政绩突出，升任湖广黄州府同知，走的时候延平百姓夹道送别，延平府学诸生甚至送徐阶一直到了建宁，徐阶寄言他们说要学习文靖、文质两位先生，不能因为小得而自满。

#### 督学地方
徐阶在前去黄州府的路上，途經严陵时被升为浙江按察司佥事督理学政于是徐阶赶回华亭，在逗留的一个星期中娶了第二任正妻张氏，后奉顾夫人之命前往浙江赴任。随后徐阶便主持了在嘉兴的秋试，其间有一位来自湖州的考生落榜，向徐阶询问原因，徐阶说：「你文字艱澀，怎么可能考上？」，考生抱怨说：「科舉也太難了，上次主考官喜爱艱澀的文句，只好寫艱澀的；孰料这次的考官（徐阶）又喜欢平易的，又能怎么办？」徐阶批评说：“如果你的文字艱澀，就算提学喜好平易，你也不能改變文風為平易；如果你的文字平易，就算提学喜好艱澀，你也不能改變文風為艱澀。現在你没有主见，为了投他人的喜好，而数次改变自己的习惯，那麼你是不是在太平的时候當君子，而一到乱世就當小人了呢？”于是考生悚然而退。另有一名生员，在文中写“颜苦孔之卓”，意思是「颜回苦惱自己不如孔子的高超卓越」，徐阶認為這句話非常奇怪，便给那位学生批了四等，直接在卷上评价“杜撰”。等到结束后，那位生员來聆聽講評，解释说這句話是出自揚雄的《法言》，徐阶站起来向这位生员道歉，说：「本學道侥幸年紀輕輕就考取進士，以致於没有好好求取学问，今天多受您教導了。」他又立刻将这张卷子改为一等，时人都称赞了他的雅量。在浙江历经三年督学，徐阶再次牵动迁家之念，在《送大参三峰侯公入蜀序》中提出想要搬家到台州“与诸贤相追逐”，不过依旧未能成行。
嘉靖十五年（1536年）十月，徐阶改任江西按察副使、提督学政，他在江西正文体、端士习，开始传扬王守仁的心学理念，并兴建了王文成公祠，这为徐阶带来了一致好评，很多士人都很向往去那里求学。后来自徐阶手下所出来的这些江西学生，多数都参预朝政内外，活跃于台省之间，出名的比比皆是。而徐阶自己则对严嵩之名非常仰慕，写了一首诗《寄题严学士钤山堂》赞颂其节；另一方面，夏言有亲戚在江西想要幸进，被徐阶所拒绝，这使得夏言十分不悦。当时被时人称为“四铁御史”的冯恩因谪戍雷州经过南昌，徐阶听说后立刻率领诸生相迎，甚至还写《赠冯侍御南江戍雷州》诗一首称赞了冯恩在嘉靖十一年毅然反对张璁、方献夫等人后下狱绝不屈服的忠臣贞节。

#### 重回京师
嘉靖十八年（1539年）五月，皇太子入學，经由冯恩向夏言的推荐，虽然夏言和徐阶关系不佳，依旧同意召升徐阶为司经局洗马兼翰林院侍讲，以四品服色俸供职。在他回京述职前顾夫人嘱咐说圣天子（嘉靖）在张孚敬一事后还录用他，需要尽心尽力，不要因为思念她耽误公事。而徐阶也在辞别聂豹时受到聂豹赠诗告诫说为善比强识才艺更加重要。于是徐阶赶往京城，并和邹守益、唐荆川、罗洪先等前辈一同探讨心学。不久后的嘉靖十九年春，顾夫人送徐阶的弟弟徐陟前往京城求学，本托话说若是有空，在徐陟及第后可以和徐阶一同回乡为她庆祝七十大寿。徐阶这时候却和另外二十二位同僚一同上疏请求嘉靖祭祀庶子，但是被嘉靖以祖制驳回，还罚了在文中言语不敬的官员的两个月俸禄。仅仅半年，顾夫人便与世长辞，徐阶因此在嘉靖二十年特意写诗《五月五日怀太恭人》一首，抒发他对顾夫人的怀念之情。由于母亲的去世，再次进入政治中心的徐阶不得不丁忧回家，所有官职被除。
嘉靖二十一年十二月（1543年初），徐阶丁忧期满，回朝升任国子监祭酒，在任内徐阶整顿了国子监的拨历。原本国子监有派监生在各部历事，由吏部文选司所开，徐阶上任后将各个监生的具体历事日期每月公开榜示，杜绝了以前存在的“偷拨”等弊端，而他自己也拒绝那些希望走后门的权贵，诸生对徐阶众心悦服。后来徐阶又关注监生的膳银问题，以前的祭酒对于发放膳银不闻不问，全权授理的典薄大多把膳银占为己有，用各种理由搪塞监生。因此徐阶让人记录人数，每天选一名堂官，在旁监督，一同为监生发放膳银。后来还每个月派堂官随典薄出馔米，防止官吏冒支。而后来多位以直言著称的言官也是徐阶担任祭酒时的门生，例如杨继盛，还被徐阶称为一名奇才，只是缺少指引。

#### 碾转六部
嘉靖二十三年（1544年）十一月，徐阶因政绩突出，晋礼部右侍郎，在短短一个多月后又转为吏部左侍郎。当时徐阶即刻在墙上写说他二十一岁及第四十三岁就辅佐天官，是国家厚恩所致。在任期间，徐阶没有选择守循默辄，而是鼓励做官廉洁，并一改吏部以前的风气，折节下之，向下官询问边备、吏治，受到了很多官员的爱戴，也因此深得时任吏部尚书的熊浃的信任。在嘉靖二十四年三月，徐阶和熊浃以及都察院左都御史周用等一同考察下级官员，他们按例先自辞然后嘉靖下旨告诉说要悉心考察。后来熊浃因为直言上谏被罢官，嘉靖二十四年十二月，徐阶由右侍郎晋为左侍郎，原来在刑部的韩邦奇成为他的副手。而后继任本部尚书的唐龙、费采、周用依旧非常器重徐阶，但因为年老多病，徐阶多次奉旨掌管吏部。期间有很多人贿赂徐阶，都被他所拒绝，而后来徐阶推荐的宋景、张岳等人都是天下信服可以承担重任的大臣。
嘉靖二十五年七月，由于吏选存在的问题，唐龙被以年老体弱的理由夺吏部尚书一职，徐阶作为属官也被治罪，他虽然官职不变，但是俸禄被降了两级。八月时徐阶按照礼制，陪祭「帝社稷」之神，而后徐阶便负责确定大选具体方法，先废除以前用品阶、资历的复杂排行，后又为所有人分了等级，上、中、下各填己卷，这样一来省去了很多力气，受到了大家的称赞。嘉靖二十六年，周用去世，闻渊顶替成为吏部尚书，六月份和徐阶一同配祭帝社稷，后来闻渊以前辈的身份非常独断，徐阶因此十分不乐，上奏请避。随后徐阶成功从吏部抽身，被召兼任翰林学士，教导包括张居正在内的诸位庶吉士。八月时，徐阶因三品满三年，他的儿子徐璠被进为国子生。
嘉靖二十七年（1548年）二月，徐阶受命掌管翰林院，八月份，徐阶和欧阳德、闻渊等祭历代帝王庙。嘉靖二十八年正月时因严嵩请简大臣协辅，于是吏部于二月份廷推闻渊、张治、韩邦齐、欧阳德、李本以及徐阶，嘉靖以“治本”为由，直接选取张治、李本二人入阁，而徐阶则在数日后就接替孙承恩成为礼部尚书。当时徐阶和诸位同僚为严嵩少师大学士像写赞词，他着重称赞了严嵩的德行，认为无人可比。

#### 执掌礼部
三月时，庄敬太子朱载𡓝行冠礼，徐阶身为礼部尚书负责宣读敕戒。但是太子仅仅过了两天以后就死了，徐阶先是要捧以太子谥为庄敬之册并令礼部颁示天下，随后又要负责率领礼部草拟葬礼仪注。徐阶以杜预所撰《通典》，向嘉靖帝说明太子虽然还是殇年，但是他已经册立许久并且曾經监国过，因此百官需要服喪。严嵩却以嘉靖帝所下旨意所说“百官服制可无”为由，令百官穿青衣角带，被徐阶强烈反对。徐阶认为以素衣去哭丧，以前从未有过记载，现在又没有明确旨意，谁敢擅自做这样的事；他自己宁可遵守礼制而被惩罚，也不敢为了避免罪责而破坏礼制。于是在哭临之时，有宦官回报嘉靖帝，嘉靖帝遂下令所有人改为衰服。
很快，徐阶就奉命成为《大明会典》副总裁，早在嘉靖八年，还是翰林院编修的徐阶就被征用为以杨一清为总裁的《大明会典》的纂修官，这一次他用杨一清自嘉靖八年写到嘉靖二十三年的初稿和诸司新事例共易四稿，直到嘉靖二十九年五月时完成一百二十卷的会典并被徐阶亲手奉予嘉靖过目，不过嘉靖重修大明会典最后并未刊行，直到万历十五年以申时行为总裁的万历重修会典共二百二十八卷最终刊行。王世贞后来如是说徐阶所修会典：“创义例，挚纲领，井然一代程书。”，给予了非常高的评价。

#### 入直
嘉靖二十八年（1549年）六月，由于徐阶擅长写青词，受到了嘉靖的宠信，被嘉靖召直无逸殿，赐飞鱼服给他和大学士张治、李本，徐阶入直后除了写青词外整顿了供奉在内殿的太医选拔制度-他上奏报告了御医吴梦龙尸位素餐，私自回乡，提出在宫内的医士大部分都是恩例进来，不遵守礼部三年考选的规定。他又请求对礼部和太医院对选拔和考察过程进行改动，把所有医士分为三等，只有最上等的才能留在内殿，其余的送入供奉，并让太医院派遣堂官监督让他们不轻易逃职，如果有病而无法一直供职的需要报备。嘉靖下旨同意，于是在奏疏中提到的吴梦龙等人都被革职，经过徐阶进一步调查，没有考试的医士侯时泰等二十四人也被去职并问罪。八月下旬，隰川王朱俊柏隐匿应该一百三十余没有受名封婚禄的宗室子女，徐阶上疏参奏，让山西抚按严督查对。九月下旬，徐阶被会推顶替因闻渊下位而空出来的礼部尚书，但是由于嘉靖认为徐阶小心恭谨，非常亲近他，以不能外迁为由转而任命夏邦谟。
十月时应天乡试，徐階子徐璠请槍手替他捉刀應考，事發，被南京六部官員万文彩、杨顺、张鉴引以为由，彈劾徐阶，要求把徐阶免職。徐階便上疏自请去职，但是被嘉靖以徐阶任職於北京，無由得知千里以外的儿子在南京考試作弊，所以让徐阶继续安心做事。次年四月，礼部上疏说长久不下雨，请皇帝去郊祭，徐阶被派遣于西郊身着青衣角带行礼。而徐阶这时候也为聂豹伸冤，认为起初因夏言而被除职的聂豹“才大可用”，聂豹得以重新进入朝廷，成为右佥都御史、巡抚顺天，随后在庚戌之变爆发的时候聂豹改职为兵部右侍郎，在庚戌之变时功绩突出，为徐阶带来很多帮助，徐阶在事变后也上疏推荐了聂豹，认为可以用他替换那些不任事的内外臣工。

#### 庚戌之变
嘉靖二十九年（1550年）八月初四，逢万寿节，嘉靖加恩诸臣，严嵩为上柱国、徐阶也被晋为太子少保。徐阶随后提出京城军队久不操练，对其稍有了解的敌人都能迅速击败京营部队，因此需要释放有威望的将领并尽快集结勤王部队反击。八月十七日，俺答主力已经入寇通州，徐阶连上《御虏条宜》、《请还大内并召见大臣计议边事》、《答边事谕》疏，被嘉靖所采纳；更于三天后的二十日，徐阶又上《请巡视九门》疏，认为尽管已经有大臣被派去巡城，城守的器械依旧没有充分准备，军士非常散漫，因此以礼部尚书的身份自请巡城。于是嘉靖下旨要求徐阶传谕九门守将说虽然敌军还未临城，但是要注意城防，按时开关城门，不要玩忽职守。不过就在次日，俺答就已经攻到北京城下并要求大明朝贡，于是嘉靖诏严嵩、徐阶和李本三人于西苑商议对策。严嵩试图安稳帝心，解释说俺答只是来抢食的，被徐阶举出敌军杀人放火的事情顶了回去；而后嘉靖又问贡书的事情，严嵩推脱说是礼部的事，徐阶因此直言说局势危急，城内守军没有实力主动反击，不适宜在这个时候激怒敌军，最好拖延时间并静等援军到来，提出用贡书没有用汉文书写为由达成这个目的，此计被嘉靖所采纳；严嵩也顺势请嘉靖临朝，安稳民心。
第二天，徐阶召集诸臣商议对策，还没取得共识国子司业赵贞吉就直接上言说现在最重要的是沈束、周尚文之案，监视这次议会的人回报嘉靖后嘉靖非常满意，命赵贞吉和锦衣卫一同去激励军心。数日后，徐阶以礼部名义和诸臣正式上奏，贯彻执行拖延时间的计策，同时嘉靖下旨要求边军快速回援。徐阶后来在和友人书信时认为由于当时当路者无远见，所以无人体会他行为背后的意义，而在进策的时候因对当事者有所刺讥，间接的和严嵩以前的言论所针锋，使得严嵩对徐阶多加忌恨并因以前夏言简拔、嘉靖对徐阶的重视而决定压制徐阶。徐阶在庚戌之变中的表现被众多史家所称赞，称在京城的经略多赖于徐阶，认为很多事上可以效法徐阶之策。在庚戌之变结束后，徐阶试图增强京军战斗力的同时减少军费开支，他提出撤回一些不必要的京操班军，这样一来就可省去大量人力、物力。

#### 孝烈祔庙
不久后的十月二十日，礼部集议孝烈皇后方氏祔庙事，经过会议，礼部上疏认为还是最好安放在慈孝献皇后之侧，遵崇礼制。徐阶坚持严嵩一年前所提“阴不可当阳位”的奏议，除给事中杨思忠外无人敢附言徐阶。当时嘉靖派去旁听的人回去将事情经过报告给嘉靖后，嘉靖看到了徐阶的密疏一封，继续请求将方皇后祔于献后之侧，于是嘉靖在密疏上直接批写：“你每怀二心牢至于今”，令礼部再议。徐阶在次日的集议上再次上疏，用词更加委婉，提出太庙九室已满，先在太庙及奉先殿各赠二室，然后再升祔孝烈。嘉靖大怒，下旨责问说徐阶要履行臣子之义，就应该请祔于仁宗。徐阶和杨思忠在这样的情况下无法再坚持之前言论，但是天下人都知道他们说的才是正礼。不过徐阶依旧因为奉迎嘉靖，同时避免和严嵩有所冲突，在嘉靖怒火消后被进为少保，兼领文渊阁大学士，参预机务。

#### 入阁
嘉靖三十一年（1552年）三月，时年五十岁的徐阶终于入阁，本官晋为东阁大学士，依旧掌管礼部诸事并参预机务，于是徐阶在初十便上《谢入阁疏》以一句自谦“伏愿因愚臣之不足任，益举群策而用厥中，念人才之难求全，姑取所长而衿其短”感谢世宗的提拔。八月，徐阶在仇鸾病死后密疏说仇鸾通虏误国，嘉靖非常愤怒，令人劈开他的棺材把他的头割下来巡视九边。而因仇鸾被逐出西苑的严嵩也得以重新入直西苑，后来他一次半夜扶床叹息，自认比徐阶大两纪但是智慧远远不及，和徐阶的关系更加缓和。月余，欧阳德取代徐阶成为礼部尚书，徐阶也得以专注阁事。

#### 建储
嘉靖二十八年七月九日，徐阶上《请册立东宫》疏请嘉靖帝册立新的太子，當時太子去世仅仅百餘日，徐阶认为只有太子之位定下来后，国本才能安稳，天下臣民也就可以安心。但是嘉靖并没有做出任何反应，徐阶连接在嘉靖二十九年正月二十一日上《再请册立东宫》疏、嘉靖三十年二月初一上《三请册立东宫》疏，再次请求册立太子，在三道奏疏中都提出了朝廷只有在太子之位稳定下来后才有一个可以共同发展的方向，而根据历朝的惯例，本部理应以百官勋贵题名共同陈情请立太子，并又说现在天下最重要的问题就是建储，如果这件事解决了是天下臣民之幸。然而嘉靖依旧没有反应，将前两道奏疏都留中不发，只在第三疏后题说“知道了。”；他又听了陶仲文所说二龙不能相见的理论后，并以此为由拒绝册立太子。徐阶等到嘉靖三十一年又上《四请册立东宫》疏请求建储，时任首辅的严嵩也罕见的附和了徐阶的奏议，都希望嘉靖尽早建储。却不想在裕王、景王分别要进行婚礼，在礼制区分上争议时嘉靖下旨要求“二王同体”，反对徐阶所说东宫及诸王有别的礼制。欧阳德接替徐阶为礼部尚书时，二王依旧在京城内居住，没有建储，徐阶却因为杨继盛之案不得不暂时放弃劝说嘉靖建储。

#### 救诸言臣
嘉靖三十二年（1553年），由于针对庚戌之变及倭寇的严重失策，严嵩被外廷大量弹劾，严嵩利用嘉靖对外廷报复时，时任次辅的徐阶多次上言求情。但是原先身为其门生的杨继盛不了解具体情况，对徐阶的不作为越发失望，杨继盛认为虽然徐阶有嘉靖知遇之情，但是屈服于严嵩的积威，不敢对抗這樣的權奸。严嵩在注意徐阶的动作后，开始猜疑徐阶，把矛头也指向徐阶。同时担任礼部尚书的孙承恩因不愿意迎合嘉靖佩戴黄冠，上疏请致仕被准，徐阶在送他回乡的时候为他作序，在其中表示对于臣子而言，侍奉英主非常困难，并感叹说孙承恩生逢其时，官做的非常通显，致仕后可以在山水间游玩，这样的事情不容易达成，徐阶当时透露出他羡慕孙承恩可以早早摆脱政坛，而他还要继续事嘉靖这位英主。
嘉靖三十三年（1554年）八月，徐阶以一品考满三年，被进为柱国、太子太傅、武英殿大学士、兼领吏部尚书；与此同时严世蕃也以工部左侍郎掌部事，双方的矛盾越发严重。嘉靖三十四年，杨继盛上疏直言顶撞严嵩，将他斥为小人，而严嵩就开始怀疑是徐阶的指使；徐阶另一方面在看到奏疏后认为，当时并不是没有人才，而是由于贿赂盛行导致功罪不明，贤否倒置，没人想要为朝廷效力，问题的根本是在庙堂之上，而不是各个机构。接着赵锦、王宗茂也连接上疏弹劾，徐阶依旧尚书请求减轻对他们的处罚。严嵩以杨继盛奏疏中提到二王为引，想让陆炳兴大狱深究，徐阶却以这样下去会遭致不忍处置二王的嘉靖把怒火发在左右近臣为由威胁严嵩。但是严嵩并不动摇，发动刑部治杨继盛“诈传亲王令旨”罪，最后徐阶也无能为力，刑部唯一提出反对意见的史朝宾最后也被谪官。嘉靖三十四年十月，杨继盛最终被害，徐阶在杨继盛的墓志铭中提到自他以后"君子小人者可以鉴矣"。
嘉靖三十五年（1556年）六月，徐阶以一品考满六年，被赐予宝钞和羊肉、酒。吏部按照惯例上疏为徐阶请加少傅，但是徐阶坚持不要，朝廷转而將其子恩荫徐琨为中书舍人、徐琳为生員。但是就在两年后，时称戊午三子的吴时来、张翀、董传策一同上疏弹劾严嵩，其中吴时来、张翀都是徐阶所主礼癸丑科进士，吴时来更是在嘉靖三十三年身为松江府推官和倭寇作战被徐阶予以极高的评价。而严嵩便也以他们背后有主使者的理由将三人下狱拷问，有很多后代的学者也认为这次事件有徐阶在幕后的操纵，如苏均炜先生所说：“他的门生吴时来、张翀、乡人董传策，同日分别上疏劾嵩，不能不让人怀疑是他争取主动的一个要着”。但三人雖然被刑求，卻都一直緘默，严嵩没有办法，只能發配他们去边境充軍。徐阶那时候却也自身危难，被外廷寄予厚望的徐阶，尽管也想救众多被害的大臣，但是又怕触犯嘉靖忌讳从而导致严嵩得逞。因此他不但无法帮助三人，在这一事件爆发后甚至不得不更加谨慎，至于称病谢客。徐阶当时和好几位好友的书信中都提到了在越中四谏、戊午三子相继上疏后，他和严嵩的关系已经无法调和，更是触怒圣上，内忧外患，连续数月“卧不贴席”。直到嘉靖三十八年五月初三，因一品考满九年，徐阶本官被改为吏部尚书，重新执掌吏部。
嘉靖三十九年（1560年），世宗加恩于诸臣，徐阶加太子太师。两个月后，春坊中允郭希颜所上《安储之疏》被嘉靖采纳，但是国本之争越发严重。冬天的时候，因为滦河事变而被抓住把柄的王忬被严嵩稍加挑拨便被害死，后徐阶以秦桧杀岳飞来比喻这一事件。随后在复书王舆龄时提到现在大家都老了但是问题依旧没有解决，不根除在政府内部的祸患，仅仅一直在那里修剪枝叶，问题一直会出现，聂豹等人离开朝廷后我党（心学）也越发孤独，不去除严嵩就没法摆脱。嘉靖四十年五月，由于旱灾，御史唐继禄上疏弹劾部院诸官，得到了嘉靖的关注后，严嵩和徐阶都不得不上疏请退，而徐阶也不得不等此事过去，寻求更好的时机对付严嵩。

#### 重建永寿宫
嘉靖四十年（1561年）十一月，西苑永寿宫火灾，因此嘉靖不得不搬离到玉熙殿，但是空间非常狭小，嘉靖想要新的居所。当时便有人主张可以住在大内，不但节省工费，环境也更好。于是嘉靖诏严嵩讨论解決方案，严嵩提议要嘉靖住在南宫，而由于南宫是明英宗失去帝位時被明景帝禁錮之所，嘉靖十分不悦；他转而问徐阶，徐阶坚持嘉靖最好住在新的宫殿中，并提议用三殿留下的木石，并请工部尚书雷礼监督，防止中官侵冒。这样一来工程虽然规模浩大，但是“未尝加派天下一钱”，嘉靖心动之下指派徐阶和他的儿子徐璠负责这次复建工程，并再次搬迁居所至玄都殿。沈德符认为严嵩一生專門逢迎嘉靖旨意，而这一次事件中的處理，反而牴觸了嘉靖之意，所以严嵩失去了圣眷，徐阶相应受到的关注更多。而严嵩也因此在和雷礼评价徐阶的时候迁怒于雷礼，进一步和外廷交恶。但是严嵩非常惊惧，率一家人跪拜徐阶，向徐階敬酒，并对徐阶说：“嵩就快要死了，這些人都靠您照顧了。”，徐阶回应说不敢。经过三个月的工程，嘉靖住进了新完成的万寿宫，顺势晋徐阶为少师，他的儿子徐璠更是直接升为太常少卿，一时间严嵩的势力越发屈服。如此以后，徐阶的很多同僚都来为他庆贺，其中胡松在给徐阶的书信中提到说徐阶胸襟开阔，对人大度，令他十分敬佩。但是不想徐阶回信的时候说他不值得如此夸奖，在之前十年内他只是在严嵩的势力下忍耻含诟，不如同胡所说是在浅用神化。在重建永寿宫的同时，徐阶和雷礼都被命为嘉靖四十一年三月的廷试读卷，但是雷礼因为督工而没有参加。严嵩在看见徐阶此间非常有权谋手段，越发受到嘉靖器重后，希望通过结亲减少双方的摩擦，于是他以自己的孙子配以徐阶的孙女。

#### 严嵩下台
严嵩的儿子严世蕃行为在严嵩掌权后越发淫纵不忌，后来因道士蓝道行进宫为嘉靖扶鸾求神問卜，假装神諭说严嵩父子弄权，于是嘉靖越来越疏远严嵩。到后来皇帝找人開會，如果是国家政事基本都叫徐阶來討論，只有在关于祭典、斋醮、符箓方面才会找严嵩來發問。嘉靖四十一年四月，徐阶一品十二年考满，礼部本因预诰赐宴，但是被徐阶辞掉。随着徐阶开始接触更多事物，外廷大臣知道了后渐渐决定有所举动，严嵩看议论纷纷，也试图以显摆御赐之物让别人投鼠忌器。不过外廷并没有动摇，随后不久便以邹应龙上疏开始，弹劾严世蕃及严嵩。严世蕃在邹应龙上疏后也做出了相应的对策，他花了七万两银贿赂宦官内侍，让他们在宫内传言说：邹应龙之所以敢上疏弹劾严世蕃，都是因为蓝道行暗中把箕仙的结果告诉了言官。因此蓝道行被嘉靖下令逮捕到刑部进行审讯，严党中人鄢懋卿和万宷便在严世蕃的授意下，试图以十二万两白银让蓝道行牽連徐阶。而严党后来在暗中嘱咐蓝道行具体言辞时，蓝道行大声说御史弹劾贪官是其本职，他们要教他妄扯徐阶毫无天理。门外的围观群众都认为严党所为很不公平。最终严嵩被勒令致仕，严世蕃被贬去守边。尽管严嵩已经下台，但是由于内廷有传言说严嵩会被召回拜相，所以很多严党官员经常手指一些言官说：“這個應該免官了，這個應該坐牢了”，这导致了很多人十分惊惧，甚至还有人有时会開玩笑说，严嵩回到紫禁城了。而邹应龙也因此在被迁官时不敢赴任，前去找徐阶后徐阶告诉他不需要担心，邹应龙这才安心上路。

##### 争议
根据《明史》、《名山藏》、《皇明辅世编》、《宪章外史续编》所记载，徐阶因为知道世宗厌恶严世蕃，于是趁机指使邹应龙上疏弹劾；在《国榷》、《明通鉴》、《明史纪事本末》、《嘉靖以来首辅传》、《皇明永陵编年信史》中记载为邹应龙因为其他原因所发起的。《明实录》中仅仅记载邹应龙弹劾而没有写其背后的动机，而很多学者遵循《明史》的记载，相信徐阶是幕后的指使者；同时也有学者提出反对意见，如姜德成先生所说：“夜半邀遣邹应龙驰疏抢攻，均属险招，显然不符合徐阶的作风。”

#### 重修承天大志
嘉靖十九年（1540年）十一月，时任承天府知府的吴惺上疏请求修撰《承天府志》一书，嘉靖当时为献宗造势，同意撰写此书，并由上疏请求的工部尚书顾璘总理，以颜木、王廷陈等人撰写，于嘉靖二十一年完成，但是嘉靖觉得写得不好，很不高兴，以体裁不合要求为由转而让给礼部编修。直到嘉靖四十一年时，给事中邱岳上疏请求重修《承天府志》，于是徐阶被任命为总裁。当时朝廷中传言说此书写好后参与者会有超常的擢升，导致了很多大臣都想参与进来，这也使得徐阶和袁炜之间发生了很多矛盾。等到《承天府志》写完呈上后，尽管嘉靖非常高兴，然而除了邱岳升为礼部右侍郎，其他人都没有任何封赏；而《承天府志》则被嘉靖亲自命名为《承天大志》。

#### 晋首辅
在严嵩下台后，徐阶和袁炜上疏请求增加阁臣，嘉靖不太愉快，下谕让他们自己推荐想要辅政的臣子；不久嘉靖再谕说，因用严嵩住在朝廷值班辦公，导致严家沒有家主，才讓儿子作奸犯科，還連累到严嵩本人，让徐阶等人三思，皇帝隐晦指出他不想让徐阶入西苑直庐。徐阶很快进言解释说虽然严世蕃在外无恶不作，確實是严嵩住在朝廷值班辦公所导致，但是严嵩非常宠爱严世蕃，甚至连政务都对他言听计从，这样纵使严嵩在家，也无法减弱其子的骄纵。嘉靖听后“大悟”，赐原来严嵩住的直庐给他，徐阶正式成为内阁首辅，他这才稍稍心安。徐阶又上疏请求嘉靖钦定阁臣，但是嘉靖用严嵩为例子托词说自己不了解百官，理应廷推。徐阶奏对回答说并非严嵩没有才能，只是由于权势才恃宠而骄，他又进一步劝说嘉靖要广纳言，再次用严嵩为例，说这样行事穷凶极恶、深情隐匿自会有人告发，在宫中也可以了解天下大事。
嘉靖尽管暂时认同了徐阶的言论，但是他依旧不放心徐阶是否如同严嵩一般乐於信奉道教，于是假意下谕说想要禪位给裕王朱載坖，说自己想要退居西苑修練長生術，观测诸臣的反应。徐阶会意后，上疏说不可退位，又附和嘉靖意志表示可以陪伴陛下一同阐玄修仙，嘉靖这才作罢，并在最后的谕旨中，提出再有敢如同邹应龙一般上奏严嵩事的一律俱斩。

#### 整顿吏治
徐阶写下了三句话，並公開懸掛起來：“以威福还主上，以政务还诸司，以用舍刑赏还公论。”，要把君權還給皇上，把政事的處理權還給百官，把升官、貶官，獎賞、處罰的權力還給公眾輿論。他把这三句话挂在直庐墙壁上，成为他后来行政的主旨，希望阻绝首辅一人獨裁，架空皇帝的旧态。早在严嵩刚刚下台的时候，徐阶为不使得首辅继续保持嘉靖口中“虽无相名，实有相职”的专制权力，他于嘉靖四十一年五月二十七日上疏请求和袁炜一同票拟所有事宜，这样一来，“每事必公拟，庶臣宿心克副，而亦可永杜弊源也”。与此同时，一方面因为张璁、严嵩的事情，嘉靖对言官非常不喜，认为他们总是抨击过当，于是徐阶委婉开导，想让嘉靖广开言路，对外廷的敌意尽量减少，并以“大奸似忠，大诈似信，惟广听纳，则穷凶极恶，人为我撄之，深情隐慝，人为我发之。故圣帝明王，有言必察，即不实，小者置之，大则薄责而容之，以鼓来者”劝服了嘉靖多加采纳言官的奏报；另一方面，徐阶觉得身为臣子，为政要有信于天下，用了伊尹的无私无利为例子，解释说当如君子一样心存道义，因此哪怕伊尹放逐过君主又还政给他，大家依旧信任他；徐阶还认为为政要“尽心”，尽心对待人民，不因为虚名才展现仁义。在徐阶的心中，朝廷贪官横行导致了吏治败坏，而个中最根本的原因还是由于士习不端，他说当时的士大夫好的在谈论玄理，而差的就为自身利益奔走贪渎。所以徐阶在严嵩走后，获取嘉靖的信任之后，一边肃清残留的严党，同时又开始整治吏治。王世贞后来也描述说徐阶上台后使得本来权势滔天的缇骑十去其九，使得直言者不用担心因为一语不当就锒铛入狱。八月，由于三殿受灾，嘉靖想要重录《永乐大典》，下内阁讨论，最后徐阶上疏说可以在秋后进行校理、分录，并在他的推荐下由时任礼部左侍郎的高拱为总校官、右中允张居正为修撰。
嘉靖四十二年（1563年）十一月十七日，徐阶上疏请求改变吏部旧弊，惟才是用。徐阶为存在的问题提出两个结论，一是尊主权，每次下旨后很多人阳奉阴违，最后功罪难定，还有人贪馈肆行，都是由于皇帝主权不尊的后果；二是定国是，很多人利用文章掩盖自己的能力不足，这样使得有才的人无法被擢升，因此需要改进国家制度让可以体恤人民的官员上任。嘉靖当天就立刻答回觉得徐阶说的很对，同意说现在由于王言不重，很多官员就非常恣放，徐阶顺势又上奏说重中之重是杜绝贪脏。于是在七月时，嘉靖下谕给徐阶，觉得欺谤、贪肆的官员太多，不把祖宗法度放在眼里，并觉得冢宰应该为此负责，于是徐阶告诉了时任吏部尚书的严讷，严讷赶紧上疏，提出让各地抚按官员加紧巡查，上报所有不法事。后来严讷将那些政绩优异的州县官员破格提升，使得朝廷效率高了很多，严讷也将他可以如此成功归功于徐阶，认为在徐阶执掌朝政的这段时间，不为他做事设置阻碍，任命的大臣也很有才贤。在这样的背景下，时任刑科给事中的陈瓒上疏请求恢复那些因为直言而被废斥的官员，平反各种冤狱。尽管徐阶因陈瓒为他出了很多计画，非常重视陈瓒，可惜嘉靖在看到奏疏后大怒，将陈瓒除名。

#### 严世蕃授首
嘉靖四十三年（1564年）八月，在万寿节时徐阶晋为建极殿大学士，连带徐琨为尚宝司少卿。十一月，林润弹劾严世蕃和罗龙文，说他们有不臣之志，已经拥有四千部众，连路上行人都在讨论这两人要伙通倭寇，嘉靖下旨要求林润押解两人入京审问。次年徐阶因一品考满十五年，赐勋上柱国，并恩荫一子为尚宝司丞，祖上三代更是被封诰命大夫，但是徐阶坚持不要上柱国，被礼部以部宴和金币为补偿，后来循例请退被嘉靖留下，赐以蟒衣。随后刑部尚书黄光升、左都御史张永明、大理寺卿张守直等大臣因林润害怕被报复，挺身弹劾严世蕃。奏疏一上，嘉靖如他们所料非常愤怒，下令把严世蕃打入牢狱审判。严世蕃在得知奏疏内容后反而大喜，和严党诸臣说：“任他燎原火，自有倒海水”。不久后黄光升拿着已经写好的判词请徐阶评阅，徐阶看完后问他们，他们觉得严世蕃到底应当生还是死，大臣都回应说必须要他死，严世蕃死不足赎！徐阶这才说要将严世蕃害死杨继盛、沈炼的罪名隐去，他解释说杨继盛、沈炼的案子是由嘉靖亲自下旨判决，严嵩奉旨执行的，嘉靖肯定不想把这罪名引到自己身上，一看到这条必然会怀疑三法司想要借助严氏把罪名推给他，定然会非常愤怒，这样一来涉事的大臣没有一个可以逃脱，严世蕃反而可以以此脱身而去。而后诸臣认为如果时间拖晚了就容易泄漏这段秘谈，请徐阶帮忙修改状词，在徐阶谢让的时候一起再请，于是徐阶将他早已拟好的一篇拿出来，在大家都看过一遍后令书吏正式抄写下来并直接封印。这一切做完后严世蕃毫不知情，大家便将徐阶所改的奏疏呈上，列举严世蕃和罗文龙私通倭寇、外投日本、欲与蒙古内外相应之罪。嘉靖便下令说这样的事要都察院、大理寺和锦衣卫一同查明，有实证后再上报。徐阶接令出宫后向聚在门外的法司官员稍微问了两句情况就立刻回到了他家中再写一疏，说所有事情都已经勘实，严世蕃依旧被隐瞒过去。直到奏疏上去后严世蕃才得知，惊诧的感叹说：“必死矣”，果然嘉靖下旨斩严世蕃、罗龙文。三月时林润携严世蕃罗文龙抵达京城，立刻以谋叛罪判他们在西市处斩，同时借没严家家产。

#### 奏止方士
嘉靖四十三年，御史姜儆、王大任巡视诸道，于十月为嘉靖带回刘文彬等方士，但是嘉靖并未服食方士进献的仙丹，他害怕被下毒，在十月十六日密谕徐阶，说所进献药贴上写着“先天水银”，问他们是甚麼成分、如何製成，他們都答不出來，想要徐阶帮忙询问解释。徐阶后回奏先说在《道德经》、《悟真篇》等经疏都没有提及所谓“义理工夫”；又说他没听说过这些进献丹藥者性命雙修，更加不通药理；他希望嘉靖不要轻易服食这些药物，这是天下之幸。
接着在嘉靖四十四年五月，原先以奸欺之罪回籍的胡大顺伪造《万寿金书》，令何廷玉托蓝田玉的门路进献《万寿金书》和他诈称“大顺三神丸”的丹药。蓝田玉看嘉靖正在考虑是否召胡大顺入京，猶疑不定。蓝田玉心焦難耐，居然直接偽造聖旨，直接召胡大顺入京，還让他在宫内居住。但是嘉靖依旧无法决定是否留下胡大顺，密谕徐阶询问对策，在谕中说尽管胡大顺改名后再次回京，却是因为他垂问因而蓝田玉、罗万象将他唤来，不知是否該任用他們。徐阶回奏说此类方士都是败类，蓝田玉、胡大顺等人不畏惧國法，从这次擅自唤人入京就可以类推；又说皇宫纷乱的原由，不是因为之前嘉靖所说的蓝道行下狱，只要用法律處理就可以了。嘉靖看到回奏后恍然大悟，再次密谕徐阶，表示了自己又看到的几处疑点，说这些人不惩治，就无法戒告後人，并询问徐阶说具体如何处置。经过多次讨论，在徐阶对这些人所造成的危害一一剖析后，嘉靖终于下定决心，将胡大顺打入詔獄，不久就将蓝田玉、罗万象、胡大顺还有一同供奉的太监赵楹一体處決。

#### 填补内阁
嘉靖晚年时，内阁成员稀少，等到严嵩罢相下台后，仅存二三人。而徐阶则在成为首辅后致力于增补内阁成员，早在嘉靖四十二年正月，徐阶就上疏请求要增补内阁人员，并认为廷推选人不合适；嘉靖却认为廷推职同丞相的内阁成员是必须要的，但是在徐阶的劝说下放弃了廷推之事。而由于在嘉靖四十四年三月十四日袁炜因病不得不退出内阁，徐阶上疏请求嘉靖增补阁臣，他更是解释说在前几位皇帝时就有三四位阁臣，所有事情都可以商榷，不至于被一人所专断，增补几位廉静平实的阁臣可以有效防止如同夏言、严嵩一般独断专权。嘉靖在经过徐阶连接多次的奏对后才在四月份选择严讷、李春芳入阁，依旧以徐阶为首辅。
而后千步廓就因失火，各类奏疏底本毁于一旦，嘉靖当时生氣又惋惜，问时侍于西苑的徐阶说：“（这样一来）以后要编撰史书，用什么来作为凭证呢？”徐阶为安抚嘉靖，奏说那些紧要的奏疏還有各國的國書共十三万两千本都在六科廓内，储存在千步廓的都是无用故纸，正好付之一炬。据沈德符的言论，就算是这些奏疏也经常被外借而不归还，只不過是下一个「文渊阁藏书」而已。

#### 劝阻南幸
嘉靖四十五年二月八日，徐阶呈上《承天大志》成稿，请嘉靖批示，但是就在十二日，嘉靖突然密谕徐阶，说他觉得一病十四个月，借此次《承天大志》修成亲幸承天取药可以减轻病痛，期间免朝。徐阶接到谕旨后立即回复想要劝阻嘉靖的这个想法，他说路途遥远，已经十四个月都未痊愈更加应该静养，而取药只需要排遣当地官员取来就好。嘉靖并不理会徐阶的奏对，反而命已经升任工部尚书的张守直以及太监袁亨于承天督工建造宫殿等建筑，锦衣卫缇骑都被派了出去。等到十六日，嘉靖下谕表明了自己坚持要南幸，认为自己不会有问题。徐阶听说后第二次上疏反对南幸，在其中以嘉靖十八年时的南幸为例，表示这样一路会劳民伤财；更是说现在京城兵力不足，战力不强，认为嘉靖不应该离开京师；最后还举出湖广等地依旧有多兵荒，以前日湖广巡按陈省所呈《告灾伤疏》告诫嘉靖。最后嘉靖终于以防止有狡逆之徒趁机起事为由放弃南幸，明人吴伯与描述此事“祸患不可测”，在徐阶成功劝阻嘉靖南幸后，大家都称赞了嘉靖免除南幸会劳民伤财的仁明之举。徐阶也顺势在三月份再请增阁臣，选得郭朴、高拱入阁；而后嘉靖就说内阁政本只需要一人轮值，而徐阶认为不能离开，高拱却直言说徐阶已老，他和李春芳、郭朴可以互相轮值，导致他和徐阶的关系开始恶化。
半年后，承天府守备官员上疏请修宫殿，嘉靖顺势同意，徐阶却再次反对，连同李春芳上奏说湖广遭受水灾，无法担负工料钱粮，需要先下工部详查。于是嘉靖在九月二十二日询问徐阶户部的统计结果，时任户部尚书的高耀上疏说户部的预算都有常数，这些民众缴纳的钱粮需要节爱。嘉靖非常不满并又和徐阶商议想要用工部所存钱粮来支付耗费，徐阶即刻指出工部营缮司存银只有八万两，认为就算工部出资也无法供应。直到十月十六日嘉靖才下谕停止承天的修缮，让工匠都赶回京城。此事过后时任湖广巡抚的杨豫孙向徐阶恭贺，徐阶也在回书中说他此次成功后“忻慰不可言”，在陈省和他的帮助下，减少了需要的一半力气。明人黄景昉在《国史唯疑》中写道其实嘉靖知道此二事非常难行，他久病不愈，故意想要测试诸臣忠心而已。

#### 海瑞上疏
嘉靖四十五年十月，时任户部主事的海瑞因嘉靖久不上朝、沉迷斋醮，独自上《治安疏》，在疏中指出嘉靖把自己的才能都用在了没有用的修道上面，对于国民困苦不闻不问；他又用贾谊和汉文帝的例子说尽管内外的臣子都知道皇帝的错误，但是都没有尽到自己身为臣子提醒嘉靖的职责，这些人就是为了献媚讨好皇帝而已；海瑞更是用了“嘉靖者言家家皆净而无财用也”这样的一句话说明天下臣民对皇帝的失望。徐阶在此疏中也被牵涉到并被指责说他掌权后政事相比之严嵩时候没有区别，海瑞认为徐阶没有以天下为重，在社稷臣民需要依赖的时候没有尽职。嘉靖看到《治安疏》以后非常愤怒，甚至把奏本摔到地上并想让人直接逮捕、杀死海瑞，在听说海瑞已经备好棺材后就只能先作罢，将奏疏留中数月。这段时间嘉靖还特意下谕于徐阶，让他暂住在南都理别殿用以避开海瑞。后来嘉靖生病，召徐阶议事时又提到海瑞，不想让海瑞在他病好以后还要诟病自己，就将海瑞下诏狱，让锦衣卫严查。后来又将海瑞转移到刑部继续审问，而徐阶为了保全海瑞，在拟罪时告诉法司诸臣说如果拟他从轻发落，嘉靖肯定会重处海瑞，只有拟重罪才有可能让这件事情沉没下去。徐阶又上疏说皇帝圣明的话那么臣子也会直言，尽管海瑞比较鲁莽，杀了他反而成全了他直谏的名声，不杀了他则也可以看到皇帝的心胸之广。嘉靖一开始将此疏扔到地上，又捡起来再读了一遍，并又读了海瑞的奏疏，最后免除了海瑞的死罪。而嘉靖的确如同徐阶之前所说的，将海瑞的奏疏继续留中，留海瑞在狱中。明人朱国祯在《皇明大事记》中评论说当时大多人都说徐阶本来想要杀死海瑞，幸赖嘉靖圣明没有听信；姜得成先生在《徐阶与嘉隆政治》一书中探讨了海瑞上疏一事，认同了朱国祯的评论。
在海瑞奏疏的刺激下，嘉靖在《治安疏》上呈于他被激怒后就密谕徐阶说现在传继是第一重要的事情，想要内阁诸臣拟票执行，更是在谕中称海瑞为“此物”。而徐阶为了不使得内廷与外廷进一步混乱并保护海瑞，回奏嘉靖解释说海瑞没有任何要他传继的意思，并说谕中让他们拟票的原本已经被封进，希望嘉靖再次裁定。很快嘉靖又下谕认为徐阶如此包庇海瑞，如果不依照他最初的处理，这样生病期间岂不是要受到这个“畜物”的肆言，因此嘉靖让徐阶再行计议。于是徐阶再次回奏，重新强调了说海瑞之所以有这样的言论还是因为依仗“圣主在上”。而嘉靖第三次下谕坚持传继时，徐阶坚持否决传继之事，说这是“必不可行之事”，这才打消嘉靖的传继之思。

#### 世宗驾崩
早在嘉靖四十四年开始，嘉靖的身体就已经越发虚弱，并在四月份就下谕于徐阶说他“体力未强健，中气不足”，徐阶在回奏中认为嘉靖应该继续调养，尽少再服食道士所进丹药等物。徐阶后又于嘉靖四十五年正月阻止嘉靖服用方士刘文彬进献的丹药，并在接下来的几个月中多次上疏告诉嘉靖要“护养元气”。八月时，徐阶因九边奏捷被加恩，荫其子徐瑛为中书舍人。然而在十一月的时候嘉靖依旧服用了方士王金进献的丹药，身体越加虚弱，导致朝廷人心惶惶。十一月二十五日，宫内误传说嘉靖驾崩，时任裕王府内官承奉的李芳遣人询问徐阶，被徐阶以“圣躬无恙，何得有此怨言”斥退。一直到十二月十四日，嘉靖突然病情加剧，于午时驾崩于乾清宫。由于嘉靖在位近五十年，群臣都没有处理大丧礼的经验，徐阶身为首辅不得不查询章典，最后为嘉靖的丧事写成多篇仪注。在执行丧礼期间，徐阶召他的门生张居正一同撰写《嘉靖遗诏》稿，而当时已经入阁的高拱等人却因没有参与拟诏，越加忌恨徐阶，郭朴甚至放言说徐阶在诏中诽谤先帝（世宗），都可以被斩首了。
|  | 嘉靖遗诏 朕以宗人入继大统，获奉宗庙四十五年，深惟享国久长，累朝未有。乃兹弗起，夫複何恨。但念朕远奉列圣之家法，近承皇考之身教，一念惓惓。本惟敬天勤民是务，祗缘多病，过求长生，遂致奸人乘机诳惑，祷祠日举，土木岁兴，郊庙之祀不亲，朝讲之仪久废，既违成宪，亦负初心。迩者天启朕衷，方图改彻，而据婴痰疾，补过无由，每一追思，惟增愧恨，盖愆成羙，端仗后贤。 皇子裕至，仁孝天植，睿智夙成，宜上遵祖训，下顺群情，即皇帝位，勉修令德，勿遇毁伤。丧礼依旧制，以日易月，二十七日释服，祭用素馐，毋禁民间音乐嫁娶。宗室亲郡王，藩屏为重，不可擅离封域；各处总督、镇巡、三司官，地方攸系，不可擅去职守。闻丧之日，各止于本处，朝夕哭临。三日进香，差官代行；卫所、府、州、县并土官俱免进香。郊社之礼及朕祔葬祔飨各稽祖宗旧典，斟酌改正。 自即位至今，建言得罪诸臣，存者召用，殁者恤录，见监者即先释放复职。方士人等查照情罪，各正刑章。斋蘸、工作、采买等项不经劳民之事，悉皆停止，于戏。子以继志、述事，并善为孝；臣以将顺、匡救，两尽为忠。尚体至怀，用钦未命。诏告天下，咸使知闻。 |

在遗诏中，徐阶列数嘉靖多项弊政，并后又平反因直言上谏得罪诸臣、将方士等人定罪、停止因修道的斋醮、采买的工作。此诏书下后“朝野号恸感激”，把遗诏和杨廷和所拟《世宗登极诏》并以为世宗一朝始终盛事。明人伍袁萃、黄景昉评说此遗诏是徐阶所撰平反诸事顺应社会潮流，大快人心，当时正好是改革之际，大家都希望有所革新，而遗诏“曲终奏雅，亦天意有以成之”。而此诏也因此使得徐阶达到了个人政治生涯的顶峰，开创出嘉隆政治中虽短暂却极其精彩的万物苏生、承上启下的崭新局面。

### 穆宗朝

#### 穆宗登基
嘉靖四十五年十二月十八日起，根据徐阶所拟《劝进仪注》，群臣于十八日、十九日及二十日遵照遗诏三上劝进笺，劝裕王上位。二十一日由礼部上呈《登极仪注》，直到二十六日裕王正式登基，颁布《登极诏》。改元「隆慶」，是为隆庆皇帝。

#### 登极诏
|  | 隆庆登极诏 惟我祖宗，圣圣相承，至治鸿功，超越千古。暨我皇考大行皇帝，以经文纬武之德，建安内攘外之勋，增光先朝，垂庇后世，方幸永赖，遽尔上宾，特厪凭几之言，属以神器之重。朕茕茕在疚，本不忍闻。而文武群臣，下及耆老军民，合词劝进，至于再三，辞拒弗获，乃遵遗诏，以是月二十六日，祗告天地、宗庙、社稷，即皇帝位，以明年为隆庆元年。仰惟末命之昭垂，深望继述之兼善，俛焉自省，岂所能胜。然而先志不可不成，圣训不敢不奉，是用推类以尽义，通变以宜时，期衍旧恩，遹弘新化。 所有合行事宜，條列於後： 一、郊社等禮及祔葬祔享，遵奉遺詔，各稽祖宗舊典，斟酌改正。禮部會官查議舊禮某項當復、新禮某項當罷、某禮當行於某處、某禮當舉於某時，並陵葬廟享當祔之正，逐一開具奏請。 一、自正德十六年四月以後至嘉靖十五年十二月以前，建言得罪諸臣，遵奉遺詔，存者召用，歿者恤錄，吏禮兵部作速查、開職名，議擬具奏。 一、方士人等，遵奉遺詔，查照情罪，各正刑章。王金、陶倣、申世文、劉文彬，高守中、陶世恩，妄進藥物，致損聖躬，着錦衣衛拿送法司，從重究問。唐秩、章冕等各以符法濫叨恩賞，着押發原籍為民。書造局、真人府官道，禮部查係在京宮觀取用者，發還宮觀；係在外龍虎等山取來者，遣回本處焚修，其所受太常寺官職及真人、高士名號，盡行革去。 一、齋醮工作，遵奉遺詔悉皆停止。其原建齋醮之所令，應作何處，置禮部逐一查議題請。工部料價並竹木等，兩京內府各衙門段匹、器皿、香蠟、柴炭、匠役等，光祿寺品物酒飯等，但有因齋醮工作加派者，該部通行查奏停革。 一、織造、採買等項，除陜西織絨，河南廣東織葛，廣東採珠，買黃白蠟降真香，及與福建買龍涎香，雲南采寶石、采礦金，江西燒造磁器，並各處採芝，遵奉遺詔，悉皆停外，其南京蘇杭織造內臣，詔書到日，俱即回京。各衙門解與錢糧，着南京工部工科、浙江巡按御史查照，造完段匹，扣算該銀若干，將段匹具奏。起解剩下銀兩，俱送戶部，接濟邊用，造冊奏繳。已派未納者，行令征完，準作下年工部料價，卻於下年派數內減除，以甦民困。其因絨葛、珠寶、香蠟、金芝、磁器項，所派錢糧已徵在官者，截數起解，戶部未徵者，亦各徵完，準作下年應解工部料價，減除派數。 一、自嘉靖四十五年十二月二十六日昧爽以前，官吏軍民人等，有犯除十惡至死，與詐傳詔旨、交結近侍、通夷失機、強盜人命及侵盜邊海腹裏倉庫、漕運錢糧，並貪酷枉法、逆黨左道、扇惑人民，為從營幹鉆刺、指稱誆騙、潛住京師、窺探為姦者俱不赦外，其餘已發覺、未發覺、已結正、未結正，罪無大小，咸赦除之。敢有以赦前事相告言者，以其罪罪之。 一、天下軍民十分窮困，國用雖詘，豈忍照常徵派？隆慶元年分漕運米，特與改折十分之三，其餘不分京邊，起存本折，各特免十分之五。該部及各撫按官，仍設法稽查，使沾實惠。其嘉靖四十三年以前一應戶部錢糧，已徵在官者截數起解，拖欠者盡數蠲免。如有將已徵捏作未徵，侵欺盜用，許諸人奏告拿治，不在赦宥之例。四十三年以後，未完者查開的數，分作三年帶徵，毋容姦頑得遂侵賴，先將分過帶徵數目具奏。 一、內府各衙門供應錢糧，朕加意節省，用自有餘，該部務查照弘治年間及嘉靖初年舊額，酌量徵派。其以後年分加添者，盡行革除，將革過數目奏知，仍造冊送科備照。如各衙門假以缺少為由，行文加派及該部阿奉準行者，科道官即時參奏，治以重罪。 一、內府各監局庫所收段匹、軍器、香蠟等項，錢糧戶工二部奏差風力、科道官二員，前去弔取文卷備查。原收若干用過、若干見存、若干約彀幾年支用，造冊奏繳，該部將以後應派之數，酌量折徵銀兩解部，以濟邊用。 一、嘉靖四十四年以前，兵部牧馬草場子粒及騎操孳牧寄養等項，馬匹應追虧欠、倒失、被盜、樁頭等銀，工部羅段、絹麻、鐵魚鰾、翎毛、皮張、天鵝、觔角、漆料、白榜紙、砍柴、木柴、柴炭、擡柴等銀，及工卯銀，如有拖欠，盡行蠲免。其已徵在官者，照常起解，若一應人役將已徵捏作未徵，侵欺盜用，許諸人首告拏治，不在今赦宥之數。 一、犯罪發高墻宗室，除叛逆及內亂、強盜人命不宥外，其情罪有可矜疑，及身故而遺下妻妾無依者，撫按衙門查明原犯情由，開具奏請。 一、在京在外見監人犯，除已差官審錄外，三法司仍將部院錦衣衛，見在輕重各犯，會同審問，如有虧枉，即與辯理。其先年重刑犯人家屬，有不係原問正律，一時比例流置者，查理明白，放回原籍甯家隨住。 一、在京在外緝獲強盜、妖言、奸細等項，必須贓證的實，不許貪功圖利及聽信無賴戳番之徒妄拏誣陷，違者治以重罪。其南京法司，止許受理在城及百里內軍民詞訟，如原告在城而被告在百里外者，不得概行拘提。若事發，五城俱要送問，不許該城輒擅取招、追收紙贖。內外守備衙門，除盜賊機密重情拏送法司究問外，其餘人命等項辭訟並不許干預。 一、在京在外監追，還官、入官、給主贓物，除監守侵盜在倉、在庫、在場銀兩草束，及在倉庫領出解運，並一應收，掌係官錢糧而侵盜者，俱照舊監追外，其入官贓百兩以上，給主五十兩以上，若監追二年之上，正身已故，家屬代追，各勘無家產堪以變賣者，開具所犯情罪，奏請定奪。若入官給主之贓，不及前數監追，半年之外，正犯身故，勘無家產，悉與宥免。若係埋葬銀兩，正身見在，仍依律追給，以恤死者。 一、南京五府掌印、僉書、管軍、管事、公、侯、伯、都督、總兵、副總兵等官，錦衣衛、掌衛事並管南北鎮撫司事指揮以上官，六部等衙門四品以上官並學士及各總督、提督、巡撫官，俱着自陳去留，取自上裁。五品以下文職，兩京吏部會官考察浙江等處，兩京方面官各該撫按，會同考核，應黜降致仕者，從公分別具奏。仍各聽科道官拾遺，其科道官須公同評議，不許匿名投匭、暗肆中傷。 一、朝廷用人，惟求任當其才，若拘泥資格，使舉人絕望於九卿，歲貢不得為方面，殊非飭吏治作士風之意。今後吏部用人，毋拘三途，但有才能卓異者，即便破格擢用，以示激勸。 一，今內外衙門添設官員數多，加增俸薪有損無益，吏部便行在京各衙門、在外撫按官，逐一查議，果係緊要，方許存留。其餘冗員，一體具奏查革，其事簡衙門一官可兼二事者，員缺暫停銓補。 一、各處府、州、縣，大小、繁簡、沖僻，難易不同，或逸而得譽，或勞而速謗，既乖陞黜之宜，遂起避趨之巧，士風日壞，吏治不修。吏部通將天下府州縣，逐一品第，定為上中下三等，遇該推陞選補，量才授任，各官考語獎薦、同在優列者，先儘上等府州縣陞擢行取；次及中等；次及下等。不惟視等，以為歲月之遲速；仍視等，以為官資之高下，內有才優才短更調者，各就中酌處。其各將官所任地方，兵部亦以邊腹沖緩分為三等，遇該升調照此施行。 一、凡致仕、閑住、為民、充軍，官員不係考察及犯私罪者不拘，自陳被論，吏部逐一查開奏請。充軍者放回原籍為民；為民者與冠帶閑住；閑住者與致仕中間，如有才望過人、年力尚壯、曾經薦舉者，許一體遇缺推用。 一、在外兩司，有司官貪酷恣肆，皆由巡按御史不能正身格物及舉劾不公所致。其御史失職，又由都察院狥情，將考核視為虛文所致。今後御史出差回道，都察院務要秉公持正、嚴行考核，如或隱護該科，即行糾劾。該科如敢扶同，事發，一體重究。 一、今後撫按官劾到官員，但有犯該贓、私人命者，吏部務行提問，追贓償命，不許概擬為民閑住。所追贓銀，巡按御史年終各另奏解戶部，以資邊餉，不許混入歲解贓罰數內。其該解部及備賑贓罰銀兩，必遇地方用兵修城等項、重大緊急事務，方許動支。如有仍行饋送，並弔取私用及隱匿入已者，司道府州縣官聽撫按參奏，撫按有犯聽兩京科道糾奏，其司道府州縣官巧立名色，勸借軍民及於本等，罪贖之外，加罰銀兩、米谷、馬牛等物。或將軍民無子爭繼之家，盡沒家產入官，尤為非法，着各該撫按官嚴行訪拏禁革。如撫按官縱容，聽兩京科道官指名參治。 一、各處解納錢糧馬匹等項，到京被各內外管事人員生造事端、刁蹬需索，使用之數多於本物，以致上納不敷、展轉受累，該部申明禁約，許受害之人指實奏告，各治以罪。其各門各庫，近年額外增設內官司禮監，盡行革回。 一、近來撫、按官及各差御史、訪察、拏人，多不得實，本欲懲惡，反害良善。其兩司府縣乘機效尤，違法益甚，今後並不許再行訪察，違者吏部都察院即行參奏，重加黜罰。 一、各地方官以講武為不急，以玩寇為茍安，將盜賊妖逆，隱蔽縱容，不早撲滅，往往釀成大患。今後巡撫、守巡、兵備及有司衛所掌印、巡捕等官，務要操演人馬、團練保甲、緝訪奸盜，杜於將萌。如再庇惡殃民，巡按御史嚴行參論，以憑重治。 一、宣大、山西地方軍民人等，或因犯罪逃入虜中，或因搶去住彼年久，遂為虜用，間有欲率領親識，仍還本土者，又慮官司追究往事，不敢自歸，殊為可憫。兵部便行該鎮總督、鎮巡及將領等官，務要用諜示信，多方招徠，如有率眾來歸者，厚加撫恤，仍具所率人數，以聞以憑，酌量賞錄。遼東及陜西三邊，一體施行。 一、各邊將士立有戰功，往往勘覆稽遲，賞不足勸。都察院便行文各該巡按御史，將嘉靖四十五年十二月二十六日以前未勘報功次，俱限三個月以裏勘覆。今後凡有查勘，俱不許出三個月，都察院置簿一扇，將發行勘合日期登記查考，如有遲緩，即行參論。其宣大、薊遼等鎮，多有奸民，冒認錦衣衛舍丁及陣亡軍人子侄，濫陞官旗，又或一人而數處立功、一時而兩三處立功，均為違法。兵部兵科逐一清查，奏請降革。 一、節年行勘文武職官，遷延不報，以致奸惡者竟得隱脫，被誣者率致湮棄，詔書到日，各該撫按官通查原承行官司，立限催勘奏報。如仍怠違，參奏處治。 一、近年病故大臣，有應得恤典而未得、亦有不應得而得者，科道官舉奏定奪。 一、凡慶賀謝恩 等疏，非舊制所有者，俱各停免。其一應題奏，亦要明白簡直，不許以繁詞及鄙褻之言瀆擾。 一、今後在京在外文武衙門大小官員，俱要勵端慎廉靜之節，去虛浮怠玩之私，上報國恩，下保名位。 一、一應弊政詔書開載未盡者，陸續自行查議奏革。其凡可以正士習、糾官邪、安民生、足國用等項長策，仍許諸人直言無隱。 於戲！覲耿光而揚大烈，方勉盡於孝思；贊帝軌而翊皇猷，實有資於忠藎。凡爾有位，尚體朕心，各攄匡輔之誠，共保昌熙之祚。播告中外，咸使聞知。 |

在登极诏中，徐阶厘革旧政，写下三十条新政，包括革正礼仪制度，对百官的平反、考察、陟黜，管理、清查各库局，赋役、牛马、粮草的蠲免、征纳，以及各地军务管理。姜得成先生认为隆庆登极诏的基本主旨是“先志不可不成，圣训不敢不奉”，徐阶此举力求两纸诏书之和谐一致，淡化非正常父子关系投下的阴影，避免可能给新君带来的“改父”疑虑和嫌疑，弥补父子非正常关系给后人心理上带来的无限缺憾，在诏中渲染了父子的和谐融洽、一脉相承的气氛。
在颁布《隆庆登极诏》后，礼部就诏中所言事项一一商议，徐阶为此主持了嘉靖两位皇后的丧礼，拟定她们的谥号。

#### 继任首辅
明穆宗登基后，徐阶依旧为内阁首辅，此时徐阶的权力相比于前朝更大，后被高拱形容其职权“无所不兼”。很快徐阶在二月份的时候就上疏请增阁臣，让张居正、陈以勤入阁。随后胡应嘉、岑用宾、李复聘、李贞元带头弹劾高拱，被误以为是徐阶之意，使得高拱和徐阶的关系恶化。没隔几天，隆庆册立皇后，以朱希忠为正使、徐阶为副使，昭告天下，并以徐阶是当初藩邸旧臣为由加恩他的儿子徐瑛为尚宝司少卿。

#### 止幸旧邸
隆庆元年三月初，隆庆想要回他为裕王时旧邸，令孙斌传旨说他准备在十二号去一趟，但是旨意下达后徐阶即刻上疏想要隆庆呆在宫内，他解释说由于隆庆“身承宗庙社稷之重”，需要遵循典章不轻易外出，因此除郊祭等大典外最好“尊御法宫”。第二天，隆庆绕过徐阶下中旨给礼部，但是礼部官员也将此旨驳回，徐阶知晓后再次上《请允礼部止幸旧邸》疏请求隆庆可以收回成命；在三月十二日，隆庆预定要回旧邸的那一天，徐阶上第三疏《请允科道止幸旧邸疏》，以同样的理由想要隆庆不要轻易外出。然而，隆庆最后依旧选择幸临旧邸，徐阶等阁臣无法阻拦。

#### 开经筵
徐阶很快又上疏请求隆庆开始经筵、日讲，隆庆同意后后让徐阶和朱希忠一同知经筵事，于隆庆元年四月二十二日正式开始经筵。但是在时隔一个月后的五月二十一日，隆庆突然下旨说由于天气炎热，经筵和日讲全部暂停，等到八月份再行议论。尽管李春芳遵从了圣旨所说，多位科给事中上疏请求隆庆延续经筵日讲，当时告病在家的徐阶在知道此事后上《请允科道奏开讲读》疏，在疏内提出尽管经筵可以暂时停止，但是日讲最好不要停止，他解释说科道官员是因为想要隆庆学习更多“圣学”，这才上疏。然而奏疏被送进去后石沉大海，隆庆对此没有任何反应。直到六月九日，徐阶再次上疏，拿何其鸣、张卤的奏疏为例提出继续日讲可以让隆庆更好的施行国策。然而经过这一个月的僵持，隆庆最后没有听从徐阶的建议，依旧罢去经筵。

#### 高拱退任
徐阶由于过度操劳，当时劳累时走路都需要人搀扶，早在四月初六不得不上《患病乞休》疏，请求致仕，却被穆宗留下。仅仅月后，时任广东道巡察御史的齐康弹劾徐阶，在疏中他认为高拱被屡次弹劾都是徐阶所指使，抨击徐阶专权误国，阻拦世宗传继之事，新皇登基后又和李春芳互相助长声势。虽然隆庆听后直接下旨指责说齐康在妄言并安抚徐阶、李春芳，但是徐阶在五月十八日依旧上《被论自陈》疏，就所言事一一解释，举例说明他位礼部尚书期间多次上疏请求立储，更是说明他所做事都有存档，只消请厂卫一探究竟，最后他又请求罢免自己和儿子以表清白。隆庆阅览此疏后，派李一元、侯瓘、郭瑀前往徐阶府中，宣旨说要徐阶继续工作，不得延误；徐阶却借卧病不出，在两天后上《再乞休》疏，此间说他自己根据齐康的言论罪有余辜，希望可以辞官。而外廷借此开始攻歼高拱所党，时任大理寺丞的海瑞为徐阶辩驳说徐阶执政的时候忧勤国事；而齐康身为鹰犬，罪大恶极。六科给事中多有上疏请求责罚高拱、齐康，隆庆在外廷的压力下，在徐阶上《再乞休》疏同日将齐康贬官到外地，仅仅三天后又将高拱送还乡里。尽管高拱已经退任在乡，但是徐阶依旧以身体为由于五月二十四日及二十六日上两本奏疏请求致仕，皆被隆庆驳回，外廷百官也顺势上疏请留，迫使徐阶再次复出。
这一事件最后被多人所职责，认为高拱浅衷狭量，甚至导致了后期高拱担任首辅时尽反徐阶隆庆初年的政事。

#### 维护言官
隆庆元年六月，隆庆对徐阶说尽管他登基以来徐阶等人都有辅弼，但是近来科道官员一直“欺言”，于是让徐阶对此做出解释。徐阶在阁中接到谕旨后有人提出说隆庆用“详处”二字，恐怕不能不给台谏官员降罪，却被徐阶驳回，在回复的奏疏中解释说由于不能揣测皇帝的意思，所以会多有言过其实、不谙世事之奏，而后隆庆果然没有因此降罪于任何人。但是在七月二日，时任御史的李惟观便上疏以北京暴雨、宣大地震以及江南的水灾为例认为隆庆此时不应该限制言官上奏；紧接着时任工科给事中的冯成能也以相同理由劝告隆庆，说言官谏言是十分重要的，而后经由徐阶拟票平息了隆庆和外廷继续追究的意愿。
次年四月，宦官许义在宫外手持利刃吓人财物，碰到时任巡视中城御史的李学道后甚至谩骂对方，李学道非常恼怒，并没有等上朝时参奏便就地处罚鞭笞许义。后许义所党都十分愤怒，到司礼监哭诉希望可以抓住李学道报复，徐阶告诉他们说尽管李学道不知事理，但是中官私自出宫也是重罪，众人听后也暂时放弃继续追究此事。然而在次日早朝，李学道就上疏参奏许义，激怒了那些宦官，在午门外被百余宦官殴打。以王廷为首的一众言官见此决定上奏纠问中官，却被徐阶以以前皇帝袒护宦官的理由而拖延。徐阶后又让人去问文书官尚文道他们司礼监现在又该如何做，尚文提出说只要徐阶不偏袒外廷一方就行，却被徐阶吓唬说这样继续发展下去会被皇帝重责于司礼监，因此需要先行奏报，在王廷等人奏上前参奏参与进去的那些宦官。而后太监滕详按照徐阶所言参奏给隆庆，许义等十二人被锦衣卫捉拿并在东上门外受杖刑并充军，外廷因此士气大振。

#### 抑制中官
隆庆在早年多次在军队、地方启用中官，即宦官。徐阶并不赞同对中官过于放权，所以多次上疏阻止。隆庆元年七月，太和山提督中官吕详因贪墨之罪被时任湖广巡按御史的陈省弹劾，兵部在覆奏时更是提出要将中官分守地方的职权永远裁革，并停止当地的贡品。在此疏通过后隆庆却又下旨说要司礼监刘进去替代吕详，却又因欧阳一敬谏言再换另一监丞柳朝，因此徐阶上《论太和山提督内臣敕书》疏劝阻隆庆，在奏疏内解释说这本来是宪宗时候就有的旧制而且这些中官在地方会为害一方，民心不稳，希望隆庆可以撤回中官之职。最终隆庆被说服，按照宪宗朝制拟敕，令柳朝只能提督太和山关防而不再分守地方。
九月癸丑，隆庆下旨令中官吕用、高相、陶金坐营团营，尽管兵部尚书郭乾试图上疏阻止，被隆庆以《大明会典》所载条例驳回。后以时巡视京营的兵科都给事中欧阳一敬为首的多位言官都上疏请求隆庆撤回成命，却被他把本章都送到了内阁令徐阶过览。徐阶了解此事后上《进拟科道谏止内臣坐营票贴》疏，在其中赞同了郭乾的提议，说团营本就没有，嘉靖后来也取消了这一制度，希望隆庆可以效法太祖、先帝，撤回成命。隆庆接到奏疏后十分不悦，下谕指责徐阶和言官都不尊上意，使得徐阶不得不再上第二疏《缴内臣坐营谕》解释说现在恢复三大营后事态良好，中官坐镇团营则需要再次变更先帝的种种法规，最终说服隆庆罢去此念。
隆庆三年二月，隆庆派遣中官李佑前往苏杭等地负责织造事物，尽管受到了工部和都察院的阻扰，却依旧被执行。徐阶在拟定敕书前再三警告李佑，告诫他不要争利，在得到李佑的保证说他会将成品送到隆庆御前而不是通过织染局后，徐阶才写定了敕书交由李佑。

#### 起复谏臣
由于嘉靖已经去世，徐阶先是按照遗诏所写起复了前朝因言获罪的诸臣，将为诸臣平反而被除名的陈瓒引为吏部给事中，直接上疏为杨继盛、罗洪先、杨最等人请恤，此举得到了天下士子的称赞。隆庆二年初，徐阶引新科进士、翰林院编修黄凤翔在内书堂教导宦官，他在《田亭草》中感叹他在教习很久后才发现徐阶对于当时宦官教育的贡献巨大，在书内黄凤翔提到徐阶早在嘉靖四十四年时就开始改革对于宦官的教育，他认为以前教习宦官的都是已经有过多年经历的人，门生过多，因此开始录用新晋翰林教习宦官。徐階執政時期，为民办了许多事，減輕百姓負擔，并着力纠正严嵩担任首辅期间的乱政、怠政现象，朝野稱之為“名相”。

#### 祭典之议
隆庆元年八月二十六日，隆庆下旨准备亲自于天寿山进行秋祭，徐阶得旨后并没有执行，而是先上《止驾诣天寿山》疏劝阻隆庆。徐阶在奏疏中解释尽管隆庆是因“圣孝”才想亲自去天寿山，但是天子之孝以社稷为重，这也是为什么礼制规定天子亲自去的只有太庙，山陵等之需要排遣官员就行；他还说宣大蓟辽四镇经常有警报，不适合天子外出。隆庆紧接着下旨让徐阶遵照之前的旨意执行，徐阶便于次日再上疏继续劝阻，他奏说边报紧急，而且沿路百姓由于天灾非常愁苦，如果隆庆一路走过去，难保没有什么意外。隆庆对此回应说他（徐阶）接到圣旨就应该执行，为何还要有这样的“烦言”，徐阶不得不继续回奏，引用了李世忠的回报，说喜峰口、古北口都有敌军要犯，继续劝说隆庆，隆庆最终放弃了在此时亲去，说等事态平稳后再议。
在隆庆二年二月，隆庆决定亲自去天寿山进行春祭，就在十三日，时卧病在家的徐阶被催促跟随前去，他更是被以“公独能高卧不一，扈跸奉俎豆于永陵之下乎？”所威胁，不得不在二十七日跟随隆庆一同春祭。二十八日到达天寿山后，隆庆本来想要出斋宫观看历代陵墓的形势，徐阶在旁以旅途劳累为由继续阻拦隆庆外出的念头，使得隆庆最后祭典完成后才得以一观。
在春祭结束后不久的三月十二日，隆庆因宦官提及南苑兴盛，下谕要去其南海上林苑视察。谕旨下达内阁后被徐阶留下，回奏说上林苑没有视学耕籍相关的事物，不值得他去视察；又说才从祭典回来不久，不宜再次出行。然而隆庆并未理睬，在二十五日下中旨通知了各衙门。以吏部尚书杨博、监察御史郝杰为首的一众官员都上疏请隆庆不要游幸，徐阶也根据他们的奏疏写了一篇奏疏呈上。却不想内阁传出说游观南海子是祖宗故事，行宫也还在，不需要多言什么。这引起了反对者的动摇，最后在傍晚奏疏才得以呈进。次日，隆庆起驾前往上林苑，到达后却发现那里一片莽荒，行宫治理不佳，也后悔来了，遂回程。而跟随隆庆的徐阶在路中因多有愤怒、惭愧之情，食不能咽，在归还后便生病了。因此他不得不请假在家调理，在奏中本还请求致仕，然而隆庆下旨派遣太医帮忙调养，并赐下不少酒肉，并婉言拒绝了徐阶的辞呈。

#### 致仕
隆庆二年二月四日，徐阶一品考满十八年，他顺势上疏请求致仕，在疏内说他已经六十六岁，精力衰竭，体弱多病，希望可以致仕，并“不惟辅弼重任不玷于非人”。两天后，隆庆下旨说他九年再满十分高兴，不准辞职，还让吏部继续草拟徐阶的恩典。徐阶接到圣旨后又上《乞休并收回恩命》疏，说他这次历满九年并还有恩典的确不胜感激，然而他依旧年老体衰，最好请辞，吏部所拟的赏赐一概不要。隆庆以为徐阶前一次奏疏只是因为循例上疏请求恩典，所以在徐阶上第二疏的时候下旨垂问说已经让吏部重加恩赉，为什么还要继续请辞。随后他又下旨特为徐阶的俸禄加到伯爵一级，荫恩徐阶的一位儿子为锦衣卫正千户。在一个星期后被隆庆点为钦命九推大臣，但是徐阶在数日后上了第三疏致仕，又被隆庆拒绝，还遣人送他一套大红麒麟服及很多赏赐，并请他继续辅理朝政。事后徐阶则借由自己生病的机会，继续连上多道奏疏，想要致仕。
同年七月十四日，时任户科左给事中的张齐上《边事重大元辅不堪恳乞圣明大奋乾断亟赐议处以保安宗社事》疏弹劾徐阶，在疏内他举出徐阶早期支持嘉靖修道，然而在遗诏里面历数信道的过错，和严嵩结亲但是后来反而攻歼严家，这样的徐阶“为人臣不忠，与人交不信”。尽管隆庆随即就将张齐贬官出京，徐阶在七月十五日便上《被论乞休》疏，他在疏内借张齐所疏为由坚决请求致仕，但也在内详细解释了他被张齐所弹劾理由背后具体的原因。隆庆在犹豫两日后徐阶又上一疏请求致仕，他的辞呈被准许。此事在当时多有争议，多人记载徐阶的辞呈被同意是因为李芳的缘故。时任内官监太监的李芳和徐阶曾有结怨，他早初想要找徐阶的门路来当上司礼监太监，却被徐阶所拒绝；在徐阶上疏前又有吴时来弹劾刘秉仁勾结内侍，这导致李芳误以为徐阶想要斩杀他这个被刘秉仁所称赞的太监，由此更加怨恨。而在徐阶上奏后张居正向李芳透露了徐阶不想继续任职，因而李芳借此机会传旨同意了徐阶的辞呈。
谕旨下发后，内阁大学士张居正、李春芳等人上书想要穆宗挽留徐阶，穆宗解释徐阶已经多次递辞呈了，现在还照仿杨廷和旧事给予徐阶了很多赏赐。吏部尚书杨博、兵部尚书霍冀等人也都上书请求将徐阶留下，被穆宗留中。这时，都察院左都御史王廷上奏说张齐如此弹劾徐阶的原因是因为他所勾结的盐商贿赂徐阶不成，利益收到损伤所致。穆宗很快下谕令将张齐下狱，并让锦衣卫去进一步定罪，徐阶因张齐所上的辞呈并没有因此被驳回。直到隆庆四年，张居正向徐阶致书，他在内向他老师说明了三件对不起徐阶的罪过，分别是在高拱被罢官时不帮助座师、徐阶致仕时也没有帮忙表明老师的诚节及在此后的三年中也没有为此表明清白。

##### 自我评价
徐阶在万历四年转告王锡爵的书信内对他的政绩进行了一番自我评论，他起头便解释了他之所以拒绝张四维为修《明世宗实录》的访问，是因为在此期间有很多难言甚至于不忍言之事。后他说嘉靖曾以为内阁阁臣无相名而有相道，他在内阁十七年，执掌朝政超过六年，对嘉靖恼怒、疑惑基本都可以转移解救；对朝廷士人，哪怕在被严嵩所黩贷之后，也能变贪为廉，通过诚、正使得官吏服气，能让他们大多不再放纵肆扰各个机构。对内的九卿及都察院，他以谦虚的态度对待他们，让他们各司其职；对外将帅他施以恩礼，使他们可以尽心守御。徐阶说这些事情通过他的拟票、所写诏敕还有奏对都可以看得出来，但是又有很多事情只是临时谋划，无法一一记住，也没办法写下来。徐阶认为他做的关系社稷的事情中最重要的是阻止了嘉靖南幸及保护穆宗，他觉得嘉靖父子之间的事情是不忍言之事，身为臣子需要仰护主上的盛美。

### 晚年
隆庆二年七月二十一日，徐阶正式从京城出发回家，九月初四抵达华亭。后来隆庆下褒美之敕，徐阶诵读后感激涕下，谒祖茔后刻辞于石。十二月十四日为世宗祭日，徐阶以素食竟日，这也成为他每年的习惯。徐阶在回到华亭后主要以享受生活为主，很少再阅读经籍，转而和好友共同钓鱼、咏诗。不久后由于长时间没有居住于南方，水土不服而患脚疾，不得不称病谢客，卧床在家听晚辈诵读诗文。在此期间，徐阶的思想观念多有转变，他以孔孟程朱为例，认为将自己的著述流于后世比之官爵更加有价值。

#### 退田案
隆庆三年六月，时任佥都御史的海瑞巡抚应天，在其任期内颁布了《督抚条约》，清查当地政务。徐家由于拥田众多，海瑞清理土地的诉讼案件、勒令豪门大家清退田土时他们也受到了极大的影响。徐阶在了解到海瑞的施政意图后，他先是致书时为松江知府的衷贞吉，指出海瑞尽管为人民着想非常恳切，根据新法这样下来奸民就会坑害富户，并又向衷贞吉提议了一种新的借贷办法，认为这个方法可以一举两得使得“庶恤贫安富”。徐阶同时也支持海瑞当时的政策，即刻退还家族名下部分田地，是当地最早退田的人家之一。海瑞后再次复书徐阶，认为徐家还需要清退更多土地。时任内阁首辅的李春芳也致书海瑞，却想不到，海瑞坚持要徐阶继续清退土地，他在回复的书信内例举了徐阶以前在当地针对水灾等事的功劳，说为了徐阶“百年后得安静”，最好清退一半的土地，以免“群小”的骚扰。徐府此时也因大量诉讼者而被烦扰不堪。后来给事中戴凤祥等人也上疏弹劾海瑞，戴凤翔在疏内认为海瑞“鱼肉缙绅”，尽管有为国为民之心，但是做事太过急躁。最后海瑞被罢免。

##### 争议
徐家在海瑞就任时所拥有的土地数目有多种记载，少则二、三万亩，多则四、五十万亩。

#### 高拱上台
仅仅半年后，高拱再次入阁并兼领吏部尚书一职。据记载，当时他曾说其做事要“正大磊落”，明言摆脱他与徐阶之恩怨。然而于九月初六，高拱就上《正纲常定是以仰裨圣政》疏，以唐枢、王俊民的事情为例，试图抨击徐阶恩恤嘉靖朝因直言获罪之臣一事。高拱在疏内指出徐阶这样大量为那些被世宗所贬官的人平反是“悖君臣之义，伤父子之恩”。不久于九月十六日，高拱又上《辨大冤明大义以正国法》疏，以嘉靖享年六十岁、聪明睿智等为由，以希推翻王金案，尽反徐阶之政，认为徐阶“诬先帝以不得正终”。在阅览其奏疏后，穆宗下旨令刑部、锦衣卫再次会审，最后推翻了原判。尽管有多人上疏反对此判决，这依旧使徐阶不得不致书曹贞庵为他解除困境。
隆庆五年，王元宾以孙克弘之案牵连至徐阶，在疏中极言诋毁徐阶，而两个月后苏松兵备副使蔡国熙也以此治罪徐阶诸子。徐璠、徐琨都被罢官充军、徐瑛更是被削籍为民；时值徐陟也去世，徐阶被迫向高拱书请宽释。不过就在次年四月，蔡国熙便被调职，高拱在神宗登基一月后被罢，徐阶为此朝天拜谢天子（万历），说：“天子圣明，念老臣无罪，何以报塞大恩”。而后有人问他以前的这些事情，都被他以“老而好忘，忘之久矣”回答。

### 逝世
万历三年，徐阶大病，在致书李见罗时说道自己已经七十三岁，夏天这次大病虽然没死，但是也已经是废人了。秋天时海潮倒灌淹没了很多田野，徐阶请托巡按御史上疏请减免漕粮和常赋。万历十一年二月，徐阶以八十一高寿因剧病在月末与世长辞，李廷机后为徐阶请上文贞谥号：
万历批准后又追赠徐阶为太师，他的孙子徐元春也升官为光禄少卿。

## 思想
正德十五年，心学传人聂豹在华亭县担任知县，因徐阶学识奇异便传授给他王守仁所完善的心学。徐阶当时在座师聂豹的影响下，将心学“知行合一”以及“仁爱”等思想代入他对朝廷的理想，提出仁民爱物是天理自然、将万物总结为仁爱二字；他认为古人问学的目的是为了追求德性，而后来者则把学、德分离，失去了问学的本意，因此为政不德，将道德、勋业、文章分为三途。在徐阶的认知中，为政的官员需要将仁爱之良知先在自己身上施行，再施行与天下，这样一来就可以达到知行合一、政学不二的目的。徐阶后来在孙承恩致仕时也作序提到朝廷内有大臣用巧言花语顺从上意以获得荣宠，他们在得势时都认为他们的计策成功，却不知道技穷后逃不脱随之而来之戮，国家大事也会因为他们而变坏。徐阶不但自己提出各类观点，他后来重新回到京师做官时和罗洪先等王氏心学的传人一同游玩探讨，更是在灵济宫讲学，后来每次都有上千学徒在那里听讲，影响了朝廷内许多官员的为政理念。
徐阶掌权时行政的主旨用“以威福还主上，以政务还诸司，以用舍刑赏还公论。”概括，通过南炳文先生的研究，徐阶这三句话总结起来最终的作用是推动内阁回归其本职，让六部发挥其应该有的作用而不是成为内阁的附庸。徐阶认为之前的夏言、严嵩等人专制政事，自他开始不能延续这样的事情，需要将内阁的权力划分给六部分担，他想要重新调整内阁与部院的关系。姜德成先生认为徐阶此举在于学习前朝三杨内阁的运作模式，内阁和部院同寅协恭，这样一来可以达到充分发挥内阁综理庶政的职能，间接削弱嘉靖对于外廷的控制力。谭天星先生认为嘉靖时期就是内阁和部院关系的转折点，徐阶也是其中一位——在嘉靖三十一年徐阶进入内阁成为“决策层”的一员后依旧兼掌作为“执行层”的礼部的大小事宜，这样一来就使得内阁名正言顺的插手部院事务，以内阁成员的身份处理事务而非六部尚书的身份，徐阶在接掌首辅之位后“以政务还诸司”的理念就是在这样的背景下所产生的。
在徐阶退位后，他在政治上主要选择退让、不再在意的态度。在海瑞退田一案爆发后，张全山曾前去拜访徐阶，他因此案赠予“忍”字给徐阶，期望徐阶可以忍就海瑞之政。徐阶反而向张全山赠予另一字“忘”，表明其当时的心态。

## 祭祀年表
徐阶身居九卿之位时需要主持、参与各类祭祀典礼，如表所示：
| 农历                   | 公历           | 官职         | 祭位 | 祭理                                     |
| ---------------------- | -------------- | ------------ | ---- | ---------------------------------------- |
| 嘉靖二十五年八月己丑   | 1546年8月30日  | 吏部左侍郎   | 陪祭 | 祭帝社稷                                 |
| 嘉靖二十六年二月己丑   | 1547年2月26日  | 吏部左侍郎   | 陪祭 | 祭帝社稷                                 |
| 嘉靖二十六年八月己丑   | 1547年8月25日  | 吏部左侍郎   | 陪祭 | 祭帝社稷                                 |
| 嘉靖二十七年二月己酉   | 1548年3月12日  | 吏部左侍郎   | 陪祭 | 祭帝社稷                                 |
| 嘉靖二十七年八月甲子   | 1548年9月23日  | 吏部左侍郎   | 分献 | 祭历代帝王                               |
| 嘉靖二十八年二月己酉   | 1549年3月7日   | 吏部左侍郎   | 陪祭 | 祭帝社稷                                 |
| 嘉靖二十八年二月乙丑   | 1549年3月23日  | 礼部尚书     | 分献 | 祭历代帝王                               |
| 嘉靖二十八年五月丙戌   | 1549年6月12日  | 礼部尚书     | 分献 | 夏至大祭                                 |
| 嘉靖二十八年八月己酉   | 1549年9月3日   | 礼部尚书     | 陪祭 | 祭帝社稷                                 |
| 嘉靖二十八年八月丁巳   | 1549年9月11日  | 礼部尚书     | 分献 | 秋分祭                                   |
| 嘉靖二十八年十一月己丑 | 1549年12月12日 | 礼部尚书     | 分献 | 冬至大祭                                 |
| 嘉靖二十九年二月丁酉   | 1550年2月18日  | 礼部尚书     | 行礼 | 祭孔子                                   |
| 嘉靖二十九年四月己亥   | 1550年4月21日  | 礼部尚书     | 行礼 | 郊祭求雨                                 |
| 嘉靖三十年二月己巳     | 1551年3月17日  | 礼部尚书     | 陪祭 | 祭帝社稷                                 |
| 嘉靖三十年三月丙午     | 1551年4月23日  | 礼部尚书     | 主祭 | 郊祭求雨                                 |
| 嘉靖三十年八月己未     | 1551年9月3日   | 礼部尚书     | 陪祭 | 祭帝社稷                                 |
| 嘉靖三十年十一月己亥   | 1551年12月12日 | 礼部尚书     | 分献 | 冬至大祭                                 |
| 嘉靖三十一年五月癸卯   | 1552年6月13日  | 东阁大学士   | 分献 | 夏至大祭                                 |
| 嘉靖三十一年八月丁巳   | 1552年8月26日  | 东阁大学士   | 行礼 | 祭孔子                                   |
| 嘉靖三十二年二月己未   | 1553年2月24日  | 东阁大学士   | 陪祭 | 祭帝社稷                                 |
| 嘉靖三十二年五月丁未   | 1553年6月12日  | 东阁大学士   | 分献 | 夏至大祭                                 |
| 嘉靖三十二年八月己卯   | 1553年9月12日  | 东阁大学士   | 陪祭 | 祭帝社稷                                 |
| 嘉靖三十二年九月辛酉   | 1553年10月24日 | 东阁大学士   | 行礼 | 诸边奏捷祭天地、社稷、历代帝王           |
| 嘉靖三十二年十一月庚戌 | 1553年12月12日 | 东阁大学士   | 分献 | 冬至大祭                                 |
| 嘉靖三十三年二月丁丑   | 1554年3月9日   | 东阁大学士   | 行礼 | 祭孔子                                   |
| 嘉靖三十三年十月甲午   | 1554年11月21日 | 武英殿大学士 | 示例 | 南北告捷祭天地、社稷、历代帝王           |
| 嘉靖三十四年二月己巳   | 1555年2月24日  | 武英殿大学士 | 陪祭 | 祭帝社稷                                 |
| 嘉靖三十四年八月己巳   | 1555年8月23日  | 武英殿大学士 | 陪祭 | 祭帝社稷                                 |
| 嘉靖三十四年十一月戊申 | 1555年11月30日 | 武英殿大学士 | 告谢 | 秋防事成祭天地、社稷、历代帝王           |
| 嘉靖三十四年十一月庚申 | 1555年12月12日 | 武英殿大学士 | 分献 | 冬至大祭                                 |
| 嘉靖三十五年二月丁酉   | 1556年3月18日  | 武英殿大学士 | 行礼 | 祭孔子                                   |
| 嘉靖三十六年二月己丑   | 1557年3月5日   | 武英殿大学士 | 陪祭 | 祭帝社稷                                 |
| 嘉靖三十六年五月戊辰   | 1557年6月12日  | 武英殿大学士 | 分献 | 夏至大祭                                 |
| 嘉靖三十六年八月丁亥   | 1557年8月30日  | 武英殿大学士 | 行礼 | 祭孔子                                   |
| 嘉靖三十七年八月丁未   | 1558年9月14日  | 武英殿大学士 | 行礼 | 祭孔子                                   |
| 嘉靖三十七年十二月乙卯 | 1559年1月20日  | 武英殿大学士 | 主祭 | 以御宫成祭玄工诸司                       |
| 嘉靖三十八年二月丁未   | 1559年3月13日  | 武英殿大学士 | 行礼 | 祭孔子                                   |
| 嘉靖三十八年五月己卯   | 1559年6月13日  | 武英殿大学士 | 分献 | 夏至大祭                                 |
| 嘉靖三十八年十一月辛巳 | 1559年12月12日 | 武英殿大学士 | 分献 | 冬至大祭                                 |
| 嘉靖三十九年二月丁酉   | 1560年2月26日  | 武英殿大学士 | 行礼 | 祭孔子                                   |
| 嘉靖四十年二月丁酉     | 1561年2月20日  | 武英殿大学士 | 行礼 | 祭孔子                                   |
| 嘉靖四十四年八月己丑   | 1565年9月19日  | 建极殿大学士 | 行礼 | 以紫皇殿祭于各宫庙                       |
| 嘉靖四十四年十一月戊申 | 1565年12月7日  | 建极殿大学士 | 捧主 | 奉玉芝宫                                 |
| 嘉靖四十五年四月甲戌   | 1566年5月2日   | 建极殿大学士 | 行礼 | 以紫极殿、寿清宫成祭天地、社稷、历代帝王 |
| 隆庆二年三月辛酉       | 1568年4月8日   | 建极殿大学士 | 行礼 | 册立皇太子                               |

## 人物评价
谈迁：“华亭虽任术，庸何伤”
《明史》：“徐阶以恭勤结主知，器量深沉。虽任智数，要为不失其正。”

李诩：“阶赤舄几几，羔羊素丝，嘉隆之际，亦何下廷和哉。惟其小用权术，收采物情，识者不无遗憾焉。”
黄宗羲：“先生之去分宜，诚有功于天下，然纯以机巧用事。敬斋曰：处事不用智计，只循天理，便是儒者气象；故无论先生田连阡陌、乡论雌黄，即其立朝，大节观之，绝无儒者气象，陷于霸术而不自知者也。”

## 作品

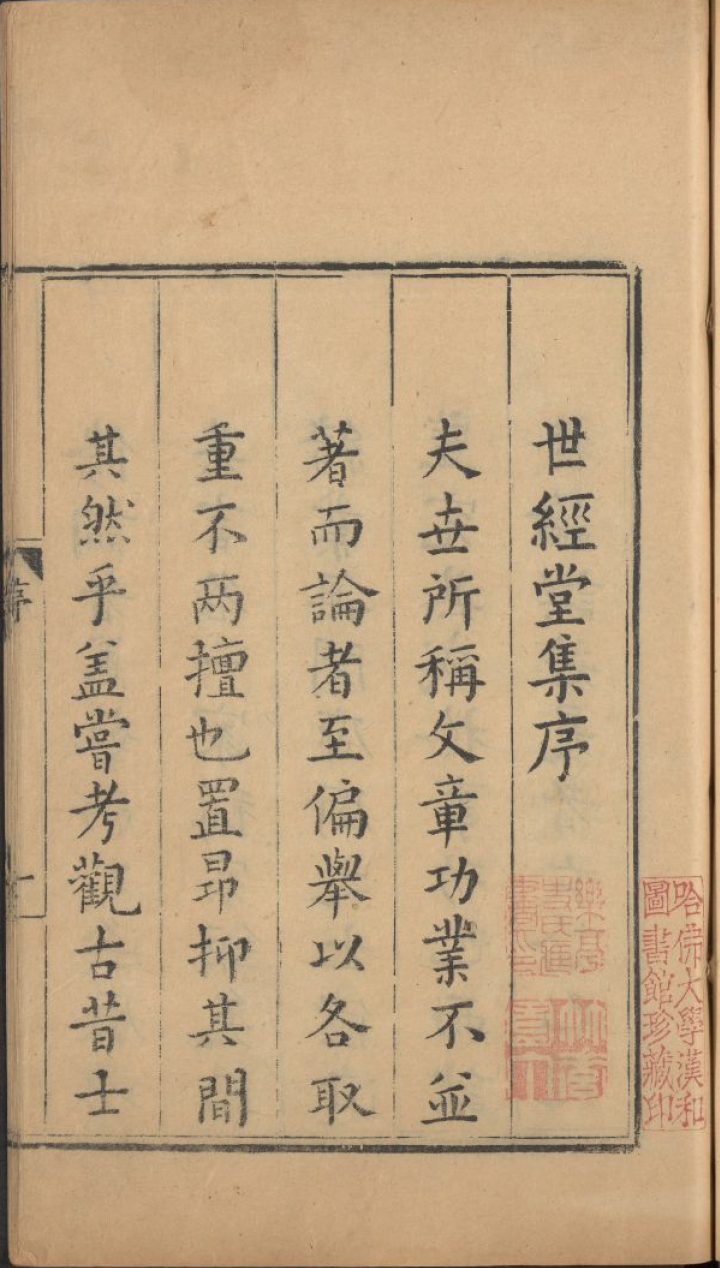
世经堂集

徐阶一生有多种著述，包括自己所写文集及选编他人文章所成文集：
- 嘉靖十五年，时任浙江提学佥事的徐阶开始编写《岳集》五卷，他认为虽然已经有数百版本，他这次编写的也不算精要，但是想要表明君臣之义，体现烈士之心，昭告于后人。
- 嘉靖三十四年，徐阶为其及第时座主费宏编写《明太保费文宪公文集选要》七卷，以不想要因自己不肖而导致费宏之文失传为由开始撰写。
- 万历初，徐阶开始集合他以前所著，集成《世经堂集》、《少湖文集》、《世经堂续集》、《蒙训二鉴钞》、《白苏诗钞》、《二程子钞》、《徐氏族谱》、《荣寿录岁纪》、《学则》、《学则辨》、《存斋教言》、《存斋语录》、《蒙训》、《宝纶阁法帖》、《徐相公集》。在这其中虽然徐阶有手抄《白苏诗钞》、《二程子钞》、《荣寿录岁纪》，但是并未刊行，已经失传；《学则》慢慢失传，《学则辨》则是被收入少湖文集；《存斋教言》、《存斋语录》、《徐文贞公蒙训》在清代被张应时根据万历四十四年张鼐原刻本重刊于三味楼复刻本；《宝纶阁法帖》在万历四十三年由徐阶孙徐肇台抄录，书内留有徐氏九世孙徐本高藏书印；《徐相公集》在天启四年由俞宪转录到《盛明百家诗》

徐阶历经三朝，除各种文集以外，也有朝廷所命而写的作品：
- 嘉靖四十一年，世宗下旨要求修纂其家乡湖北安陆地方志，被命名为《承天大志》。时任首辅的徐阶为此书总裁，并推荐了张居正为副总裁。
- 隆庆元年，《明世宗实录》开馆，徐阶作为首辅兼为总裁，负责撰写实录近一年直到上疏致仕。[476]

## 家庭
徐阶共有两任正妻，元配夫人沈氏名仲恒，字可久。祖父名沈淮，曾任云南按察司历。父名沈锡，号柘山。沈仲恒是沈锡的女儿，正德十五年，时任华亭县令的聂豹向沈锡推荐说徐阶最适合当他的女婿，而同样中意的沈锡便纳聘徐阶。至嘉靖二年，进士及第的徐阶在父母之命下迎娶年方十九的沈仲恒。沈仲恒入徐家后明义理、识大体，对待公婆、弟妹都非常友善孝恭，更是以家中勤俭为乐，曾说过：“夫俭者廉之操，而奢者赂之端，劳者善之基，而逸者纵之始也。今仕宦而败者，何尝不由于奢与纵，吾夫方厉志节，吾敢以是为累乎？吾乐此不知为苦也。”。   嘉靖三年徐黼去世，徐阶三年服除。携妻复官。沈氏俭身节用、操持家务、侍候夫君、养育幼子，却不幸于嘉靖九年溘然病逝。卒年仅二十六岁。终前抗手谢夫君曰：“无恸妾，善保子躯。”时值徐阶以祀典事开罪首辅张璁，命运叵测。即贬延平刑推，匆促赴闽，不成葬丧，凄然叹曰：“我生漂零，汝死悲辱。”经过十年奔波后才得以回乡，在嘉靖二十年七月葬下沈氏，同时为她写了一篇祭文。 沈夫人卒后，徐阶仍与沈家保持密切关系。至沈柘山公去世时徐阶极悲哀，致诗沈夫人弟沈少畬，缅怀柘山岳丈：“君家原住苎湖西，乔木阴浓一望迷，往事祗今那可说，数株哀柳夕鸦啼。高才沦逝几经秋。每读遗文泪便流，往复老天应有意，凤雏连出旧丹秋。”至万历十一年徐阶去世，长孙徐元春方官太常卿，请赐祭典于朝，并及祖母沈氏。沈氏以夫徐阶尊，初封孺人，再赠恭人，累赠一品夫人。
徐阶第二位正妻是张氏，她是成化时期大臣张蓥的后人，她父亲张岦时任大名府别驾。嘉靖十三年徐阶升迁为浙江提学佥事，回乡看望顾夫人时迎娶张氏。由于在徐阶入阁期间操劳家务井井有条一直累封到一品诰命夫人。后来祭祀孝烈后时便下旨令张氏主祭，而张氏此时虽然贵盛至极，依旧雅尚俭朴，甚至亲自监督女工织造。张氏晚年信奉佛教，向周围邻里施舍很多，被大家口口传颂。万历十一年徐阶去世，张氏也因此悲哀过度而病倒。万历十一年九月二十日，张氏与世长辞，享年六十八。她临死前嘱咐儿女要好好就学，不能侈靡，她死了以后葬礼不要挂帛、摆祭牲，更不要作佛事，一切尊崇徐阶所定家法。
《万历野获编》载，徐阶为了消除严嵩的戒心，把长子徐璠的次女许给严世蕃最爱的小儿子。后来严世蕃倒台，徐阶暗示徐璠鸩杀及笄之年的徐氏。

## 世系
- 徐德成（1385-1476）：高祖，松江华亭小蒸（今青浦區）人[482]，生于洪武十八年。他一生都是农民，因为善待乡民又戒杀吃素，被乡人称为“徐佛子”，后来娶王氏并生下徐贤，为独子。[483]成化十二年，徐德成和王氏分别在二月和四月去世。[484][485]
  - 徐贤：曾祖，徐德成之子，永乐时人，三次追赠大学士等官，其妻沈氏也被追封为一品诰命夫人[485]。
    - 徐仁：徐贤长子，无后[485]。
    - 徐义：徐贤次子，妻诸氏。
    - 徐礼：徐贤三子，徐阶祖父，字廷仪，五次追赠大学士等官，妻黄氏初为淑人，追封为一品诰命夫人。
      - 徐黼：徐礼长子，徐阶父亲，号思复，官至宁都县丞，被称“铁墩”[485]。
        - 徐隆：徐黼长子，徐阶长兄。
        - 徐階：徐黼次子[485]。
          - 徐璠：徐阶长子，字鲁卿，沈夫人所生，官至太常少卿。
            - 徐元春：徐璠子，萬曆丙戌進士。

          - 徐琨：徐阶次子，字扬卿，张夫人所生，官至尚宝司少卿。
          - 徐瑛：徐阶三子，字翰卿，张夫人所生，徐瑛娶陆炳女儿[486]。
          - 徐氏：徐阶还有一女徐氏，嫁给光禄少卿顾从礼次子顾九锡[487]。

        - 徐陈：徐黼三子，徐阶三弟。
        - 徐陟：徐黼四子，徐阶四弟。

      - 徐黻：徐礼次子。
      - 徐冕：徐礼三子。
      - 徐旒：徐礼四子，应天正德庚午乡试登榜。

    - 徐智：徐贤四子，无后。

### 书目

#### 经籍
- 周公旦：《周礼》
  - 陆德明：《周礼音义》
  - 郑玄注、贾公彦疏：《周礼注疏》

#### 正史
- 张廷玉：《明史》
  - 中华书局：《明史》，北京，中华书局1974
  - 许嘉璐：《二十四史全译》明史，上海，汉语大词典出版社2004

#### 古史
- 《明实录》
  - 世宗实录
  - 穆宗实录
  - 神宗实录
- 谈迁：《国榷》
- 夏燮：《明通鉴》
- 谷应泰：《明史纪事本末》

#### 杂史
- 傅维麟：《明书》
- 冯梦龙：《智囊》
- 李贽：《续藏书》
- 龙文彬：《明会要》
- 查继佐：《罪惟录》
- 王鸿绪：《明史稿》
- 何乔远：《名山藏》
- 孙承泽：《天府广记》
- 邓士龙：《国朝典故》
- 朱国祯：《皇明史概》
- 黄景昉：《国史唯疑》
- 何三畏：《云间志略》
- 伍袁萃：《林居漫录》
- 范守己：《曲洧新闻》
- 雷礼：《国朝列卿纪》
- 雷礼：《皇明大政纪》
- 焦竤：《国朝献征录》
- 徐学谟：《世庙识余录》
- 沈德符：《万历野获编》
- 吴瑞登：《两朝宪章录》
- 唐鹤征：《皇明辅世录》
- 徐重熙：《宪章外史续编》
- 王世贞：《弇州山人续稿》
- 范守己：《皇明肃皇外史》
- 李绍文：《皇明世说新语》
- 高汝栻：《皇明法传录嘉隆记》
- 吴伯与：《国朝内阁名臣事略》
- 支大纶：《皇明永陵编年信史》
- 沈朝阳：《皇明嘉隆两朝见闻集》
- 王世贞：《嘉靖以来内阁首辅传》

#### 文集
- 海瑞：《备忘集》
- 黄凤翔：《田亭草》
- 朱彝尊：《明诗综》
- 徐阶：《少湖文集》
- 徐阶：《世经堂集》
- 徐陟：《来嘉堂集》
- 严嵩：《钤山堂集》
- 严嵩：《历官表奏》
- 孙旬：《皇明疏抄》
- 于慎行：《谷山笔尘》
- 李廷机：《李文节集》
- 张四维：《条麓堂集》
- 张居正：《张太岳集》
- 徐阶：《世经堂续集》
- 严嵩：《嘉靖奏对录》
- 袁炜：《袁文荣公集》
- 海瑞：《海忠介公集》
- 高拱：《高文襄公集》
- 陈子龙：《明经世文编》
- 张卤：《皇明嘉隆疏抄》
- 朱吾弼：《皇明留台奏疏》
- 聂豹：《双江聂先生文集》
- 陆深：《陆文裕公行远集》
- 董传策：《董宗伯奏疏辑略》
- 张豫章：《御选宋金元明四朝诗》

#### 笔记
- 徐阶：《存斋教言》
- 赵翼：《廿二史札记》
- 李诩：《戒庵老人漫笔》

#### 谱系
- 徐阶：《徐氏族谱》

#### 方志
- 《皇明太学志》
- 《同治福建通志》
- 《嘉靖赣州府志》
- 《光绪江西通志》
- 《万历新修南昌府志》
- 黄本诚：《新郑县志》
- 孙文龙：《万历承天府志》
- 宋如林：《嘉庆松江府志》
- 傅尔泰：《同治延平府志》
- 陈嘉儒：《乾隆宣平县志》
- 皮树棠：《光绪宣平县志》
- 杨振藻：《康熙常熟县志》
- 杨开第：《光绪重修华亭县志》
- 黄永纶：《道光宁都直隶州志》

#### 专著
- 南炳文：《明史》，上海，上海人民出版社1991
- 南炳文：《明清史蠡测》，天津，教育出版社1996
- 张显清：《明代政治史》，桂林，广西师范大学出版社2003
- 王剑：《明代密疏研究》，北京，中国社会科学出版社2005
- 谭天星：《明代内阁政治》，北京，中国社会科学出版社1996
- 吴辑华：《明代制度史论丛》，台湾，学生书局1972
- 姜德成：《徐阶与嘉隆政治》，天津，天津古籍出版社2002
- 吴仁安：《明清江南著姓望族史》，上海，上海人民出版社2009
- 江西社会科学院历史所：《严嵩与明代政治》，上海，上海社会科学院出版社1989
- Hucker, Charles. The Government In Ming Times. New York: Columbia University Press, 1969.
- ---. The Censorial System Of Ming Dynasty. Stanford: Stanford University Press, 1966

#### 论文
- 柳存仁.夏言·严嵩·徐阶[J].岭南学报.1999(1).
- 包师卿.明代宦官教育新析[J].史学月刊.2013(10).
- 梁希哲.论徐阶[J].吉林大学社会科学学报.1987(6).
- 洪早清. 明代阁臣群体研究[D].华中师范大学,2007.
- 姜金顺.徐阶案与晚明江南的投献[J].理论界.2012(3).
- 田澍.震荡与调适：隆庆政治的走向[J].社会科学辑刊2011(2).
- 谭平.论明代著名政治家徐阶-兼与张居正比较[J].成都大学学报.2001(4).
- 赵世明.试论徐阶之“三语政纲”[J].温州大学学报(社会科学版).2008,21(3).
- 南炳文.修订中华点校本《明史》高拱、徐阶二传随笔[J].史学集刊.2008(4).
- 苏均炜.大学士严嵩新论[C]//南开大学.明清史国际学术讨论会论文集.天津:天津人民出版社,1982.
- 赵令扬.明史研究的问题与难题[C]//林徐典.汉学研究之回顾与前瞻:下册:史学卷.北京:中华书局,1995.
- 岳天雷.由保守到改革：明代隆庆政局的走向—以徐阶、高拱、张居正为中心的考察[J].广西社会科学.2009(6).

#### 工具书
- 永岆：《四库全书总目》，北京，中华书局1981
- 国立中央图书馆：《名人传记资料索引》，台北，国立中央图书馆1978
- 中国科学院北京天文台：《中国地方志联合目录》，北京，中华书局1985
- 中国古籍善本书目编辑委员会：《中国古籍善本书目》，上海，上海古籍出版社1998
- Wang, Chung. A Descriptive Catalog Of Rare Chinese Books In The Library Of Congress. Edited by T. L.Yuan, Library Of Congress Washington, 1957.
- Goodrich, Carrington. Dictionary of Ming Biography 1368 - 1644. New York & London: Columbia University Press, 1976.

#### 网文
- 徐階 （页面存档备份，存于） 北京市東城區圖書館
- 晚節不佳的徐階 （页面存档备份，存于）
- 柳存仁：〈夏言‧嚴嵩‧徐階 （页面存档备份，存于）〉。

### 脚注
1. ↑  《名山藏》卷七十九·徐阶：“徐阶字子升华亭人”
2. ↑  《明儒学案》卷二十七·文贞徐存斋先生阶：“徐阶字子升号存斋松江华亭人”
3. ↑  江西社科院历史所：《严嵩与明代政治》
4. ↑  《皇明永陵编年信史》卷四：“玄文入直，伛偻献谀，政績碌碌无奇，至隆庆朝，才稍惬公论。”
5. ↑  《万历野获编》卷十四：“为时元臣几轶永嘉而上之”
6. ↑  梁希哲：《论徐阶》
7. ↑  《智囊》卷一：“不吝改过即此便知名宰相器识闻万历初年有士作怨慕章一题中用为舜也父者为舜也母者句为文宗抑置四等批不通字此士自陈文法出在檀弓文宗大怒曰偏你读檀弓更置五等人之度量相越何啻千里”
8. ↑  谭平：《论明代著名政治家徐阶-兼与张居正比较》
9. ↑  《献征录》卷16《大学士徐公阶传》載张经被杀之因由，王世貞写說“江南督臣张经素贵而汰，然老将能持重，守便宜，不轻与贼斗。而恶之者谓（张）经家在闽，故近贼，不欲击以市恩。而（徐）阶信之，数龁于上。其后（张）经破贼，卒不免于死。前后督臣杨宜、周珫斥，抚臣彭黯、屠大山、李天宠逮，（徐）阶有力焉。”
10. ↑  茅坤認為胡宗憲是被徐阶所陷害：“及分宜去，而华亭当国，遂阴唆南北谏台，论列其事。曾参，孝子也；参之母，贤母也，已而人告之以其子杀人者三，不能不透杼而起。先帝且怜放之而归矣，然华亭且以不杀公，公或当复从丘壑起家，异日栏虎而逸之，祸不测也，于是又摭述其事。公逮系者再，遂死狱中。”（茅坤《玉芝山房稿》卷七，《与吴凤麓绩溪书》）
11. ↑  《万历野获编》卷十五：“嘉靖二年癸未科探花徐阶松江之华亭人仕至少师吏部尚书大学士及见万历癸未科会元李廷机去胪唱数日卒赠太师谥文贞”
12. ↑  《明史》列传第一百一·徐阶：“生甫周岁堕眢井出三日而苏”
13. ↑  《明儒学案》卷二十七·文贞徐存斋先生阶：“生甫周歳女奴堕之眢井小吏之妇号而出之则绝矣后三日苏”
14. ↑  《弇州山人续稿》卷一三六·徐文贞公行状：“五岁思复公以宣平绩还道括苍岭公复自舆而堕其下沉深峭石戟拒无全理顾夫人恸哭”
15. ↑  《明史》列传第一百一·徐阶：“五岁从父道括苍堕高岭衣挂于树不死人咸异之“
16. ↑  《明儒学案》卷二十七·文贞徐存斋先生阶：“五歳从父之任道堕括苍岭衣絓于树得不死”
17. ↑  《名山藏》卷七十九·徐阶：“从其父黼亟宣平道括苍岭堕深壑中衣絓于树皆不死”
18. ↑  《弇州山人续稿》卷一三六·徐文贞公行状：“思复公又尝置公于古刹读书刹多魅僧苦之公宿而魅不出思复公始心异公俾就外傅授小学以至四子甫阅岁悉成诵”
19. ↑  《嘉靖赣州府志》秩官：“徐黼朝威直隶华亭人正德六年任公勤爱民”
20. ↑  《云间志略》卷十二：“盖公居华亭县之城西隅有湖潴水尝读书其上故号少湖”
21. ↑  《少湖文集》卷三·雨观楼记：“方其阴雨四凝甘雨将注耕者休渔者走舟行于其间者戴笠荷蓑以俟凫鹥鸥鸣呼而往来纷然各出其状而吾得静而观之及其雨也水流不波岸无飞尘缛草佳木若醉似卧若俯似听芰荷菱茨若欢以合若怒以离旁有奇石若洗似静田有蓄水若争以驰鸟悲鸣若有所诉锦鳞跃出若有所慕四无人行而予也方启南窗掩遗册独坐而观之东有古刹西有山四五点隐隐与吾相对在天惟雨在地惟吾会而为四以享此湖之胜而人莫或与焉则其为乐岂不滋哉”
22. ↑  《世经堂集》卷二十六·题西湖小景：“西湖一别几经秋画里分明见旧游花隔六桥天乍远松围三竺地偏幽官槎到处笙歌拥野寺连宵节盖留何日主恩麄报塞结卢终老白苹洲”
23. ↑  《弇州山人续稿》卷一三六·徐文贞公行状：“十五而补博士弟子”
24. ↑  《世经堂集》卷十五·墓志铭一：“始阶为诸生尝获侍公于是时阶少而不乐近也”
25. ↑  《弇州山人续稿》卷一三六·徐文贞公行状：“以优等试应天不利归”
26. ↑  《明史》列传第九十·聂豹：“礼部尚书徐阶豹知华亭时所取士也”
27. ↑  《弇州山人续稿》卷一三六·徐文贞公行状：“大司马聂贞襄公豹来为令试公而奇之曰是子国器也因进公以圣贤之学而公益慨然自奋以一第不足名”
28. ↑  《世经堂集》卷十三：“阶昔为诸生今宫保大司马双江聂公以进士知华亭进阶而谓之曰小子知学乎夫学致其良知而巳矣”
29. ↑  《双江聂先生文集》卷五：“昔予令华亭少傅存斋方总角在诸生中予试而奇之”
30. ↑  《国榷》卷六十一：“豹尝守松江识徐阶于微时”
31. ↑  《明儒学案》卷二十七·文贞徐存斋先生阶：“聂双江初令华亭先生受业其门故得名王氏学”
32. ↑  《双江聂先生文集》卷五：“壬午以诗经等八中应天乡试”
33. ↑  《世经堂集》卷十八·明故通议大夫吏部左侍郎兼翰林院学士中峰先生董公墓志铭：“阶公门生也嘉靖壬午主考南畿阶时以诸生试为同考所黜落公阅而改品题焉且将以为第一属有沮者乃为第七凡阶所以有今日皆公赐也”
34. ↑  《明实录》神宗实录·卷一三六：“阶松江华亭人弱冠登嘉靖二年进士第三人授编修”
35. ↑  《明实录》世宗实录·卷二十四：“庚午授第一甲进士姚涞为翰林院修撰王教徐阶为编修”
36. ↑  《明史》列传第一百一·徐阶：“嘉靖二年进士第三人授翰林院编修”
37. ↑  《双江聂先生文集》卷五：“癸未及第入为翰林编修官”
38. ↑  《明儒学案》卷二十七·文贞徐存斋先生阶：“登嘉靖癸未进士第三人授翰林编修”
39. ↑  《天府广记》卷十·内阁·列辅起家考：“夏言行人顾鼎臣修撰严嵩庶吉士许赞大名府推官张璧庶吉士张治庶吉士李本庶吉士徐阶编修”
40. ↑  《双江聂先生文集》卷十二·寄少湖太史：“空翼以夸千里捷咻齐须谅数年迂文宗左传今成癖德蓄前言始成儒少壮莫叫嗟老大格天勋业及时图”
41. ↑  《明实录》世宗实录·卷四十九：“给翰林院编修徐阶赠封父母敕命先是阶遇恩例以给假回籍未请至是具陈乞许之”
42. ↑  《少湖文集》卷三
43. ↑  《明史》列传第一百一·徐阶：“阶为人短小白皙善容止性颖敏有权略而阴重不泄读书为古文辞从王守仁门人游有声士大夫间“
44. ↑  《国朝内阁名臣事略》卷七：“自正德来中贵人骄横相踵谓为当然上即位稍裁抑之小大咸怨公每因讲说经史为言祖宗之制诸监局官止四品不预政事宣德以后始被宠泽衣蟒腰玉间持政权至正德而极非可为训且刘瑾张雄辈骄横愈甚得祸愈惨要之于身有害无利岂足羡慕皇上今日之待公等视正德时则薄视祖宗时则已优厚且正所以保全诸公不宜反以为怨也闻者咸感悦”
45. ↑  《世经堂集》卷十八·明故左春坊左赞善兼翰林院修撰赠奉议大夫光禄寺少卿谥文恭念庵罗公墓志铭
46. ↑  《明实录》世宗实录·卷一一八：“编修张衮徐阶程文德为纂修官”
47. ↑  《戒庵老人漫笔》卷八：“皇帝敕谕纂修等官朕惟祭祀国之大事矧今郊祀已遵复我皇祖初制其中事宜不可无记无以垂之将来今大工告竣祀期在迩兹克降敕特命知建造事总督工程官卿勋同知建造事督视规制官卿时监视巡察工程官卿鋐为监修官知建造事总督工程官卿璁为总裁官内阁辅臣大学士卿萼卿銮为副总裁官首倡正议监视巡察工程官吏科都给事中夏言升翰林院侍读学士仍兼吏科都给事中不妨照旧掌科事及中允廖道南编修张衮徐阶程文德为纂修官卿勋及卿璁等宜各殚忠益精思力究遵照朕谕卿璁凡例条目纂辑成书名曰祀仪成典务要明白正大以称朕法祖敬天礼神至意于以为万世法程守而勿替者斯为卿等竭忠致力之道凡敕中未载应行并朕前谕卿璁条目逐一开具奏请区处卿等其钦哉钦哉如敕奉行敕命嘉靖九年十月十五日之宝”
48. ↑  《明实录》世宗实录·卷一一九：“癸巳初上因纂祀仪成典谕大学士张璁凡云雨风雷之祀以及先圣先师祀典俱当以叙纂入璁因奏言云雷等祀及社稷配位俱蒙圣明更正但先圣先师祀典尚有当更正者叔梁纥乃孔子之父颜路曾晢孔鲤乃颜曾子思之父三子配享孔子于庙庭而叔梁纥及诸父从祀两庑原圣贤之心岂安于是所当亟正臣请于大成殿后另立一堂祀叔梁纥而以颜路曾晢孔鲤配之请行礼部改正纂入祀典上以为然因与圣人尊天与尊亲同今笾豆十二牲用犊全用祀天仪亦非正礼其谥号章服悉宜改正卿宜加体孔子之心为朕详之璁遂奏言孔子祀典自唐宋以来溷乱至今未有能正之者今宜称先圣先师而不称王祀宇宜称庙而不称殿祀宜用木主其塑像宜毁撤笾豆用十乐用六佾叔梁纥宜别庙以祀以三氏配公侯伯之号宜削只称先贤先儒其从祀申党公伯寮秦冉颜何荀况戴圣刘向贾逵马融何休王肃杜预吴澄宜罢祀林放蘧援卢植郑玄服虔范寗宜各祀于其乡后苍王通欧阳修胡瑗蔡元定宜增入”
49. ↑  《明史》列传第一百一·徐阶：“用张孚敬议欲去孔子王号易像为木主笾豆礼乐皆有所损抑”
50. ↑  《明儒学案》卷二十七·文贞徐存斋先生阶：“张罗峯欲去孔子王号变像设为木主”
51. ↑  《明实录》世宗实录·卷一一九：“上命礼部会翰林诸臣议编修徐阶陈不可”
52. ↑  《明史》列传第一百一·徐阶：“下儒臣议阶独持不可孚敬召阶盛气诘之阶抗辩不屈孚敬怒曰若叛我阶正色曰叛生于附阶未尝附公何得言叛长揖出”
53. ↑  《万历野获编》卷十四：“张永嘉当国议易先圣孔子塑像为木主时徐文贞为编修抗言其非坐是外贬天下翕然称贤”
54. ↑  《天府广记》卷九·文庙：“时徐阶疏辨改号易像为非宜帝怒切责之既而复疏曰圣谟洋洋非臣所能窥测上谓其谀佞谪延平府推官且立佞人碑”
55. ↑  《国史唯疑》卷六：“徐华亭初以争孔子祀典谪外斥为佞锲柱识之曰徐阶小人永不叙用”
56. ↑  《万历野获编》卷十四：“徐文贞抗论孔庙事上恚甚既逐之又下旨云徐阶天下小人永不许擢用”
57. ↑  《明史》列传第一百一·徐阶：“斥为延平府推官连摄郡事”
58. ↑  《明儒学案》卷二十七·文贞徐存斋先生阶：“黜为延平推官”
59. ↑  《名山藏》卷七十九·徐阶：“大学士张孚敬缘上意请去孔子王号陛疏其不可孚敬召阶盛气诘之阶徐理前说引高皇帝诏书尽革岳渎号独存孔子者孚敬曰此高皇帝少作胡可据也阶曰高皇帝定天下而后议礼制度宁少耶且圣人之文无老少不尔明公议四郊何据高皇帝少作也孚敬即曰即君谓塑像古礼否阶曰像诚非古礼业肖而师之何忍毁也孚敬曰程子有云一毫发不似吾亲不得名亲阶曰然则有一毫发而似吾亲而毁之乎且明公能必尊奉列圣之御容尽似毫发哉不谢直揖出上谪阶推官延平府锲而识之曰阶小人也永不叙其后上忘之矣”
60. ↑  《少湖文集》卷七·抵郡作：“涓埃无补圣明朝玉署清华岁月叨省罪久知南窜晚感恩遥戴北宸高狂心子夜浑忘寝病骨炎陬不任劳画虎几时成仿佛狎鸥从此谢风涛”
61. ↑  《世经堂集》卷十五·墓志铭一：“予昔司理延平与君共处三年有不善未尝不予告苟弗能改未尝不忧即能改未尝不饮予酒欢笑竟日也”
62. ↑  《世经堂集》卷十六·墓志铭二：“往予在延平所与游者两人君及谏议剑溪郑君是也郑君为人慷慨尚志节而君冲夷简远有攸然之度两人者气味不相类然皆与予好也”
63. ↑  《明会要》卷二十五：“嘉靖中徐阶为延平府推官摄郡事创乡社学”
64. ↑  《同治福建通志》卷一三四：“出为延平推官人谓阶自禁近外调优游养重耳阶曰非王臣耶盘根错节增益不浅即至连摄郡事拮据案牍清宿系三百人更输银法毋落猾胥手毁淫祠创社学取乡所教授邓析书燔之采宋儒格言谐叶韵语俾稍习诵俗翕然变”
65. ↑  《同治福建通志》卷一三四：“时大盗窟尤溪四处剽郡邑分巡诸佥事欲属阶捕而难发言阶奋任之乃设方略悬赏格以授三老旬日得酋首并余党百二十人”
66. ↑  《明史》列传第一百一·徐阶：“出系囚三百毁淫祠创乡社学捕剧盗百二十人”
67. ↑  《国史唯疑》卷六：“今人处谪宦邑邑不乐观徐文贞延平诗曰俗朴到延文牒少山深入馔蕨薇鲜精光风雨腾双剑香火春秋礼四贤自注予往岁谪延平县乐其土俗有移家之约尝于道南祠下累石为坛又与其乡士大夫郑给事某黄参政某游最惟窥此老襟度超然包涵八荒气象”
68. ↑  《世经堂集》卷二十六：“俗朴到延文牒少山深入馔蕨薇鲜精光风雨腾双剑香火春秋礼四贤自注予往岁谪延平县乐其土俗有移家之约尝于道南祠下累石为坛又与其乡士大夫郑给事某黄参政某游”
69. ↑  《弇州山人续稿》卷一三六·徐文贞公行状：“满三载迁湖广黄州府同知”
70. ↑  《明实录》世宗实录·卷一六一：“升湖广黄州府同知徐阶为浙江按察司佥事提调学校”
71. ↑  《弇州山人续稿》卷一三六·徐文贞公行状：“抵严陵而提督浙江之命下其官佥事”
72. ↑  《明史》列传第一百一·徐阶：“迁黄州府同知擢浙江按察佥事”
73. ↑  《明儒学案》卷二十七·文贞徐存斋先生阶：“移浙江提学佥事”
74. ↑  《万历野获编》卷十四：“未几超为学使者”
75. ↑  《国朝内阁名臣事略》卷七：“曾主嘉靖十三年秋试诸生于嘉兴湖州有一生不为徐阶所录而问故徐阶曰汝文字奇怪焉得应试生诉怨曰举业太难每习得平易即宗主好奇怪旋习奇怪即宗主又已好平易某且奈何徐阶曰生可谓陋甚矣夫文果当奇怪提学虽好平易不可从也果当平易提学好奇怪亦不可从也今生一无所主而数易所习以从人好审如此治世则为君子乱世则为小人耶生乃悚然而退”
76. ↑  《智囊》卷一：“徐存斋由翰林督学浙中时年未三十一士子文中用颜苦孔之卓徐勒之批云杜撰置四等此生将领责执卷请曰大宗师见教诚当但苦孔之卓出扬子法言实非生员杜撰也徐起立曰本道侥幸太早未尝学问今承教多矣改置一等一时翕然称其雅量”
77. ↑  《明儒学案》卷二十七·文贞徐存斋先生阶：“诸生文有顔苦孔之卓语先生加以横笔生白此出扬子法言非杜撰也先生即离席向生揖曰仆少年登第未尝学问谨谢教矣闻者服其虚怀”
78. ↑  《世经堂集》卷十一·送大参三峰侯公入蜀序：“台州自昔多廉节之士阶往年以视学再至其地见其俗特俭质自绍以东温以西迥然异也因大悟曰台士因多廉节有自也哉夫人生而有耳目鼻口四肢之欲一不知检则放放而事欲其副则必屈身焉以求之故浮侈之俗成而廉节之志夺在孔子时则巳病夫性之相近习之相远矣逮及战国丈夫之所为耳心下乞人而不耻则其俗又巳不及春秋况在后世其汲汲于欲复不啻妻妾之奉宫室之美穷乏之得我乎台俗特俭质而其士固廉节固亦俗有以成之也往阶当观三代之际其治理之务不先政刑而先风俗以为古之时民伪未滋故能然耳乃若后世当不暇为是及观于台然后知俗不易则人材不可成天下不可治而易俗之当务在民伪即滋之后为尤急也于是三叹息焉阶故吴人吴为俗于天下最浮侈所谓廉节之士固恒有之然不能数见也思徙家于台于诸贤相追逐间以语三峰侯公公台之名廉节者幸不吾拒也今公擢参蜀政取道过其乡方逊志之故宅庶几有隙地乎其为我卜尺寸而庐焉公起家比部作伯于池饰戎于贑所至有惠政殊绩方大用于时而阶自顾菲薄又甚多病四方之志黯然尽矣所以乐暮年计子孙实于台是赖公之友一所高子石梁王子素知阶者也尚以是告之苟方氏无遗墟焉舍我上蔡祠之侧则尤幸也巳”
79. ↑  《明实录》世宗实录·卷一九二：“升浙江按察司佥事徐阶为江西按察司副使仍提调学士”
80. ↑  《明史》列传第一百一·徐阶：“进江西按察副使俱视学政”
81. ↑  《明儒学案》卷二十七·文贞徐存斋先生阶：“晋副使视学江西”
82. ↑  《光绪江西通志》卷二二七：“历官江西按察副使视学政以正文体端士习为先创王守仁及同仁祠用风后学士至今慕之”
《万历新修南昌府志》：“自翰林出为江浙文宗崇正学励士风藻鉴精朗时称得人又开同仁祠阳明祠以示向往逮登相位置田宅群三学士肄业其中迄今士类犹仰慕之”
83. ↑  《少湖文集》卷七·寄题严学士钤山堂：“百年胜地谁为主五亩新开学士宫曲径影来青嶂月短墙香度紫芹风泉声细应弦歌入树色轻令烟雾通海内出云元有望西垣榰笏思无穷”
84. ↑  《御选四朝诗》明诗卷八十一·寄题严学士钤山堂：“百年胜地谁为主五亩新开学士宫曲径影来青嶂月短墙香度紫芹风泉声细应弦歌入树色轻含烟雾通海内出云元有望西垣搘笏思无穷”
85. ↑  《弇州山人续稿》卷一三六·徐文贞公行状：“公之初至江西也时相夏文愍公言群从子姓有欲幸进者公面擿之曰乃公居座主以尔曹属我诲不以尔曹属我进也夏公闻之不悦”
86. ↑  《国史唯疑》卷六：“徐文贞督江西学方试士闻冯南江至缀试遣诸生出郭迎冯至宿之试院抚按节就访今此风可再见否耶”
87. ↑  《世经堂集》卷二十五·赠冯侍御南江戍雷州：”南江君谓君已死今尚生翩然过我无余城惊呼尊酒复自讶人耶龟耶久始明问君何缘得到此天王赦作炎海行我闻向天拜稽首感激涕泗分纵横忆昔君初系司寇我正得罪迁延平焚香夜半跽诉帝欲语避人低作声忠臣自古不畏死死却于国非祥祯圣皇仁孝冠三五慎勿以此伤其名缘知上帝有主宰世界不为人谋倾持觞劝君君合醉此是异世非可轻假令果死即长已得生今复何所营岭南自昔佳胜地秫田满眼肥可耕“
88. ↑  《国史唯疑》卷六：“其自江右督学改宫僚赖冯恩力冯时谪戍过南昌代都御史何某草疏达夏桂州因被内擢跻台辅”
89. ↑  《明史》列传第一百一·徐阶：“皇太子出阁召拜司经局洗马兼翰林院侍讲”
90. ↑  《国史唯疑》卷七：“嘉靖十八年选改宫僚夏言为政初拟多人内惟崔铣黄佐罗洪先唐顺之起废自家无间言言予温仁和李廷相屠应勚华察史际白悦费寀皇甫涍等各经参论于是易以徐阶任瀚周铣赵时春王同祖应诏事始定”
91. ↑  《明儒学案》卷二十七·文贞徐存斋先生阶：“召拜司经局洗马兼侍讲”
92. ↑  《双江聂先生文集》卷二·赠宫辅少湖公赴京序
93. ↑  《世经堂集》卷十六·明故巡抚云南右副都御史为阳周公墓志铭：“向予在经局日从东郭邹子荆川唐子念庵罗子相与切磋于身心之学于时士大夫之贤者大率辱与予四人游若为阳周公其一也”
94. ↑  《世经堂集》卷十六·明故陕西参议春古潘君墓志铭：“昔岁己亥予与东郭邹子荆川唐子念庵罗子同被召为宫僚获遍交一时之名士而君与焉其冬君入关明年予以忧去三子亦相继罢黜今予幸登朝而三子者犹未召君又已作土中人予安得无恻然于中也”
95. ↑  《弇州山人续稿》卷一三六·徐文贞公行状：“政稍简得以其暇与故邹文庄公守益罗文恭公洪先郑端简公晓赵中丞时春唐中丞顺之辈想琢劘圣学益切”
96. ↑  《明实录》世宗实录·卷二三五：“先是御史杨瞻樊得仁奏故礼部侍郎薛瑄国朝大儒宜从祀文庙诏下儒臣议时尚书霍韬侍郎张邦奇詹事陆深少詹事孙承恩祭酒王教学士张治詹事府丞胡世忠庶子杨维杰谕德龚用卿屠应埈洗马徐阶邹守益中允李学诗秦鸣夏闵如霖赞善阎木□业司直谢少南吕怀编修兼校书王同祖赵时春编修兼司谏唐顺之黄佐侍讲胡经二十三人议宜祀庶子童承叙赞善浦应麒议宜缓赞善兼检讨郭希颜以瑄无著述功议不必祀给事中丁湛等请从众议之多者霍韬又欲黜司马光陆九渊吕怀欲将道统正传皆进之庙堂系于四配下至是礼部集议以请 上曰圣贤道学不明士趋流俗朕深有感薛瑄能自振起诚可嘉尚但公论久而后定宜候将来童承叙浦应麒议是司马光陆九渊从享与四配等位次俱历代秩祀又经我 太祖钦定俱照旧不许妄议时御史吕光洵上从祀议上摘疏中有不敬语夺俸二月”
97. ↑  《世经堂集》卷二十六·五月五日怀太恭人：“端阳再岁留南浦佳节怀人望北堂却病循时聊佩艾承欢何日定称觞风波昼隔三江远天地阴回五月凉对食更思衣厚薄客愁真共发争长”
98. ↑  《世经堂集》卷二十五·怀母：“端阳再岁留南浦佳节怀人望北堂却病循时聊佩艾承欢何日定称觞风波昼隔三江远天地阴回五月凉对食更思衣厚薄客愁真共发争长”
99. ↑  《明史》列传第一百一·徐阶：“丁母忧归服除”
100. ↑  《明儒学案》卷二十七·文贞徐存斋先生阶：“居忧除服”
101. ↑  《明实录》世宗实录·卷二六九：“升司经局洗马兼翰林院侍讲徐阶为国子监祭酒”
102. ↑  《明史》列传第一百一·徐阶：“擢国子祭酒”
103. ↑  《明儒学案》卷二十七·文贞徐存斋先生阶：“起国子祭酒”
104. ↑  《名山藏》卷七十九·徐阶：“累迁至国子祭酒”
105. ↑  《明实录》世宗实录·卷二九二：“国子监祭酒徐阶为礼部右侍郎”
106. ↑  《明实录》世宗实录·卷二九五：“丙子礼部右侍郎徐阶为吏部右侍郎”
107. ↑  《明史》列传第一百一·徐阶：“迁礼部右侍郎寻改吏部”
108. ↑  《明儒学案》卷二十七·文贞徐存斋先生阶：“擢礼部侍郎改吏部”
109. ↑  《明史》列传第一百一·徐阶：“故事吏部率鐍门所接见庶官不数语阶折节下之见必深坐咨边腹要害吏治民瘼皆自喜得阶意愿为用”
110. ↑  《明会要》卷三十一：“徐阶为吏部侍郎故事吏部率烀牛所接见庶官不数语阶折节下之见必深坐咨边腹要害吏洽民瘼皆自喜得阶意愿为用”
111. ↑  《明实录》世宗实录·卷二九七：“甲子吏部尚书熊浃左侍郎王学夔右侍郎徐阶都察院左都御史周用左副都御史周煦右佥都御史杨行中各以考察庶官先自陈乞罢不允俱令悉心考察”
112. ↑  《明实录》世宗实录·卷三百六：“丁巳升吏部右侍郎徐阶为本部左侍郎改刑部右侍郎韩邦奇为吏部右侍郎”
113. ↑  《明史》列传第一百一·徐阶：“尚书熊浃唐龙周用皆重阶”
114. ↑  《明史》列传第一百一·徐阶：“阶数署部事所引用宋景张岳王道欧阳德范鏓皆长者”
115. ↑  《明实录》世宗实录·卷三一三：“唐龙等令从实置对龙先以九德参上固陈老病求去未报会给事中臧珊言龙诚贤大臣第衰病不任事宜令致仕上疑其右龙责以奸侫夺俸一年随下龙数其称老忘国黜为民比吏部引罪入上曰属官违法作奸尔等漫不觉举狥私隐护法当逮治唐龙已有旨徐阶韩邦奇各降俸二级”
116. 1 2  《明实录》世宗实录·卷三一四：“己丑祭帝社稷命公朱希忠代侯崔元伯陈鏸卫錞大学士夏言严嵩尚书周用费采侍郎孙承恩张治徐阶许成名崔桐陪祭”
117. ↑  《明实录》世宗实录·卷三一九：“帝社帝稷命成国公朱希忠代侯崔元伯陈鏸卫錞辅臣夏言严嵩尚书闻渊费采侍郎孙承恩张治徐阶许成名崔桐陪祀”
118. ↑  《明史》列传第一百一·徐阶：“用卒闻渊代自处前辈取立断阶意不乐求出避之”
119. ↑  《明史》列传第九十·闻渊：“侍郎徐阶得帝眷前尚书率推让之渊自以前辈事取独断”
120. ↑  《明实录》世宗实录·卷三二二：“改进士亢思谦江镗孙黎澄张居正胡杰莫如士谢登之蓝璧张勉学祭文任士凭任有龄张思静陈一松刘泾毛起孙世芳马一龙林濂李遇元殷士詹胡晓赵镗马三才朱大韶刘锡李敏孙裒俱为庶吉士送翰林院读书命吏部左侍郎兼翰林院学士张治吏部左侍郎徐阶教之仍命偕兼学士”
121. ↑  《明史》列传第一百一·徐阶：“命兼翰林院学士教习庶吉士”
122. ↑  《明实录》世宗实录·卷三二八：“吏部左侍郎兼翰林院学士徐阶三年秩满应其子璠为国子生”
123. ↑  《明实录》世宗实录·卷三三三：“命吏部左侍郎兼翰林院学士徐阶掌翰林院事”
124. ↑  《明史》列传第一百一·徐阶：“寻掌院事”
125. ↑  《明儒学案》卷二十七·文贞徐存斋先生阶：“久之以学士掌翰林院事”
126. 1 2  《明实录》世宗实录·卷三三九：“祭历代帝王庙遣英国公张溶行礼尚书闻渊孙承恩侍郎徐阶欧阳德分献”
127. ↑  《明实录》世宗实录·卷三四五：“大学士严嵩尝一上请简廷臣协辅诏姑少待嵩独相且年馀至是再以请上乃从之命吏部即推五六人堪用者以名闻于是吏部以吏部尚书闻渊南京吏部尚书张治吏部左侍郎兼翰林院学士掌院事徐阶南京兵部尚书韩邦奇礼部左侍郎殴阳德国子监祭酒李本应诏上下嵩酌用嵩言古者论相之命自天子出今制每以付之廷推而简用悉由宸断群臣材品英逃圣鉴内所推六人年资履历一览具在伏望圣明裁决于中点用二三人非臣所敢议拟”
128. ↑  《明史稿》列传第六十七：“帝见本及南京尚书治名曰此治本也遂擢本少詹事兼翰林学士与治同入阁参预机务”
129. ↑  《明实录》世宗实录·卷三四五：“升吏部左侍郎兼翰林院学士掌院事徐阶为礼部尚书兼官如旧”
130. ↑  《明史》列传第一百一·徐阶：“进礼部尚书”
131. ↑  《明史》表第十三·七卿年表二：“徐阶二月任”
132. ↑  《明儒学案》卷二十七·文贞徐存斋先生阶：“久之以学士掌翰林院事进礼部尚书”
133. ↑  《钤山堂集》卷四十：“形臞而泽洵粹美之内涵气清而劲凛刚贞之天植正眸平视秉明照以无私竦立敛容履贵盛而思抑拳拳乎兴治建功之心翼翼乎履绳蹈矩之实亮天之工庶绩以之咸厘定国之是众志由之不惑闻望重乎圭璋忠诚贯乎金石噫古有大臣俨然正色兹惟吾介翁之为德欤”
134. ↑  《明实录》世宗实录·卷三四六：“乙酉皇太子行加冠礼命太傅兼太子太傅驸马都尉京山侯崔元持节掌冠少师兼太子太师吏部尚书大学士严嵩赞冠礼部尚书徐阶宣敕戒是日上不御殿罢传制馀俱如礼”
135. ↑  《明实录》世宗实录·卷三四六：“丙申册谥皇太子曰庄敬命英国公张溶持节礼部尚书徐阶捧册行礼仍命礼部颁示天下”
136. ↑  《弇州山人续稿》卷一三六·徐文贞公行状：“庄敬太子冠公受命赞冠甫成礼而暴疾薨公当议丧礼以上及百官皆为期之服百官仍诣门哭上不怿谓天子绝期不制服其百官可无诣门哭临礼着诣停柩所辅臣读至服可无而句之曰以青衣角带往可也公曰不然绝期者天子也非百官也曰可无诣门而已非可无服也且未有哭临而不衰服者定议以齐衰服临上使中涓詷而是之令宫中仍皆服衰”
137. ↑  《国朝内阁名臣事略》卷十六：“嘉靖二十八年庄敬太子痰疾作遽薨诏公具葬礼公以庄敬太子虽在殇年然册立已逾一纪且尝监国乃本仪礼参以杜氏通典请上及百官服期仪即上中外皆言上素不爱太子又不善丧事所具仪太重上怒且不测既而奉旨天子绝期况十五岁外方出殇朕服非礼止缀朝十日百官服制可无诣门哭临之礼着诣停柩之所其余依拟读者咸可无为句谓圣意不欲百官咸服公曰上下咸服尤有绝期之说吾辈于太子臣也亦可绝耶且上即许于停柩之所哭临而岂有哭临而不具衰绖者时庄敬太子停柩南城之明德宫二十日公率官具衰绖入上遣诸中官来皆青衣角带于是阁老而下咸谓今日止当素衣冠行礼公曰素衣冠哭临古无其文今又无明旨谁敢擅为之吾宁守礼以待罪不敢避罪而坏礼也竟以衰绖哭临而出中官以闻上命宫中皆易服”
138. ↑  《明实录》世宗实录·卷一百：“编修王教张星徐阶杨维杰欧阳衢金璐张衮欧阳德为纂修官”
139. ↑  《明实录》世宗实录·卷三百六十：“重修大明会典成礼部尚书徐阶等诣奉天殿进呈命司人监捧入”
140. ↑  《国朝内阁名臣事略》卷七：“三月奉旨充会典副总裁先是嘉靖八年命续修会典不果成二十三年申命修辑亦未能成也至是公始取八年稿及二十三年诸司所上事例会萃编次之旧典多讹误脱漏而新例又皆草率取具使人读之莫知更革之所系始至郊庙诸大礼尤多上裁定损益传扎密谕有有司所不及知者公穷昼夜之力取内阁及诸司薄册文案批究讨论得其本末凡八阅月四易稿而成为卷百二十乃若核是非存故实悯世变寓深意与片词只字抑扬评论之间者则文独为苦心云”
141. ↑  《弇州山人续稿》卷一三六·徐文贞公行状：“创义例挚纲领井然一代程书”
142. ↑  见张显清：《明代政治史》，第343-344页
143. ↑  《明实录》世宗实录·卷三四九：“召大学士张治学士李本礼部尚书徐阶入直无逸殿”
144. ↑  《明儒学案》卷二十七·文贞徐存斋先生阶：“召入直无逸殿庐撰青词”
145. ↑  《弇州山人续稿》卷一三六·徐文贞公行状：“公遂为庄敬册谥副使已命题主上察公慎勤又有所应制文字独多称旨召入直无逸殿卢给供馔如例寻赐飞鱼服”
146. ↑  《名山藏》卷七十九·徐阶：“礼部尚书召入直无逸殿庐”
147. ↑  《明实录》世宗实录·卷三百五十：“丁亥礼部尚书徐阶参奏内殿供事医士吴梦龙等不由本部考选夤缘收用輙又旷违职役私回原籍请究治因言圣济殿供事人役本部先年题准三年一次考选送入自十八年以后考试之法不行而内殿供奉之医间有乞恩传补而入者夫乞补医士犹恐不称况供奉内殿可徒徇其陈乞而不论其术业乎请自今为始本部年终通将概院医士医生严加考试分为三等一等者留候圣济殿缺人送入供事其馀悉遵旧制仍令太医院堂上官协心钤束官医不许违旷职业其有逃回患病日久不能供役者每季呈报查处得旨梦龙等悉革役为民近年礼部违例滥收各项人役大坏政体卿即将医士并儒士通事但系未经题请考试假以访保习学为名及有罪过冒收者通核具奏已阶查参太医院未经考试医士侯时泰等二十四人铸印局未经考试儒士石同坚等二十六人四夷馆旷役通事陈嘉谟等二人诏革役问罪有差”
148. ↑  《明实录》世宗实录·卷三五一：“辛酉隰川王俊柏停勒各宗室子女未受名封婚禄者至一百三十馀人有年及三十外者诸宗室赴诉阙下诏革俊柏禄米三之一勒限令将各子女亟为奏报俊柏恬不奉诏稽留复年馀诏革禄三之二督令速报至是复二年矣始以子女名封婚配文册缴部其前奉旨查核大半不行造入而中所录多先年已经名封婚配者且与玉牒互异礼部尚书徐阶参奏俊柏奸狡贪残耽抑宗室婚封节奉明旨革禄责限乃复淹逾年岁虚文搪塞宗室既劫于积威抚按又势难究诘若不严为查究则其虐害何极请以该府所造玉牒开注其位应名未名某位应封未封某位应婚未婚字样明白印封转发山西抚按严督查对并根究过期不与奏请所由奏报庶钩举不遗而冤抑毕达矣报可”
149. ↑  《名山藏》卷七十九·徐阶：“上见其小心恭谨殊亲近之”
150. ↑  《明实录》世宗实录·卷三五二：“癸巳改户部尚书夏邦谟为吏部尚书初闻渊既去会推礼部尚书徐阶上曰阶方事朕左右固非先朝弘文馆之直者如何輙拟外迁令再推乃用邦谟”
151. ↑  《明实录》世宗实录·卷三五三：“礼部尚书兼翰林院学士徐阶引罪乞罢不许是岁应天府乡试阶子墦倩人入场事觉南京给事中万文彩及监试御史杨顺张鉴论阶纵子犯法请罢阶阶因求去上以阶日直左右其子犯法远不得知诏令安心供职”
152. ↑  《明实录》世宗实录·卷三五九：”礼部以天久不雨奏请遍祷神祇仍申饬百事涤己省愆修举实政以仰赞圣诚上回天意上曰君者代天工不能独理设官分职以共之又曰臣劳此义孰不知之言之皆非实心也今亦不必申以话言不必虗应故事惟仰告上天庙社诸神以十五日奏告南北二郊前三日告东西二郊神祇坛前二日告二社稷前一日告太庙自初九日始停刑禁屠百官修省至十七日止乃分遣祭告大臣南郊公朱希忠北郊公张溶太庙驸马都尉邬景和太社稷侯蒋传帝社稷驸马都尉谢诏东郊伯陈鏸西郊伯王瑾神祇坛伯焦栋尚书徐阶各青衣角带行礼“
153. ↑  《明史》列传第九十·聂豹：“二十九年秋都城被寇礼部尚书徐阶豹知华亭时所取士也为豹讼冤言其才可大用立召拜右佥都御史巡抚顺天未赴擢兵部右侍郎寻转左”
154. ↑  《国榷》卷六十一·世宗嘉靖三十三年甲寅至三十五年丙辰：“二月甲午兵部尚书聂豹免豹推荐多不当上薄之谕严嵩等豹年衰不胜任遂引疾闲住豹尝守松江识徐阶于微时故庚戌阶力荐之不二年遂进本兵”
155. ↑  《明实录》世宗实录·卷三六一：“礼部尚书徐阶言近者逆胡深入郊畿皇上赫然按诸不任事者罪内外臣工固已莫不震慑矣但人才不同譬诸器物小大长短有限若不择而用之恐终无以称任使也今世论人大率重修谨夫修谨之士平时无可称然而循途守辙不足以仓猝应变徐言缓步不足以慷慨立功今当应变立功之秋苟付之若辈是匠氏以粗为杗终于不称而已伏睹原任都御史何栋原任副使聂豹其才识胆略迥异时流而豹守平阳御虏而有成效独以不能顾胆俯仰趦趄蹑嚅为世俗态是以仕不果达乞敕吏部急将二臣起用仍推此意广收异能待以殊格庶缓急有济上纳之命亟查豹取用”
156. ↑  《名山藏》卷七十九·徐阶：“阶荐为民前副使聂豹前都御史何栋上纳之始上悦”
157. ↑  《明实录》世宗实录·卷三六一：“丙寅以圣节覃恩加成国公朱希忠特进光禄大夫柱国辅臣严嵩上柱国尚书张治徐阶顾可学俱太子少保少詹事李本升吏部右侍郎兼东阁大学士致仕太常卿朱隆禧升礼部右侍郎中书官谈相升工部右侍郎礼部尚书陶仲文仍封恭诚伯岁加禄米一百石高士郭弘经王永宁封真人”
158. ↑  《名山藏》卷二十五：“八月万寿节加成国公朱希忠特进光禄大夫柱国辅臣严嵩上柱国尚书张治徐阶顾可学太子太保”
159. ↑  《明实录》世宗实录·卷三六一：“礼部尚书徐阶奏京师之兵多不习战统领勋贵又不知兵馀系狱将官戴纶李珍麻隆曹镇欧阳安素历边疆威著谋勇请如张达等例释而用之授以兵马必能出力以报不死之恩在外缘事有名将官辽东有刘大章周益昌狭西有时陈虽去京稍远亦当赦宥召之此则兵部拘泥常格而不敢言者关厢居民一闻虏警必奔走入城宜令兵部同锦衣卫五城御史加意安插内有骁徤可用者即召募为兵既可以充实行伍亦弭乱之一端也又闻兵部欲发兵于城外札营盖为得护厢之计但恐军京见敌輙走反摇民心而关厢亦竟不能捍护宜急召总兵仇鸾兵入卫仍优其廪饩令兼督城外札营诸军大约以大同人马为京军先锋以京军助大同人马声势庶两有所恃而不恐此又兵部思虑所未及者入上深嘉纳之诏宥纶等罪各复原职给与兵马行粮听总兵仇鸾调遣馀俱如议”
160. ↑  《国朝内阁名臣事略》卷七
161. ↑  《名山藏》卷七十九·徐阶：“庚戍虏薄都城下阶传言守城策于上上然”
162. ↑  《世经堂集》卷二·请巡视九门：“今京城各门虽经设有守门巡视大臣及各官兵但闻器械盔甲多未完具守城军夫漫无纪律且其他城守事宜多有当备而未备当为而未为者巡视大臣虽荷皇上畀重权尚皆瞻望顾忌不及时修举今贼势猖獗恐误国之大事臣受皇上厚恩非不知内直为重但兴念及此不胜忧愤伏乞皇上降旨命臣暂出同与陆炳带领户兵工部属官三员遍行阅视有可径行者与巡视守门大臣会议施行有当奏请者具奏定夺臣深惟主忧臣辱之义临事不敢避难伏乞圣明照察允许臣不胜幸甚”
163. ↑  《明实录》世宗实录·卷三六一：“命礼部尚书徐阶传谕九门防守官以虏未至毋輙先闭关以自困但加意防检启闭以时勿玩勿怯”
164. ↑  《明史纪事本末》卷五十四：“令人持书入朝求入贡言多悖嫚上召严嵩及礼部尚书徐阶于西苑曰事势至此奈何”
165. ↑  《明实录》世宗实录·卷三六一：“俺答纵所虏湖渠马房内官杨增持番书入城求贡上以其书示大学士严嵩李本礼部尚书徐阶因召对于西苑上曰今事势如此奈何嵩对曰此抢食贼耳不足患阶曰今虏在城下杀人放火岂可言是抢食正湏议所以御之之策上顾阶曰卿言是因问虏中求贡书安在嵩出诸袖中上曰此事当何应之嵩曰此礼部事阶曰事虽在臣然关系国体重大湏乞皇上主张上作色曰正须大家商量何得专推与朕阶曰今虏驻兵近郊而我战守之备一无所有此事宜权许以款虏第恐将来要求无厌耳上曰苟利社稷皮币珠玉非所爱阶曰止于皮币珠玉则可矣万一有不能从者则奈何上悚然曰卿可谓远虑然则当何如阶请以计款之言其书皆汉文朝廷疑而不信且无临城胁贡之理可退出大边外另遣使赍番文因大同守臣为奏事乃可从如此往回之间四方援兵皆至我战守有备矣上首肯曰卿言是还出与百官议之嵩因奏今中外臣民咸望皇上一出视朝拨乱反正上微哂曰今亦未至于乱朕不难一出但嫌骤耳阶曰中外望此举已久今一出如久旱得雨何嫌于骤上乃许明日视朝于是命嵩等退”
166. ↑  《明史》列传第一百一·徐阶：“帝以示严嵩及阶召对便殿嵩曰饥贼耳不足患阶曰傅城而军杀人若刈菅何谓饥贼帝然之问求贡书安在嵩出诸袖曰礼部事也帝复问阶阶曰寇深矣不许恐激之怒许则彼厚要我请遣译者绐缓之我得益为备援兵集寇且走帝称善者再嵩阶因请帝出视朝寇寻饱去乃下阶疏弗许贡”
167. ↑  《名山藏》卷七十九·徐阶：“阶言虏附书求贡上召问阶及相嵩嵩曰抢虏亡患也阶曰虏势如此难言亡患须议所以御之上曰是则何如阶曰今虏逼而我虚宜权许以疑之第恐难餍将来耳上曰苟利社稷皮币珠玉亦何爱焉阶曰事有甚珠玉皮币者陛下所不能受则奈何上悚然曰卿虑之远阶曰臣请言所谓疑者今虏书皆汉文真伪不可知请往谕之曰陛下谓汝等虽称臣求贡所求书皆汉文无信使抑万无城下要胁理果归诚当敛退塞外遣使具表听处分不者有剿讨而巳如此往还少日我四方援兵亦且至即不退可拒之矣上称善者再因请视朝以镇中外之心上首肯”
168. ↑  《明实录》世宗实录·卷三六一：“是日阶集百官议阙下议未定国子司业赵贞吉抗声曰今朝廷所急者出沈束于狱申理周尚文之功退虏易耳时上遣中使密窥会议诸臣闻贞吉言心壮之宣入左顺门令手便计以上贞吉因请急遣近侍有才猷辩博官一员同锦衣卫官诣诸将营中赏军激励士气仍许关损军之令令将士义勇军民人等人自为战但得一首级即赏银百两逗遛观望不战者诛无赦”
169. ↑  《明实录》世宗实录·卷三六一：“甲申礼部尚书徐阶集廷臣上俺答求贡议略言虏酋悖逆天道犯我郊畿虔刘人民蹂践上地揆之大义所当必诛今虽称臣求贡信使不入表文不具且其文书皆汉字真伪不可知臣等以为求贡必不可许宜且遣通事赍敕谕虏酋如果悔罪求贡则当敛兵出境具表款塞听朝廷处分如驻兵境内要求速赏则惟有励将集兵以大兵致讨必使匹马不返以泄神人之怒得旨”
170. ↑  《世经堂集》卷二十二·与赵浚谷（第四）：“而当路者无远见每多异同未能尽如鄙意如此节是也奈何奈何”
171. ↑  《嘉靖以来内阁首辅传》卷五·徐阶传：“所陈不能无刺讥用事者”
172. ↑  《明儒学案》卷二十七·文贞徐存斋先生阶：“京师戒严召对颇枝柱分宜口上多用其言分宜恨之”
173. ↑  《嘉靖以来内阁首辅传》卷五·徐阶传：“而当召对时又颇杜嵩口...嵩以是恨且忌之”
174. ↑  《明史》列传第一百一·徐阶：“既仇夏言置之死而言尝荐阶嵩以是忌之”
175. ↑  《国朝典故》卷三十七：“因大同之素强者而使助则弱皆强也此其经略所赖于徐阶者不小也”
176. ↑  《两朝宪章录》卷十三：“俺答临城动中机宜社稷赖以无事于时武臣如戴纶麻隆等文臣如何栋聂豹皆得显其才勇可以立功使任...况今宁夏倭奴两角可不法徐阶乎”
177. ↑  《世经堂集》卷二十二·与赵浚谷（第四）：“凡边军行粮赏赐”
178. ↑  《明史》列传第一百一·徐阶：“初孝烈皇后崩帝欲祔之庙念压于先孝洁皇后又睿宗入庙非公议恐后世议祧遂欲当己世预祧仁宗以孝烈先祔庙自为一世下礼部议”
179. ↑  《明实录》世宗实录·卷三六一：“定奉祧仁宗昭皇帝及升祔孝烈皇帝礼先是礼部会议言孝烈皇后久正中宫功德隆重专室祔享经礼昭然今奉先殿后位未设诚于礼未备然而遽及庙次则臣子之情不惟不敢实不忍也臣等窃以为孝烈皇后神位仍宜仍遵敕谕安奉先殿慈孝献皇后之侧凡祭享仪节除忌祭读事外其馀并如敕谕则礼制归一矣”
180. ↑  《国朝内阁名臣事略》卷七：“及至嘉靖二十八年再期大祥世宗欲以孝烈神主祔太庙祧仁宗严嵩曰祔新序非臣下所敢言且阴不可当阳位”
181. ↑  《明史》列传第一百一·徐阶：“阶抗言女后无先入庙者请祀之奉先殿礼科都给事中杨思忠亦以为然”
182. ↑  《明实录》世宗实录·卷三六一：“是时大臣会议尚书徐阶颇以祔庙为不可都给事中杨思忠主阶议于无言者”
183. ↑  《名山藏》卷二十六：“三十二年正月戊寅朔命朱希忠摄拜天玄极殿壬午日食雪不见上曰日食不显露雪瑞旋荷天恩不可不知其奏谢郊庙社稷先是孝烈皇后祔庙之议自上发之礼科都给事中杨思忠与徐阶议不可上御之至六科官上表贺正杨思忠为首上摘表中语诘之曰申锡玄禧是何文体厮思忠不臣久岁其杖之午门之外首发为民馀罚一年”
184. ↑  《明会要》卷九：“二十九年十一月复下礼部议尚书徐阶抗言女后无先入庙者宜祀之奉先殿给事中杨思忠亦以为然”
185. ↑  《明实录》世宗实录·卷三六一：“上使人觇知状及疏入上乃曰尔等怀二之心牢至于今耶今兹非专论后又非子为亲夫为妇也正义止以朕躬论顾无人肯奉议者尔阶与思忠二人议定以闻即是矣”
186. ↑  《明史》列传第一百一·徐阶：“疏上帝大怒阶皇恐谢罪不能守前议”
187. ↑  《国朝内阁名臣事略》卷七：“二十九年十月十九日令礼部再议二十日集议徐阶议仍祔献皇后之侧百官无敢应者惟给事中杨维忠是之疏入阶又进一密疏请仍祔献后世宗批曰你每怀二之心牢至于今令再议二十一日徐阶又上疏婉转其辞以太庙九室皆满请于太庙奉先殿各增二室而升祔孝烈以避预祧以俟之嫌世宗大怒下旨你每臣子之义正当力请该祧该祔之正又何唤自议又礼之正处何避预祧以俟为嫌耶徐阶与杨思忠虽不能守前说然天下信其为正”
188. ↑  《明史》列传第一百一·徐阶：“阶危甚度未可与争乃谨事嵩而益精治斋词迎帝意左右亦多为地者帝怒渐解未几加少保寻进兼文渊阁大学士参预机务”
189. ↑  《明儒学案》卷二十七·文贞徐存斋先生阶：“中于上先生赞元恭谨上怒亦渐解加少保兼文渊阁大学士参预机务”
190. ↑  《明史》本纪第十八·世宗二：“辛卯礼部尚书徐阶兼东阁大学士预机务”
191. ↑  《明史》列传第一百一·徐阶：“密疏发咸宁侯仇鸾罪状嵩以阶与鸾尝同直欲因鸾以倾阶及闻鸾罪发自阶乃愕然止而忌阶益甚”
192. ↑  《名山藏》卷七十九·徐阶：“阶独密奏继与锦衣帅陆炳实其迹上大惊鸾死剖棺戮之”
卷九十二·仇鸾：“时陈代鸾而大学士徐阶遂密疏鸾通虏误国状上大惊命锦衣陆炳密访之炳素恶鸾常伺察其动静左右行财奸用事者悉知铢两顾欲即发鸾尚恐无案验令人诱义荣亟亡入虏义荣信之各亡去炳使人遮擒之乃言鸾镇大同时私通虏遗货币诸物虏亦与鸾箭纛为信契义等久承遣往来今惧发亡虏中欲引之入犯是为鸾死前一日上大怒而鸾已死即命炳会三法司拟罪奏鸾当谋反律宜追戮诏剖鸾棺枭鸾首传示于九边”
193. ↑  《世经堂集》卷六·请册立东宫：“臣等窃惟帝王承天道而理天下正名为先定国本以系人心建储为急故易称王圣礼重承祧殷书载以贞之文汉臣臣蚤建之议自三代以来明君哲后暨我祖宗列圣未有不由此道者也仰惟皇上功参三极道冠百王治化极于雍熙谟烈昭于佑启是以灵承帝贶秀毓天潢式彰昌后之符茂衍光前之业然而春宫未正震位尚虚国本攸关诒谟贵预天下臣民翘首跂足以望册立之典谓今日朝廷之务莫有大且急于此者恭惟圣诞伊迩鼎命郢隆万福攸同群方来贺光腾南极耀启前星遹观典礼之敷尤协天人之会是宜肇开鹤禁丕阐鸿仪不惟育德青宫实以承欢紫极上答天眷下副舆情此宗社亿万载无疆之基而天下臣民之大庆也查得先年册立东宫该本部具题百官表请恭候命下择日且仪臣等滥叨邦礼之寄夙怀犬马之心敢沥悃诚仰干天听伏乞皇上神惟国计容令本部照例举行臣等幸甚天下幸甚嘉靖二十八年七月初九日留中”
194. ↑  《世经堂集》卷六·再请册立东宫：“臣等窃闻自古帝王计安国家莫不以建储为急良以太子天下之本本立分定则天下之志一而朝廷之势尊也仰惟皇上至仁大孝天亲祖享神功圣德远柔迩安和气薰蒸嘉祥毕集天下臣民固已欢忻鼓舞自庆遭逢之盛矣惟是储位尚虚恒切瞻望乃今三阳启泰苍震发祥肇建元良昌辰适协臣等查得累朝册立东宫例该本部具题勋戚文武百官上表陈情用敢披沥诚悃仰渎宸严伏乞圣明深惟宗社之计俯察臣民之情容令臣等照例举行天下幸甚天下幸甚臣等不甚恳切祈请之至嘉靖二十九年正月二十一日留中”
195. ↑  《世经堂集》卷六·三请册立东宫：“臣等窃惟自古帝王莫不以建储为急此甚意无他盖欲定国本系人心为长治久安之计而其有司亦往往以蚤建为请此其意无他亦欲计安国家以求尽其职守而已臣等备员礼官尝窃思国家大计之所以存与夫臣等职守之所重前岁七月去岁正月皆尝以册立东宫为请皇上慎重大礼迟而未天下仰惟圣见渊微固非臣等浅陋所能窥测但臣等奉累朝之明例十五岁者东宫选婚之期也据书生之旧闻十五岁者天子之元子众子入大学之年也夫及时而婚则嗣续之源可广过时而学则克养之功难成今皇子年既十五选婚讲学实维其时矣而鸿名未正鹤禁犹虚此天下臣民所以翘首跂足仰望册立之命而臣等礼官尤切惓惓者也伏乞皇上准礼审时容令臣等照例择吉上表皇上降明诏立元良于以弘燕翼之休衍敬承之绪开子孙千亿之详而绥万万世太平之业则天下幸甚臣等幸甚嘉靖三十年二月初一日奉圣旨知道了”
196. ↑  《世经堂集》卷十三·送宫保宗伯毅斋先生孙公致仕序：“自古人臣之事君难矣未有难于事英主者也英主之驭臣其明不可欺而威不可犯明不可欺故无其才则不容窃其位窃则有不任职之刑威不可犯故其任其事则不敢言去以便其身图言则有不为用之责而凡贪冒幸进雍容养重之计皆有所不得施然则士生其时欲见任用位通显而其倦也又获谢其政以优游于水泉林壑之间进退去就举如其志此岂可以易得哉是故事英主难也”
197. ↑  《明史》列传第一百一·徐阶：“一品满三载进勋为柱国再进兼太子太傅武英殿大学士”
198. ↑  《明儒学案》卷二十七·文贞徐存斋先生阶：“满考进武英殿大学士兼吏部尚书”
199. ↑  《名山藏》卷二十六：“八月以万寿节加恩荫朱希忠陶仲文各一子为锦衣百尸严嵩子工部侍郎世蕃添注管部事徐阶兼太子太传武英殿大学士”
200. ↑  《世经堂集》卷二十三：“今世非无人才只为贿赂之门未塞故往往功罪不明贤否倒置无人肯为朝廷出力耳其机固在庙堂不在诸司也”
201. ↑  《明史》列传第一百一·徐阶：“杨继盛谕嵩罪以二王为徵下锦衣狱嵩属陆炳究主使者阶戒炳曰即不慎一及皇子如宗社何又为危语动嵩曰上惟二子必不忍以谢公所罪左右耳公奈何显结宫邸怨也”
202. ↑  《明史纪事本末》卷五十四：“三十四年冬十月杀兵部员外杨继盛”
203. ↑  《明实录》世宗实录·卷三九二：“兵部武选司员外郎杨继盛上疏劾奏大学士严嵩言臣先因阻练马市下狱逆鸾威属问官必欲置臣于死陛下特宽其罚不一年间复至今职臣仰荷隆恩思所以报莫急于请诛贼臣方今外贼则胡虏内贼则严嵩然未有内贼不去而可以除外贼者故臣请诛则嵩当在剿虏之先也敢以嵩之专政误国十大罪为皇上陈之我太祖高皇帝诏罢中书丞相而立五府九卿分理庶政殿阁之臣惟备顾问视制草故载诸皇帝时臣下有建言设立丞相者罪人凌迟全家处死此其为圣子神孙计至深远也及嵩为辅臣俨然以丞相自居凡府部题覆必先禀而后起稿是嵩虽无丞相之名而有丞相之权有丞相之权而无丞相之贵以故各官之升迁未及谢恩而先谢嵩盖惟知事权在嵩畏惧奉承而已此坏祖宗之成法一大罪也权者人君所以统驭天下之具不可一日下移臣下亦不可毫发僭逾嵩一有票本之任遂窃威福之权皇上用一人嵩曰我荐之也及黜一人嵩曰此人非我所亲故罢之皇上宥一人嵩曰我救之也及罚一人嵩曰此人得罪于我故报之借朝廷之恩威行一己之爱恶此窃皇上之大权二大罪也善则称君过则称己人臣事君之忠也嵩于皇上行政之善必令子世蕃传于人曰上故无此意我议而成之又将 圣谕及嵩所进揭帖刊行为书名曰嘉靖疏议欲使天下后世谓皇上所行之善尽出于彼而后已此掩皇上之治功三大罪也皇上之令嵩票本盖取君逸臣劳义也嵩乃令子世蕃及诸义子赵文华等群会而票机密岂不漏泄乎所以题疏方上满朝纷然已知天语既下前讲若合符契此纵奸子之僭窃四大罪也边事之废坏皆原于功罪赏罚之不明嵩为辅臣乃为垄断之计欲令孙冒功于两广故先置伊表侄欧阳必进为总督姻亲平江伯陈圭为总兵乡亲御史黄如桂为巡按朋奸比党譸张为幻先将长孙严效忠冒两广奏捷功升所镇抚又冒琼州一人自斩七首级功造册又告并前效忠七首级功加升锦衣卫千户今任职管事效忠鹄皆世蕃养子也而假报战功冒滥官爵以故必进得入工部为尚书圭托疾得掌后府如桂得迁太仆字少卿此冒朝廷之军功五大罪也逆贼仇鸾总兵甘肃以贪虐论革嘉靖二十九年大同帅张达等败没正胡虏窥伺之时使嵩少有为国家之心岂肯用此债帅以寄干城而世蕃乃受鸾银三千两威迫兵部荐为大将及鸾冒哈舟儿军功世蕃亦藉以升荫嵩父子于时尝自夸以为有荐鸾之功矣及鸾势出嵩上反肆凌侮故嵩尝自叹以为引虎遗患后知皇上有疑鸾之心恐其贻累始故设异同以泯其初党之迹是勾虏背逆者鸾也而受贿引用鸾者嵩与世蕃也此引背逆之奸臣六大罪也前胡虏犯内地深入经时兵法击其惰归一大机也兵部尚书丁汝夔问计于嵩嵩乃曰京边不同势败于边可掩也败于京不可掩也且虏饱自退耳故汝夔传令不战及皇上逮治汝夔汝夔临刑始知为嵩所绐是嵩以不战误国又以死绐汝夔也此误国家之军机七大罪也刑部郎中徐学诗以劾嵩父子革任为民矣嵩乃于考察京官之时逼吏部将学诗兄中书舍人徐应豊罢黜荷蒙圣明洞察留用户科都给事中厉如进以劾嵩父子降典吏矣嵩考察外官之时复逼吏部将汝进罢黜此专黜陟之大柄八大罪也今府部之权皆晓于嵩矣而吏兵二部大利所在尤其所专主者嵩于文武官之升迁不论人之贤否惟论贿之多寡各官之任亦通不以报国为心惟日以贿嵩为事将官既纳贿于嵩不得不剥削乎军士有司既纳贿不得不滥于百姓利归一人毒遍天下此失天下之人心九大罪也先朝风俗淳厚近古自逆瑾用事始少一变至嵩为辅臣謟谀欺君贪污率下通贿殷勤者贪如盗跖而亦荐用奔竞疏拙者廉如夷齐而亦罢黜守法度日以为固滞巧弥缝者以为有才励廉介者以为矫激善奔走者以为练事卑污成习牢不可破此坏天下之风俗十大罪也嵩有十大罪昭人耳目以 皇上之聪明而若不知者何哉盖皇上待臣下之心出于至诚贼嵩事皇上之奸入于至神以至神之奸而欺至诚之心无怪乎堕其术中而不觉也臣请更以嵩之五奸言之知皇上之意向者莫如左右侍从嵩欲托之伺察圣意故先用重贿纳之于皇上一言一动无不报嵩报则酬以重赏凡圣意所在嵩皆预故得以遂其逢迎之巧是皇上之左右皆贼嵩之间谍其奸一也通官司纳言之官嵩欲阻塞天下言路故令义子赵文华为通政使凡疏到文华必将副本送嵩与世蕃先阅而后进疏内情节嵩皆预知少有干涉即为弥缝闻御史王宗茂劾嵩之疏文华停留五日方上故嵩得以展转摭饰是 皇上之纳言乃嵩之惊犬其奸二也嵩既内外弥缝周密所畏厂卫衙门缉访之也嵩则令世蕃将厂卫官笼络迫姻亲是皇上之爪牙乃贼嵩之瓜葛其奸三也厂卫既已亲矣所畏者科道言之也嵩于进士之初非私属不得与中书行人之选知县推官非通贿不得与行取之列考选之时又择熟软圆融出自门下者方补科道至五六年无所建白即升京堂方面故科道诸臣宁忍于负皇上日不敢忤权臣也是皇上之耳目皆贼嵩之奴仆其奸四也科道既入其笼络而部臣如徐学诗之类者亦可惧也嵩又令世蕃将各部之有才望者俱网罗门下凡部中欲行一事先报世蕃故嵩得早为斥逐各部堂司大半皆嵩心腹 皇上自思左右心腹之人果为谁乎此真可为流涕者也是皇上之臣工多嵩之心腹其奸五也夫嵩之十罪赖此五奸以弥缝之五奸一破则罪立见矣噫嵩握重权诸臣顺从固不足怪而大学世徐阶荷皇上之知遇宜阴抵力排为天下除贼可也乃凡事惟听命于嵩不敢持正少抗是虽为嵩积威所劫然于 皇上亦不可谓之不负也伏望 皇上听臣之言察嵩之奸群臣于嵩畏威怀恩固不必问也皇上或召问二王令其面陈嵩恶或询问诸阁臣谕以勿畏嵩威果廉其实重则置之宪典轻则谕令致仕以全国体贼嵩既去豪杰必出赏罚既明军威自振胡虏不足平也疏入上怒谓其因谪官怀怨摭拾浮言恣肆渎奏且本内引二王为词意果何谓令锦衣卫执送镇抚司拷讯问官以疏词引二王当诈传亲王令旨律绞狱具诏杖之百系狱待决居二岁竟死西市共冤之”
204. ↑  《世经堂集》卷十八：“又以御史郝君杰请建祠保定赐额曰旌忠诸君亦次第登用而嵩之党则尽巳斥逐呜呼后之欲为君子小人者可以鉴矣”
205. ↑  《明史》列传第一百一·徐阶：“满六载兼食大学士俸再录子为中书舍人加少傅”
206. ↑  《明史》列传第一百一·徐阶：“及是给事中吴时来主事董传策张翀劾嵩不胜皆下狱传策阶里人时来翀阶门生也嵩遂疏辨显谓阶主使”
207. ↑  见，苏均炜：《大学士严嵩新论》
208. ↑  《条麓堂集》卷二十五：“时分宜纵其凶子以渔货于四方浊乱国经漫无纪极且猜忮隐恨锋钜百出既与公柄凿不相入而外论复推公籍甚公篙目时艰欲拯之不啻援溺救焚而行行格势禁摇手触忌又不忍默默坐视负上特知乃外晦内贞随事自效冀有所维持匡正而不着其迹于时有世道屡虑者咸为公危憟谓不异籍虎枕鲛云”
209. ↑  《世经堂集》卷二十三·复林双台：“承惠书纚纚千余言所以垂教垂爱不啻若骨肉之相为谋尤使人感戢不能已已仆虽不肖窃尝奉教于君子非特相倾之事不敢少萌于心即尊谕所谓时不能必行势不容直遂者仆亦非敢不致其委曲惟是关系政体之大者不得已稍稍调微匡救于其间而士大夫信仆之过者或借仆一二词意所向以自成其不阿之节其恶仆者则指仆可否相济之心谓为诽谤倾挤之计根荄即植而三子者又适以行迹之嫌触之于是始不能相谅有如公之所闻者矣此固仆信顺忠敬之实有所未孚然道之行否虽圣贤亦不免委之命矧仆浅薄其独如命何哉自入夏来自计以为固守其初则贾祸而无益尽弃其素则赧于颜而不能宣于词故日惟杜门谢客冀于人已或得两全而又自念纶阁台司非持禄苟安之地故日夜奉身以退庶少全面目归见祖宗坟墓然又有所疑畏未敢讼言中心忉忉盖寝不甘味卧不贴席者五阅月于兹矣愧惧不已势必成疾吁嗟此身敢望久存于世哉”
210. ↑  《名山藏》卷二十七：“大学士徐阶满九年考改吏部尚书赐奖敕”
211. ↑  《明史》列传第九十二·王忬：“杨继盛之死世贞又经纪其丧嵩父子大恨滦河变闻遂得行其计”
212. ↑  《国榷》卷六十三：“支大纶曰忬恂恂长者悉心体国通州之役不避死亡画策守城以全国储帝眷日笃洊登枢佐蓟州边备久弛整顿良艰屡至失律遂干极典盖帝固重军政虽勋戚不少贷庚戌之警尤惕于衷故二子如世贞世懋皆竭虑殚力居间百方终不可得华亭乃予罪严嵩至方秦桧之杀武穆是以君子恶居下流”
213. ↑  《世经堂集》卷二十三：“岁月易迈各已白首芝兰之采未克莫时区区此心惟对知己一慨叹不足道也贪苛之害不独平阳乃其根原却在政府祸本未去纵时时剪除枝叶旋复长茂奈何奈何次中自双江澹泉去后吾党亦孤想兄闻之当为斯民顿足”
214. ↑  《明实录》世宗实录·卷四九六：“丁丑御史唐继禄以旱霾为灾条上修省十事一抚绥流民二捍御边境三亟销骄纵四经画赋敛五痛抑侈靡六调停催科七权宜赈恤八裁革纳级九量免入觐十黜罚奸庸其黜罚奸庸一事欲令京堂官俱自陈其馀听部院考察去留入疏报可于是大学士严嵩徐阶各上疏自陈求退上俱优诏免留之”
215. ↑  《明史纪事本末》卷五十四：“四十年春正月以万寿宫灾”
216. ↑  《名山藏》卷七十九·徐阶：“百日宫就上悦名万寿宫焉”
217. ↑  《明史》列传第一百一·徐阶：“帝所居永寿宫灾徙居玉熙殿隘甚欲有所营建”
218. ↑  《明儒学案》卷二十七·文贞徐存斋先生阶：“上所居永寿宫灾徙居玉熙殿隘甚”
219. ↑  《明史》列传第一九六·严嵩：“会万寿宫火嵩请暂徙南城离宫南城英宗为太上皇时所居也帝不悦”
220. ↑  《明儒学案》卷二十七·文贞徐存斋先生阶：“分宜请幸南城南城者英宗失国时所居上不悦”
221. ↑  《明史》列传第一百一·徐阶：“问阶阶请以三殿所馀材责尚书雷礼营之可计月而就帝悦如阶议命阶子尚宝丞璠兼工部主事董其役”
222. ↑  《国朝内阁名臣事略》卷七：“念此乃上寝宫势不容已而民力方绌又不容有所征派乃请以三殿所余木石准旧制为之又请命工部尚书古和雷公董其役毋容中官侵冒俱得旨报可故宫之建也为役甚巨而未尝加派天下一钱”
223. ↑  《万历野获编》补遗一：“至辛酉年冬万寿宫灾次辅徐阶身任其事仅三阅月告成”
224. ↑  《名山藏》卷二十七：“工部尚书雷礼言玉熙宫殿垫隘不称御居永寿宫成祖之旧宫也受命重地王气攸锺偶值灾变天启皇上鼎新丕基永延于万祀请及时营缮以承明眷上曰日谢罪郊庙风藏气爽皇天其赦悯朕以命大学士徐阶与工部侍郎衡董其事月食亲祷雪于凝道雷轩上复自玉熙宫徙居玄都殿”
225. ↑  《名山藏》卷七十九·徐阶：“上所居永寿宫灾欲治之嵩言上三殿方新物力尚诎未可治也讽上还乾清上大不怿嵩阶乃密言之工部尚书雷礼上疏取办自请以子尚宝丞璠监工上悦”
226. ↑  《万历野获编》卷二：“分宜一生以逢迎称上旨独晚途片言稍逆顿失权宠岂天夺其魄耶”
227. ↑  《毂山笔尘》卷四：“嵩曰近日少湖承一二密札遽作骄肠何其不广此老夫二十年前光景也雷礼曰徐老先生自是高义相公未可厚非嵩大诟曰若非吾里子耶何得为他人乃尔雷礼应声曰某官一品尚书奈何以言语辱我嵩大骂尚书谁所乞与敢为此态”
228. ↑  《明史》列传第一九六·严嵩：“嵩惧置酒要阶使家人罗拜举觞属曰嵩旦夕且死此曹惟公乳哺之阶谢不敢”
229. ↑  《明史》列传第一百一·徐阶：“十旬而功成帝即日徙居之命曰万寿宫以阶忠进少师兼支尚书俸予一子中书舍人子璠亦超擢太常少卿嵩乃日屈”
230. ↑  《明实录》世宗实录·卷五百七：“辅臣徐阶加少师兼支尚书俸仍荫一子中书舍人”
231. ↑  《名山藏》卷七十九·徐阶：“阶自光禄大夫柱国太子太傅至是累进少师兼支吏部尚书俸凡三赐敕褒录一子中书舍人超拜璠太常少卿”
232. ↑  《世经堂集》卷二十四·复胡柏泉中丞
233. ↑  《明实录》世宗实录·卷五百七：“命少师兼太子太师吏部尚书武英殿大学士徐阶太子太保户部尚书武英殿大学士袁炜少保兼太子太保兵部尚书杨博太子少保吏部尚书兼翰林院学士郭朴户部尚书高耀刑部尚书蔡云程工部尚书雷礼都察院左都御史潘恩吏部左侍郎兼翰林院学士掌詹事府事董份通政使司通政使李登云大理寺卿万采翰林院侍读学士裴宇充廷试读卷官既而雷礼以督工辞 上允之命录内仍书职名增吏部左侍郎兼翰林院学士李春芳读卷”
234. ↑  《名山藏》卷七十九·徐阶：“阶为人阴重有权略其始事嵩甚谨与缔交联姻治第”
235. ↑  《明实录》世宗实录·卷五百九：“先是上闻世蕃居丧淫纵心恶之会方士蓝道行以扶鸾见得幸自言能使鬼物悬判吉凶上以为神一日从容问辅臣贤否道行遂诈为箕仙对具言嵩父子弄权状上由此渐疏嵩”
236. ↑  《明通鉴》卷六十二：“会上以营万寿宫方向次辅徐阶顾问多不及嵩即及嵩祠祀而已”
237. ↑  《皇明史概》第八册，《皇明大事记》卷三十六：“凡军国大计悉谘之阶间有及嵩者不过斋醮符箓之类而已”
238. ↑  《明实录》世宗实录·卷五百九：“凡军国大计悉咨之大学士徐阶嵩不与闻阶日亲用事”
239. ↑  《明史纪事本末》卷五十四：“自是凡军国大事悉谘之阶间有嵩者不过斋醮符籙之类而已”
240. ↑  《明实录》世宗实录·卷五百八：“壬午大学士徐阶一品十二年考满上曰阶辅弼重臣忠劳茂著其写敕奖谕赐宴礼部仍给与应得诰命以称朕眷酬至意”
241. ↑  《弇州山人续稿》卷一三六·徐文贞公行状：“会公满十二年考赉金绮钞缗羊酒如九载预诰命赐宴礼部公固辞乃以白金四十两彩币四表里充焉敕谕褒公行醇而学邃识朗而器宏雅度虚襟得大臣之体竭忠谋国无私便之图奖廉惩墨而官真用植崇俭戒奢而士习渐移选将练兵而边防克振缓征宽赋而民困稍纾”
242. ↑  《名山藏》卷七十九·徐阶：“会满十二年考赉金绮罗缗”
243. ↑  《皇明史概》第八册，《皇明大事记》卷三十六：“阶日亲用事廷臣多知之啧啧将有举动”
244. ↑  《明史纪事本末》卷五十四：“至是徐阶日亲用事廷臣多知之未发”
245. ↑  《世庙识余录》卷二十二：“嵩先已失宠于上而犹在直每缙绅来谒者出美酒数杯饮之曰此上所赐以优吾老者徐袁二公不及也盖恐言官乘间起而诡为此以塞人口然外议已籍籍腾沸矣”
246. ↑  《明朝内阁名臣事略》卷七
247. ↑  《弇州山人续稿》卷一三六·徐文贞公行状
248. ↑  《名山藏》卷七十九·徐阶：“及后稍知上闻嵩贪及世蕃外恣状因密受御史邹应龙使劾嵩”
249. ↑  《宪章外史续编》卷五：“初世蕃自恃材宠凌辱缙绅缙绅多怨而秽迹暴著视为固然徐阶外与之缔姻而内行其X上信阶言渐疏忌嵩会方士蓝道行以扶鸾见自言能使鬼神上默以鬼神贤否问箕箕判言嵩父子弄权状上乃大疑嵩阶遂授意应龙也”
250. ↑  《国榷》卷六十三：“则问其贤否曰贤如辅臣徐阶尚书杨博不肖如嵩...邹应龙避雨一内侍所内侍言状遂劾严氏称旨”
251. ↑  《明通鉴》卷六十二：“御史邹应龙方避雨内侍家侦知之因抗疏专劾世蕃”
252. ↑  《明史纪事本末》卷五十四：“御史邹应龙欲具疏一夕梦出猎见一高山射之不中东有培垒楼其下甚壮楼俯平田有米草覆其上一注矢拉然醒而悟曰此小儿东楼之兆也遂上疏劾世蕃数其通贿赂行诸不法状乞置于理”
253. ↑  《皇明永陵编年信史》卷四：“道行素于邹应龙相友善阴以御札嗾之应龙又尝于太医支秉忠交秉忠遂尽述世蕃贿恶状龙乃具疏上”
254. ↑  《万历野获编》卷十三：“嘉靖末年黄冈人礼科都给事中邱岳请修承天大志先是顾中丞璘请修志既成而报罢至是邱又以为言上大悦比志就进呈修书者皆无赏独邱以传奉超升礼部侍郎”
补遗一：“承天大志者世宗既追宗献皇益务张大其事以明得意遂作承天大志一书时工部尚书顾璘以督显陵工程在事即命之总理璘乃聘楚人颜木王廷陈等纂修盖诸君俱高名废弃欲借此为出山计也书成而圣意不惬遂报罢不复议嘉靖末年给事邱岳复迎上意请重修乃命阁臣徐阶等总裁而诸词臣分领之时情咸谓书成必有异擢争求入局以至徐华亭与袁慈溪之相左瞿文懿与高新郑之相诟俱起于此书比进呈乙览上以卷中脱简不复叙劳仅各得赏诸公大失所望时去鼎湖不数月耳独邱岳以建议始功超为礼部右侍郎”
255. ↑  《明实录》世宗实录·卷五百十：“大学士徐阶等奏内阁办事旧用三员或四员近严嵩致仕乞皇上简命一员与臣等共图参理上不悦曰卿等知有同心辅政者何不具闻阶等皇恐谢不知不敢妄对”
256. ↑  《名山藏》卷七十九·徐阶：“而嵩败上惩世蕃不赐阶直庐曰毋久直久直家儿外作奸”
257. ↑  《明史》列传第一百一·徐阶：“帝以嵩在直久而世蕃顾为奸于外因命阶无久直阶窥帝意言苟为奸在外犹在内固请入直帝以嵩直庐赐阶”
258. ↑  《国朝内阁名臣事略》卷七：“数日世宗再谕云直此一节初非降旨起自嵩致家无主子奴生事累己汝其一思对云臣于嵩事一向不敢言兹不得不实奏夫使嵩在直而其子奴在外饮酒宿娼生放私债强买货物此则家无主所致也今嵩乃过爱其子百凡政务不听同官之正言不容各部之公论惟子是信尝对部臣云我小儿有见识列位只与他商量便是其子与奴得盗美威权广受贿赂前者圣旨谓言是听计是行真灼见彼罪累之原也如此纵使不在职而在家何能减于其子之恶耶上以严公旧所居直舍赐公及是稍安”
259. ↑  《弇州山人续稿》卷一三六·徐文贞公行状：“已而上不欲公久直曰久直无以杜儿辈奸公谓陆博走马使酒狭邪为奸长安中者不在外弗杜也甘言比周相合而为奸于朝堂则在内犹在外也上悟辍分宜直卢以赐公中外人情大安于室公始为政”
260. ↑  《名山藏》卷七十九·徐阶：“阶言当问何奸也陆慱走马使酒狭邪为奸长安市中也谓之外奸久直奸也甘言比周为奸朝堂以誷主上谓之内奸不久直益奸也上悦以直庐赐阶”
261. ↑  《国史唯疑》：“初严嵩逐上尚虑徐阶未乐奉玄阳欲传位裕王退老西内”
262. ↑  《明实录》世宗实录·卷五百九：“时严嵩父子既得罪 上追思嵩赞玄功意忽忽不乐乃谕大学士徐阶等欲遂传位退居西内专祈长生阶等极言不可上曰卿等既不欲违大义人情必天下皆仰奉君命同辅君上阐玄修仙乃可严嵩已退伊子已伏罪敢有再言者同邹应龙俱斩”
263. ↑  《明史》列传第一百一·徐阶：“已而帝念嵩供奉劳怜之又以调去忽忽不乐乃降谕欲退而修真且传嗣复责阶等奈何以官与邪物谓应龙也阶言退而传嗣臣等不敢奉命应龙之转乃二部奉旨行之帝乃已”
264. ↑  《国榷》卷六十三·世宗嘉靖四十一年：“上思严嵩赞玄功意忽忽不乐乃谕徐阶等欲传位退居西内专祈长生阶谏上曰必皆仰奉上命阐玄修仙乃可臣下再有言嵩者并邹应龙斩之”
265. ↑  《明史》列传第一百一·徐阶：“阶榜三语其中曰以威福还主上以政务还诸司以用舍刑赏还公论于是朝士侃侃得行其意”
266. ↑  《弇州山人续稿》卷一三七·徐文贞公行状：“公始为政书三语悬之直卢朝房壁曰以威福还主上以政务还诸司以用舍刑赏还公论于是公卿大人咸侃侃冀行意矣”
267. ↑  《名山藏》卷七十九·徐阶：“阶悬三语曰威福归主上政务归诸司用舍刑赏归公论”
268. ↑  《明史》列传第一百一·徐阶：“袁炜数出直阶请召与共拟旨因言事同众则公公则百美基专则私私则百弊生帝颔之”
269. ↑  《名山藏》卷七十九·徐阶：“次辅袁炜数出直请召之不许阶言凡事同则公公则百美基专则私私则众弊生上曰善”
270. ↑  《世经堂集》卷二·答知人谕：“自古人心难测盖有大奸似忠大诈似信者此知人知所以难也然惟广听纳则凡穷凶极恶自有人以撄之深情隐匿自有人以发之未用者可以不至滥进已用者可以不至幸留不下堂阶而周知天下之情矣嵩纵子害国戕民诚如圣谕然使早有人言亦岂得至如此之甚哉故凡有言则必详加询察事大而言实则行之其不实者事小则置之事大则亦薄其责而容之务以来天下之言耳夫此法行则利在朝廷而不利在臣下否则臣小受其利而利不归朝廷臣诚爱朝廷重于爱身辄敢及此伏惟圣明垂鉴”
271. ↑  《明史》列传第一百一·徐阶：“阶以张孚敬及嵩导帝猜刻力反之务以宽大开帝意帝恶给事御史抨击过当欲有所行遣阶委曲调剂得轻论会问阶知人之难阶对曰大奸似忠大诈似信惟广听纳则穷凶极恶人为我撄之深情隐慝人为我发之故圣帝明王有言必察即不实小者置之大则薄责而容之以鼓来者帝称善言路益发舒”
272. ↑  《嘉靖以来内阁首辅传》卷五·徐阶传：“当阶之前天下无所不中兵水旱沴厉乘之赤白之警岁不虚月分阃以上第无论贪偾事一语不当指立就逮缇骑操琅珰旁午当路大者诛夷小者窜谪而政地诸公复有窃上颜色为威福者数千里而外不能探所自益惴惴不自保计惟有徙㯱长安中论直市六尺躯而已阶既日以宽大广上意又能钩物情不自宠重竿尺往复有吐必露征镇大臣咸摄于不敢隐而快于得自尽故阶在政地大约缇骑逮省减十九廷尉若芦无所用深文虽其宛曲剂解之力多亦以意发舒少偾故事也”
273. ↑  《明实录》世宗实录·卷五一二：“及三殿灾上闻变即命左右趣登文楼出大典甲夜中谕凡三四传是书遂得不毁上意欲重录一部贮之他所以备不虞每为阁臣言之至是论大学士徐阶曰昨计重录永乐大典两处收藏兹秋凉可处理乃选各色善楷书人礼部儒士程道南等百馀人就史馆分录而命拱等校理之”
274. ↑  《万历野获编》补遗一：“文皇帝修永乐大典其书为古今第一浩繁卷帙且至数万嘉靖间遇大内灾世宗夜三四传旨移出始得无恙后命重录一部以备不虞辅臣徐阶等以此被升赏”
275. ↑  《世经堂集》卷二·答推用某某等谕：“蒙谕二臣之用原吏部推何以此才当此任纵无他私亦不宜动循资格必更臣惟二臣之用虽由讷推缘循资格按格其来已久讷时初到部未能即破旧套今需仰仗圣明特降一谕使惟才是用勿专论资格庶讷有所遵奉也又臣尝有二事欲以上闻亦缘畏避众口未敢率易昨经犯之后窃意科道之建白多官之集计当有意见与臣同者亦竟未有一及必臣所见偏曲是以不合于众然臣下事君有怀必吐兹亦辄敢具奏伏惟圣明裁察其一曰尊主权臣每见旨意之下内外多不遵奉如勘功罪不惟公私难知而且动至经年之久征钱粮不惟期限屡违而且寂无一字之报禁私馈则潜行于昏夜以售欺劾食肆则聊及于孤寒以寒责敢于抗违明旨是主权未尊也其一曰定国是臣窃见士大夫以虚文巧饰为有才而诚慤者则抵以为拙以怙势作威为风力而敬慎者则笑以为懦以怠安泄杳为得体而动励者则鄙以为俗流以容奸庇恶为长厚而明作者则谤以为生事甚至以谋国为过计以恤民为迂谈以持法为苛刻以秉公为乖僻是国是未定也夫此二者于平时尚能败政況欲有所建立于多事之秋以仰副圣主安内攘外之盛心乎仰惟皇上神圣英断超越千古如臣所云倘有可采亦乞一谕诸司示以赏罚使贤者有所恃以为善不肖者有所畏而不敢为恶庶于政治有补臣冒昧烦扰无任悚𢣷之至”
276. ↑  《周礼》天官冢宰：“惟王建国「注：建立也周公居摄而作六典之职谓之周礼营邑于土中七年致政成王以此礼授之使居雒邑治天下司徒职曰日至之景尺有五寸谓之地中天地之所合也四时之所交也风雨之所会也阴阳之所和也然则百物阜安乃建王国焉【王如字干宝云王天子之号三代所称雒音洛水名也本作洛后汉都洛之阳改为雒景京领反下皆同】」「疏：自此以下至以为民极五句六官之首同此序者以其建国设官为民不异故也王者临统无边故首称惟王明事皆统之于王王既位矣当择吉土以建国为先故次言建国于中辩四方正宫庙之位复体国经野自近及远也于是设官分职助理天工众人取中以为治体列文先后次第应然其实建国之初岂未设官分职也直以作序之意主在设官分职为民极耳故终言之惟王建国者言惟谓若尚书云惟三月之类皆辞不为义建立也惟受命之王乃可立国城于地之中必居地中者【案尚书康诰云惟三月哉生魄周公初基作新大邑于东国洛】【郑注云岐镐之域处五岳之外周公为其于政不均故东行于洛邑合诸侯谋作天子之居据郑此言则文武所居为非地中政教不均故居地中也【案桓二年左氏传云昔武王克商，迁九鼎于洛邑则居洛本是武王之意至成王周公时恐天下为疑更与诸侯谋定之也若然五帝以降尧治平阳舜治安邑唯汤居亳得地中以外皆不得地中而政令均天下治者其时虽不得地中并在五岳之内又以民淳易治故不要在地中以周则不在五岳之内故郑云岐镐处五岳之外也】【注建立至国焉【释曰云周公居摄而作六典之职谓之周礼者】【案礼记明堂位云周公摄政六年制礼作乐颁度量于天下】【又案书传亦云六年制礼作乐所制之礼则此周礼也】【又云而作六典者下文大宰之职掌建邦之六典天官治典地官教典春官礼典夏官政典秋官刑典冬官事典是六典之职也】【又云营邑于土中者即《召诰云王来绍上帝自服于土中是也】【又云七年致政成王者明堂位文必七年者洛诰云诞保文武受命惟七年郑注以文武受命七年而崩周公不敢过其数也】【又云以此礼授之使居雒邑治天下者此郑解周公制礼必兼言建国于洛邑之意【案尚书洛诰云周公曰孺子来相宅乱为四方新辟是使居洛邑也下云惠笃叙无有遘自疾是授以此礼使行之也】【又案书传云一年救乱二年伐殷三年践奄四年建侯卫五年营成周六年制礼作乐七年致政成王】郑用此文则四年封康叔于卫为建侯卫【案康诰云周公初基作新大邑洛谓初为基址之处至五年内营之是以书传云五年营成周成周与王城同时营则五年营洛邑与孔安国为营洛邑封康叔制礼作乐同是摄政七年异又引司徒职曰日至之景尺有五寸谓之地中彼先郑注云土圭之长尺有五寸以夏至之日立八尺之表其景适与土圭等谓之地中今颍川阳城地为然天地之所合者则礼记郊特牲云天地合万物生谓天地配合万物以生是也四时交者则尚书云宅南交孔云夏与春交举一隅若然则秋与夏交冬与春交可知也】】【又云风雨之所会者谓若礼记礼器云风雨时即谓风雨会时也阴阳之所和者谓若昭四年申丰云冬无愆阳夏无伏阴二气和顺也然则百物阜安者阜盛也然犹如是如是于地中得所故百物盛安也乃建王国者于百物盛安之处乃立王国王国则洛邑王城是也郑引此者破贾马之徒建国为诸侯国此六官同序皆云建国岂王国未立先建诸侯国乎明不可也】」辨方正位【辨别也【郑司农云别四方正君臣之位君南面臣北面之属玄谓考工匠人建国水地以县置埶木以县视以景为规识日出之景与日入之景昼参诸日中之景夜考之极星以正朝夕是别四方召诰曰越三日戊申太保朝至于雒卜宅厥既得卜则经营越三日庚戌太保乃以庶殷攻位于雒汭越五日甲寅位成正位谓此定宫庙【辨本亦作辩徐邈刘昌宗皆方免反一音平勉反别彼列反下同县音玄下同埶木鱼列反下同召诰上上诏反下古报反大音泰汭人锐反】】】「疏：谓建国之时辨别也先须视日景以别东西南北四方使有分别也正位者谓四方既有分别又于中正宫室朝廷之位使得正也【注辨别至宫庙【释辨别也此直训不释者司农云别四方义当矣故康成训之也郑司农者郑众字仲师但周礼之内郑康成所存注者有三家司农之外又有杜子春郑大夫者郑少赣二郑皆康成之先故言官不言名字杜子春非己宗故指其名也】【司农云正君臣之位君南面臣北面之属者【案易纬乾凿度云不易者天在上地在下君南面臣北面父坐子伏】】司农据而言焉玄谓者大略一部之内郑玄若在司农诸家上注者是玄注可知悉不言玄谓在诸家下注者即称玄谓以别诸家又在诸家前注者是诸家不释者也又在诸家下注者或增成诸家义则此司农云别四方于文不足引考工记以证之是也或有破诸家者则此司农正位谓正君臣面位引召诰为宫室朝廷之位破之是也考工匠人建国水地以县者谓水平之法在地曰埶木以绳县于埶木上然后从傍以水望县即知地之高下而平之也【又云置埶木以县者既平得地欲正其东西南北之时先于中置一埶木恐埶木下不正先以县正之埶木正乃视以景景谓于埶木端自日出画之以至日入即得景为规识之】故云为规识日出之景与日入之景】规之交处即东西正也又于两交之间中屈之指埶木又知南北正也仍恐不审昼参诸日中之景夜考诸北极之星以正朝夕乃审矣引召诰以下者【案召诰惟太保先周公相宅越若来三月惟丙午朏越三日戊申太保朝至于洛汭卜宅】此言越三日戊申者从三月丙午朏朏明生之名月三日也则越三日戊申月五日召公至洛汭也【又云越三日庚戌太保乃以庶殷攻位于洛汭】月七日也越五日甲寅位成月十一日也皆通本数之也宫室朝廷之位皆成也引之者证正位谓此宫室位破司农为君臣父子之位以其国家草创下论体国经野理应先定宫庙室位岂有宫庙等位未成先正君臣面位乎又与匠人建国次第不合故郑依匠人之次及召诰之文为定宫室之位【案左氏庄公传云水昏正而栽】知是十月始兴土功今于三月为洛邑者左传用十月是寻常法今建王城远述先君之志是兴作大事不可以常法难之也」体国经野「体犹分也经谓为之里数【郑司农云营国方九里国中九经九纬左祖右社面朝后市野则九夫为井四井为邑之属是也【体郑云体犹分也】干宝云体形体【朝直遥反】】」「疏：释曰体犹分也国谓城中也分国城之中为九经九纬左祖右社之属经谓为之里数此野谓二百里以外三等采地之中有井田之法九夫为井井方一里之等是也【注体犹至是也】【释曰言体犹分者谓若人之手足分为四体得为分也经谓为之里数者此据野中而有井方一里之等故经为里数解之】司农云营国方九里已下并冬官考工记匠人文彼云营国方九里旁三门旁谓四方方三门则王城十二门门有三道三三而九则九道南北之道谓之经东西之道谓之纬经纬之道皆九轨【又云左祖右社者此据中门外之左右宗庙是阳故在左社稷是阴故在右面朝后市者三朝皆是君臣治政之处阳故在前三市皆是贪利行刑之处阴故在后也】【又言野则九夫为井此是地官小司徒职文】彼云乃井牧其田野九夫为井四井为邑四邑为丘四丘为甸四甸为县四县为都也井方一里邑方二里丘方四里甸方八里县方十六溃都方三十二里引彼文略故云之属兼之也【案载师职云家邑任稍地小都任县地大都任畺地】是畿内乡遂及四等公邑皆为沟洫法无此方里为并之事家邑小都大都三等采地乃有方里为井之属但郊外曰野大总言耳散文国外则曰野故乡大夫职云国中七尺野自六尺是城外则经中野对国言之谓国外则曰野但郑据小司徒成文而言」设官分职「郑司农云置冢宰司徒宗伯司马司寇司空各有所职而百事举」「疏：释曰既体国经野此须立官以治民故云设官分职也【注郑司农至事举】释曰此谓设天地四时之官即六卿也既有其官须有司职故云各有所职职谓主也天官主治地官主教春官主礼夏官主政秋官主刑冬官主事六官官各六十则合有三百六十官官各有主故云百事举」以为民极「【极中也】令天下之人各得其中不失其所【令力呈反】」「疏：释曰百人无主不散则乱是以立君治之君不独治也又当立臣为辅【极中也】言设官分职者以治民令民得其中正使不失其所故也【【注极中也至其所】释曰极中也尔雅文【案尚书洪范云皇建其有极惟时厥庶民于汝极谓皇建其有中之道庶民于之取中于下人各得其中不失所也】】」乃立天官冢宰，使帅其属而掌邦治，以佐王均邦国。「掌主也邦治王所以治邦国也佐犹助也郑司农云邦治谓总六官之职也故大宰职曰掌建邦之六典以佐王治邦国六官皆总属于冢宰故论语曰君薨百官总己以听于冢宰言冢宰于百官无所不主尔雅曰冢大也冢宰大宰也【郑云宰主也】【干云济其清浊和其刚柔而纳之中和曰宰【治直吏反注邦治下治官皆同大宰音泰注及后放此】】」「疏：释曰六官皆云乃立者【以作序之由本序设官之意故先云以为民极次云所设之官故皆云乃立腾上起下之辞也】天官冢宰者【据下注而言则此言冢宰者据总摄六职若据当职则称大宰也】使帅其属【案小宰六属而言则此属唯指六十官之属也】掌邦治者【【掌主也】言主治则兼六官以其五官虽有教礼政刑事不同皆是治法也】云佐王均邦国者【以大宰掌均节财用故也周礼以邦国连言者据诸侯也单言邦单言国者多据王国也然不言均王国而言均邦国者王之冢宰若言王国恐不兼诸侯今言邦国则举外可以包内也【注掌主至宰也】】释曰玄云邦治王所以治邦国也者此即司农所引大宰职佐王治邦国一也但司农虽引之不指释此经邦治故玄就足之司农引论语者欲见天子冢宰兼百官之义言百则三百六十一也且论语言君薨据诸侯言冢宰百官据天子互言之者欲见天子诸侯君死世子居丧使大臣听政同也冢宰大宰者言不异人也」”
277. ↑  《明史》志第四十八：“尚书掌天下官吏选授封勋考课之政令以甄别人才赞天子治盖古冢宰之职视五部为特重”
278. ↑  《明实录》世宗实录·卷五二三：“甲申上谕大学士徐阶等曰今人臣中欺谤者不无而外官贪肆为尤甚国民苦悉此辈所为祖宗法度视为眇耳此本在冢宰力行阶等以示吏部尚书严讷讷奏今为国守土而于民为最亲者莫切于守令若守令忠廉则国与民两受其福贪肆则两受其害诚不可不辨也大抵人臣忠则诚心报国而守法恒谨故克励于廉肆则放心为利而视法恒轻故敢行其贪贪廉之间可验忠肆忠肆之判寔系理忽近者藩臬有司率不能体皇上为国为民之心或赃罚纸赎之隐匿或拆乾长例之滥收或羡余火耗之侵渔或里甲夫马之克落或科派劝借之横加或寿仪节礼之概受或广市土产以结欢于要势或极腆供亿以善事乎上官淫刑以残伤逞诈以笼络潜贿以枉法假公以济私有臣如此国安得不亏民安得不苦皇上洞见弊源欲申明祖宗法度而命臣等以力行臣等敢不奉诏请行各抚按官不待复命即将所属贪肆有迹者以名闻听本部分别处治臣等又惟人不易知知人不易万一有力者行其苞苴有挟者凭于城社有智者巧设机械善于弥缝如此大奸反得漏网而惟悃愊孤寒之辈乃輙及之明有国典幽有天道不可欺也仍乞皇上亲降德音责以虗心秉公博访细察必使可去者无不去所去者果可去上以为国下以为民而一无所私为焉如臣等及抚按但有所私听两京科道官从实紏之入得旨藩臬有司贪肆者如议行抚按官从公劾奏如有不当尔部中及都察院科道官即行参治其抚按官仍令督率守巡遍历郡邑稽查奸弊修举职务如敢玩逸一体参劾尔等推升选用务秉至公以体朕保国为民至意”
279. ↑  《明会要》卷三十一：“四十二年严讷为吏部尚书舆朝士约有事白于朝房毋谒私邸慎择曹郎务抑奔竞振淹滞又以资格太拘人才不能尽仿先朝三途并用法州县吏政绩异者破格超擢铨政一新尝语人曰铨臣与辅臣必同心乃有济吾掌铨二年适华亭当国事无阻且所任选郎贤举无失人华亭谓徐阶选郎则陆光祖也”
280. ↑  《明史》列传第一百九·陈瓒：“迁左给事中劾文选郎南轩请录建言废斥者帝震怒杖六十除名”
281. ↑  《国榷》卷六十四：“刑科左给事中陈瓒请斥遗奸采遗贤遗奸为文选郎中南轩遗贤谓在告诸臣部覆轩悮则有之贼则否上调轩责瓒欺扰杖六十削籍”
282. ↑  《名山藏》卷七十九·徐阶：“阶累进兼建极殿大学士”
283. ↑  《明实录》世宗实录·卷五百四十：“南道御史林润奏臣巡视上江备访江洋盗贼多入逃军罗龙文严世蕃之家龙大卜筑深山中乘轩衣蟒有负险不臣之志而世蕃自罪谪之后愈肆XX儿顽日夜与龙文诽谤时政动摇人心近者假治第而聚众至四千馀人道路讻讻咸谓变且不测乞早正刑章以绝祸本入诏以世蕃龙文即付润逮捕至京问”
284. ↑  《名山藏》卷七十九·徐阶：“四十三年当考十五年满逡巡未敢请上知之赐金币羊钞珍馔法酒特进上柱国录一子尚宝司丞赐敕褒谕宴礼部给三代诰命力辞上柱国及部宴再予金币前是阶以例乞骸上谓阶卿自拟留旨不可何不令炜代我言阶言炜拟留臣知之即臣拟也上手答卿念在邦民诚图宁固辅首居正宜赞不逮罔弃是思上赐阶玉带以白金一锭为制资择赐蟒衣”
285. ↑  《明实录》世宗实录·卷五四四：“辛酉御史林润逮严世蕃罗龙文至京仍列世蕃居卿奢僭淫虐诸不法状甚具诏下法司讯状刑部尚书黄光升等乃总挈润前后奏词成狱谳之言世蕃负性悖逆横恣不道生死朝廷之威刑乃敢假之以恐喝于外爵赏国家之名器乃敢鬻之以敛货于己自中外百司以及九边文武大小将吏岁时致馈名曰问安凡勘报功罪以修筑城墉必先科克银两多则钜万少亦不下数千纳世蕃所名曰买命每遇大选急选推升行取等项輙偏索重货择地拣官巨细不遗名曰讲缺及已升官履任即搜索库藏剥削小民金帛珍玩惟所供送名曰谢礼甚者户部解发各边银两大半归之世蕃或未出都而中分或已抵境而还送以致士风大坏边事日非帑藏空虚闾阎凋瘁贻国家祸害迄今数岁未复曩羊逆贼汪直勾倭内讧罪不在宥直徽人与罗龙文姻旧遂行十万金世蕃所拟为受官凶藩典楧阴冀非分世蕃纳其重赂公为护持向非圣神威断或徏或诛雷霆不测几致纵贼殃民贻忧宗社江西南昌仓场一省积贮所系世蕃惑于医官彭孔邪谋谋其地乘王气遂拆毁廒廨建府第其中重墉九区规制拟于王者又以杨州财薮地当南北之冲创造违式第宅纵家奴严冬在彼管业侵占民产网夺利诸所专擅僭越淫佚凶忍之事擢发难数升下曲赦其死谪充雷州卫军不思引咎感恩乃怏怏怀怨望安居分宜足迹不一至戍所龙文亦自浔州卫逃归相与谩言诅咒构煽狂谋招集四方亡命奸盗及一切妖言幻术天文左道之徒至四千馀人以治宅为名阴延谙晓兵法之人训习操练厚结剌客十馀人专令报仇杀人慑制众口至于畜餋奸人细作无虑百数出入京城往来道路络绎不绝龙文亦招集王直通倭馀党五百馀人谋与世蕃外投日本其先所发遣世蕃班头牛信亦自山海卫弃五北走拟诱致北虏南北向应世蕃子诏庭以带俸锦衣在京窝隐前项刺客细作朝夕词伺其父严嵩溺爱蔑法留世蕃原籍乃敢崇饰伪辞奏祈释戍欺罔不忠莫此为甚按世蕃所坐死罪非一而望诽上尤为不道请同龙文比拟子骂父律处斩世蕃量追赃银二百万两龙文二十万两所侵南昌仓地仍没入官杨州第宅责令彼处官司变卖价银解部其间强占民间田产给还原主其子侄通籍在官者逆种恶流法当削夺逆党彭孔等侵匿科索等赃及朋谋亡叛等情与其豪奴严珍一等窝藏强盗阴餋侠客霸夺人妻女房产田土等事宜悉下江西抚按严提重究狱上 上曰此逆贼非常尔等皆不研究只以润说一过何以示天下后世其会都察院大理寺锦衣卫从公鞫讯具以实闻于是光升等复勘实其交通倭虏潜谋叛逆具有显证前拟未尽其辜请亟正典刑以泄天下之愤得旨既会问得实世蕃龙文即时处斩所盗用官银财货家产令各按臣严拘二犯亲丁尽数追没入官”
286. ↑  《明史》列传第一九六·严嵩：“御史林润尝劾懋卿惧相报因与谏臣谋发其罪且及冤杀杨继盛沈练状世蕃喜谓其党曰无恐狱且解法司黄光升等以谳词白徐阶阶曰诸公欲生之乎佥曰必欲死之曰若是适所以生之也夫杨沈之狱嵩皆巧取上旨今显及之是彰上过也必如是诸君且不测严公子骑款段出都门矣为手削其草独按龙文与汪直姻旧为交通贿世蕃乞官世蕃用彭孔言以南昌仓地有王气取以治第制拟王者又结宗人典楧阴伺非常多聚亡命龙文又招直馀党五百人谋为世蕃外投日本先所发遣世蕃班头牛信亦自山海卫弃伍北走诱致外兵共相响应即日令光升等疾书奏之世蕃闻诧曰死矣遂斩于市籍其家”
287. ↑  《明史纪事本末》卷五十四：“疏入帝怒诏下法司讯状世蕃犹抵掌曰任他燎原火自有倒海水已而聚其党窃议自谓贿字自不可掩然非上所深恶聚众以通倭之说得讽言官使削去而故填杨沈下狱为词则上必激而怒上怒可脱也谋既定乃令其党扬言之刑部尚书黄光升左都御史张永明大理寺卿张守直亦以为然依其言具稿诣徐阶议之阶固已豫知姑问稿安在吏出怀中以进阅毕曰法家断案良佳延入内庭屏左右语曰诸君子谓严公子当死乎生乎曰死不足赎然则此案将杀之乎生之乎曰用杨沈正欲抵死阶徐曰别自有说杨沈事诚犯天下公恶然杨以计中上所讳取特旨沈暗入招中取泛旨上英明岂肯自引为过一入览疑法司借严氏归过于上必震怒在事者皆不免严公子骑款段出都门矣众愕然请更议曰稍迟事且泄从中败事者必多事且变今当以原疏为主而阐发聚众本谋以试上意然须大司寇执笔谢不敢当群以让阶阶乃出一副于䄂中曰拟议久矣诸公以为何如皆唯唯因曰前嘱携印及写本吏同至宁忘之乎皆曰已至即呼入扃户令疾书用印封识而世蕃不知也窃自喜计行谓龙文曰诸人欲以尔我偿杨沈命奈何龙文不应执其手耳语曰且鬯饮不十日释缧绁善归上因此念吾父别有恩命未可知虽然先取徐阶首当无今日吾父养恶故至此今且归矣用前计未晚谁谓阿侬智者龙文喜问故曰第俟之已而阶改疏上但言其通贿僭侈状且曰逆贼汪直徽州人与罗龙文姻旧遂投金十万于世蕃拟为授官凶藩典瑛阴冀非常世蕃纳其贿为互持向非圣神威断或徙或诛则贻忧宗社矣世蕃罪擢发难数陛下曲赦其死谪戍边卫不思引咎辄自逃归罗龙文招集王直余党谋与世蕃外投日本世蕃班头牛信者径自山海弃伍北走拟诱至北寇相为响应臣按世蕃所坐死罪非一而觖望排上尤为不道罪死不赦上览疏曰此逆情非常尔等第述润疏一过何以示天下其会都察院大理寺锦衣卫鞫讯具实以闻命下阶䄂之出长安门法司官具集阶略问数语速至私第具疏以闻世蕃虽善探亦不得知也疏中极言事已勘实其交通倭寇潜谋叛逆具有显证请亟正典刑以泄神人之愤上从之命斩世蕃龙文于市”
288. ↑  《明史》列传第一百一·徐阶：“方士胡大顺等劝帝饵金丹阶力陈其矫诬状大顺等寻伏法”
289. ↑  《明实录》世宗实录·卷五一七：“初大学士徐阶以内阁缺人请补上令廷推之阶以为未可至是上问阶曰同官可增谁堪其任阶曰知臣莫若君臣不敢妄对上曰君知臣惟尧舜与我太祖耳知之真乃用之当若昨嵩朕所自简而不才至此此官虽无相名实有相职相必君择古之正理廷推固非道但后世宫生之主不知人马阶曰尧用四后乃加放殛太祖用李善长胡惟庸后乃以罪诛皇上始知嵩之才而用之后因其听子贪纵而斥遣之皆大圣人之事无损于明上曰卿言四惟庸之类非尧太祖不知臣者由彼不终慎也尧为圣帝太祖夫何事不知然且如此后世宫生内长一事不知者安可及其万一能无误任耶嵩罪非听子乃故纵之害国戕民焉”
290. ↑  《名山藏》卷七十九·徐阶：“上欲增阁臣一人问谁可阶对知臣莫若君在陛下上曰知臣之君有尧舜太祖而巳嵩我简任乃至此阶对陛下用嵩非不当才末路骄怠过听子上恩耳昔尧于四凶太祖于善长惟庸皆始用终诛陛下无损于明上曰尧圣人首太祖艰难兴天下犹然遭此后世之君宫生内长又乌能知之阶对自古人心难测盖有大奸似忠大诈似信者知人所以难也故圣帝明王不下堂周天下惟在广听纳广听纳惟在有言必察有言必察则深情隐慝无所逃奸”
291. ↑  《明史》列传第一百一·徐阶：“袁炜以疾归道卒阶独当国屡请增阁臣且乞骸骨乃命严讷李春芳入阁而待阶益隆”
292. ↑  《世经堂集》卷三·答补阁臣谕一：“臣惟阁臣地亲任重祖宗时每用四三员盖本不欲权有所专而阁中先臣每事皆相商榷亦无敢专者自夏某暴狠人莫敢犯继以嵩受制逆子欲便其私于是事皆独断而权始有所专矣今皇上有意复成祖之制诚乃揽乾纲”
293. ↑  《万历野获编》卷十九·六科廓章奏：“嘉靖乙丑春千步廓毁于火先朝所贮疏稿底本俱成煨烬时上意恨惜以问辅臣徐阶他日修史何所凭为张本阶跪对曰此皆积年堆弃残帙各卫门紧要章奏及四夷番文共十三万二千馀本俱贮六科廓内况有成案可查此等无用故纸正合付一炬上始悦意解按此时去弘正间未远若加搜括尚可绪存一二乃逢迎意旨曲说解嘲真所谓以顺为正也今六科所贮本稿往往被人借出不还他日恐遂如文渊阁书矣”
294. ↑  《明实录》世宗实录·卷五五五：“上谕大学士徐阶曰朕病十四月矣不见全复兹就大志成一南视承天拜亲陵取药服气此原受生之地必奏功诸王不必朝迎从官免朝用卧辇至七月还京”
295. ↑  《明实录》世宗实录·卷五五五：“阶奏圣躬既月久未平正宜加意就摄若复远涉长途不惟失崇护之道亦非所以上慰二圣之心所用药品只须谕抚按官取进为便”
296. ↑  《明实录》世宗实录·卷五五五：“上曰朕取龙飞等殿图一看远近谣传南幸已旬馀顺天之佑一行我必万康先理途居为要”
297. ↑  《明实录》世宗实录·卷五五五：“阶曰臣昨奉谕不敢仰赞者为第一圣躬计第二为国计盖己亥迄今二十七矣皇上自度精力何如彼时岂禁长途劳顿圣躬天佑亦岂必侍远行而后臻万康之庆也己亥之前边境无事彼时尚命大臣行边及增京城并居庸等处守备令边境多虞兵马积弱而大飞远狩根本空虚万一狡逆窃发圣驾在外能无惊扰此其可大虑者伏乞深留圣恩毋致轻举以贻后悔”
298. ↑  《明实录》世宗实录·卷五五五：“于是上乃罢南幸之议犹时念郢中不置云”
299. ↑  《明史》列传第一百一·徐阶：“帝病甚忽欲幸兴都阶力争乃止”
300. ↑  《新郑县志》卷四·郭正域：明太师高文襄公墓志铭：“丙寅进兼文渊阁大学士参预机务未几召入直赐直房食用乘马时分御膳畀之阁臣入直西苑自世皇中年始有事在直无事在阁世皇谕阁臣曰阁中政本可轮一人往徐文贞竟不往曰不能离陛下也公正色问文贞曰公老臣当直可矣不才与李郭二公愿日轮一人诣阁中习故事文贞拂然不乐”
301. ↑  《明史》列传第一一四：“时世宗享国日久不亲朝深居西苑专意斋醮督抚大吏争上符瑞礼官辄表贺廷臣自杨最杨爵得罪后无敢言时政者四十五年二月瑞独上疏曰臣闻君者天下臣民万物之主也其任至重欲称其任亦惟以责寄臣工使尽言而已臣请披沥肝胆为陛下陈之昔汉文帝贤主也贾谊犹痛哭流涕而言非苛责也以文帝性仁而近柔虽有及民之美将不免于怠废此谊所大虑也陛下天资英断过汉文远甚然文帝能充其仁恕之性节用爱人使天下贯朽粟陈几致刑措陛下则锐精未久妄念牵之而去反刚明之质而误用之至谓遐举可得一意修真竭民脂膏滥兴土木二十馀年不视朝法纪弛矣数年推广事例名器滥矣二王不相见人以为薄于父子以猜疑诽谤戮辱臣下人以为薄于君臣乐西苑而不返人以为薄于夫妇吏贪官横民不聊生水旱无时盗贼滋炽陛下试思今日天下为何如乎迩者严嵩罢相世蕃极刑一时差快人意然嵩罢之后犹嵩未相之前而已世非甚清明也不及汉文帝远甚盖天下之人不直陛下久矣古者人君有过赖臣工匡弼今乃修斋建醮相率进香仙桃天药同辞表贺建宫筑室则将作竭力经营购香市宝则度支差求四出陛下误举之而诸臣误顺之无一人肯为陛下正言者谀之甚也然愧心馁气退有后言欺君之罪何如夫天下者陛下之家人未有不顾其家者内外臣工皆所以奠陛下之家而磐石之者也一意修真是陛下之心惑过于苛断是陛下之情偏而谓陛下不顾其家人情乎诸臣徇私废公得一官多以欺败多以不事事败实有不足当陛下意者其不然者君心臣心偶不相值也而遂谓陛下厌薄臣工是以拒谏执一二之不当疑千百之皆然陷陛下于过举而恬不知怪诸臣之罪大矣记曰上人疑则百姓惑下难知则君长劳此之谓也且陛下之误多矣其大端在于斋醮斋醮所以求长生也自古圣贤垂训修身立命曰顺受其正矣未闻有所谓长生之说尧舜禹汤文武圣之盛也未能久世下之亦未见方外士自汉唐宋至今存者陛下受术于陶仲文以师称之仲文则既死矣彼不长生而陛下何独求之至于仙桃天药怪妄尤甚昔宋真宗得天书于乾佑山孙奭曰天何言哉岂有书也桃必采而后得药必制而后成今无故获此二物是有足而行耶曰天赐者有手执而付之耶此左右奸人造为妄诞以欺陛下而陛下误信之以为实然过矣陛下将谓悬刑赏以督责臣下则分理有人天下无不可治而修真为无害已乎太甲曰有言逆于汝心必求诸道有言逊于汝志必求诸非道用人而必欲其唯言莫违此陛下之计左也既观严嵩有一不顺陛下者乎昔为同心今为戮首矣梁材守道守官陛下以为逆者也历任有声官户部者至今首称之然诸臣宁为嵩之顺不为材之逆得非有以窥陛下之微而潜为趋避乎即陛下亦何利于是陛下诚知斋斋无益一旦翻然悔悟日御正朝与宰相侍从言官讲求天下利害洗数十年之积误置身于尧舜禹汤文武之间使诸臣亦得自洗数十年阿君之耻置其身于皋夔伊傅之列天下何忧不治万事何忧不理此在陛下一振作间而已释此不为而切切于轻举度世敝精劳神以求之于系风捕影茫然不可知之域臣见劳苦终身而终于无所成也今大臣持禄而好谀小臣畏罪而结舌臣不胜愤恨是以冒死愿尽区区惟陛下垂听焉”
302. ↑  《海忠介公集》卷一·治安疏：“户部云南清吏司主事臣海瑞谨奏为直言天下第一事以正君道明臣职求万世治安事君者天下臣民万物之主也惟其为天下臣民万物之主责任至重凡民生利瘼一有所不闻将一有所不得知而行其任为不称是故事君之道宜无不备而以其责寄臣工使尽言焉臣工尽言而君道斯称矣昔之务为容悦谀顺曲从致使实祸蔽塞主不上闻焉无足言矣过为计者则又曰君子危明主忧治世夫世则治矣以不治忧之主则明矣以不明危之毋乃使之反求眩瞀失趋舍矣乎非通论也臣受国恩厚矣请执有犯无隐之义美曰美不一毫虚美过曰过不一毫讳过不为悦不过计披肝胆为陛下言之汉贾谊陈政事于文帝曰进言者皆曰天下巳安巳治矣臣独以为未也曰安且治者非愚则谀夫文帝汉贤君也贾谊非苛责备也文帝性仁类柔慈恕恭俭虽有近民之美优游退逊尚多怠废之政不究其弊所不免槩以安且治当之愚也不究其才所不能槩以安且治颂之谀也陛下自视于汉文帝何如陛下天质英断睿识绝人可为尧舜可为禹汤文武下之如汉宣帝之励精光武之大度唐太宗之英武无敌宪宗之志平僭乱宋仁宗之仁恕举一节可取者陛下优为之即位初年刬除积弊焕然与天下更始举其畧如箴敬一以养心定冠履以辩分除圣贤土木之像夺宦官内外之权元世祖毁不与祀祀孔子推及所生天下忻忻然以大有作为仰之识者谓辅相得人太平指日可期也非虚语也高汉文帝远甚然文帝能充其仁顺之性节用爱人吕祖谦称其能尽人之才力诚是也一时天下虽未可尽以治安予之而贯朽粟陈民少康阜三代下称贤君焉陛下则锐精未久妄念牵之而去矣反刚明而错用之谓遥兴可得而一意玄修富有四海不曰民之脂膏在是也而侈兴土木二十馀年不视朝纲纪弛矣数行推广事例名爵滥矣二王不相见人以为薄以父子以猜疑诽谤戮辱臣下人以为薄于君臣乐西苑而不返宫人以为薄于夫妇天下吏贪将弱民不聊生水旱靡时盗贼滋炽自陛下登极初年亦有之而未甚也今赋役增常万方则效陛下破产礼佛日甚室如悬磬十馀年来极矣天下因即陛下改元之号而亿之曰嘉靖者言家家皆净而无财用也迩者严嵩罢黜世蕃极刑差快人意一时称清时焉然严嵩罢相之后犹之严嵩未相之先而巳非大清明世界也不及汉文帝远甚天下之人不直陛下久矣内外臣工之所知也知之不可谓愚诗云衮职有阙惟仲山甫补之今日所赖以弼棐匡救格非而归之正诸臣责也夫以圣人而绝无过举哉古昔设官亮采惠畴足矣不必责之以谏保氏掌谏王恶不必设也木绳金砺圣贤不必言之也乃醮修相率进香天桃天药相率表贺兴宫室工部极力经营取香觅宝户部差求四出陛下误举诸臣误顺无一人为陛下一正言焉都俞吁咈之风陈善闭邪之义邈无闻矣谀之甚也然愧心馁气退有后言以从陛下昧没本心以歌颂陛下欺君之罪何如夫天下者陛下之家也人未有不顾其家者内外臣工其官守其言责皆所以奖陛下之家而盘石之也一意玄修是陛下心之惑也过于苛断是陛下情之偏也而谓陛下不顾其家人情乎诸臣顾身念重得一官多以欺败赃败不事事败有不足以当陛下之心者其不然者君心臣心偶不相值也遂谓陛下为贱薄臣工诸臣正心之学微所言或不免已私或失详审诚如胡寅挠乱政事之说有不足以当陛下之心者其不然者君意臣言偶不相值也遂谓陛下为是已拒谏执陛下一二事不当之形迹亿陛下千百事之尽然陷陛下误终不复诸臣欺君之罪大矣记曰上人疑则百姓惑下难知则君长劳今日之谓也为身家心与惧心合臣职不明臣一二事形迹说既为诸臣解之矣求长生心与惑心合有辞于臣君道不正臣请再为陛下开之陛下之误多矣大端在修醮修醮所以求长生也自古圣贤止说修身立命止说顺受其正盖天地赋予于人而为性命者此尽之矣尧舜禹汤文武之君圣之盛也未能久世不终下之亦未见方外士汉唐宋存至今日使陛下得以访其术者陶仲文陛下以师呼之仲文则既死矣仲文不能长生而陛下独何求之至谓天赐仙桃药丸恠妄尤甚昔伏羲氏王天下龙马出河因则其文以画八卦禹治水时神龟负文而列于背因而第之以成九畴河图洛书实有此瑞物泄此万古不传之秘天不爱道而显之圣人藉圣人以开示天下犹之日月星辰之布列而历数成焉非虚妄事也宋真宗获天书于乾佑山孙奭进曰天何言哉岂有书也桃言采而得药人工捣合以成者也无因而至桃药有足行耶天赐之者有手执而付之耶陛下玄修多年矣一无所得至今日左右奸人逆陛下悬思妄念区区桃药中之长生理之所无而玄修之无益可知矣陛下又将谓悬刑赏以督率臣下分理有人天下无不可治而玄修无害矣乎夫人幼而学无致君泽民异事之学壮而行亦无致君泽民殊用之心太甲曰有言逆于汝心必求诸道有言逊于汝志必求诸非道言顺者之未必为道也即近事观严嵩有一不顺陛下者乎昔为贪窃今为逆本梁材守官守道陛下以为逆者也历任有声官户部者至今首称之虽近日严嵩抄没百官有惕心焉无用于积贿求迁稍自洗涤然严嵩罢相之后犹严嵩未相之先而巳诸臣为严嵩之顺不为梁材之执今甚者贪求未甚者挨日见称于人者亦廊庙山林交战热中鹘突依违苟举故事洁已格物任天下重使社稷灵长终必赖之者未见其人焉得非有所牵掣其心未能纯然精白使然乎陛下欲诸臣惟予行而莫逆也而责之效忠付之以翼为明听也又欲其顺吾玄修土木之误是股肱耳目不为腹心卫也而自为视听持行之用有臣如仪衍焉可以成得志与民由之之业乎无是理也陛下诚知玄修无益臣之改行民之效尤天下之不安不治由之飜然悔悟日视正朝与宰辅九卿侍从言官讲求天下利害洗数十年君道之误置其身于尧舜禹汤文武之上使其臣亦得洗数十年阿君之耻置身与皋夔伊传相后先明良喜起都俞吁咈内之宦官宫妾外之光禄寺厨役锦衣卫恩荫诸衙门带俸举凡无事而官亦多矣上之内仓内库下之户工部光禄寺诸厂藏叚绢粮料珠宝器用木材诸物多而积于无用用之非所宜用亦多矣诸臣必有为陛下言者诸臣言之陛下行之此则在陛下一节省间而巳京师之一金田野之百金也一节省而国有馀用民有盖藏不知其几也而陛下何不为之官有职掌先年职守之正职守之全而未之行今日职守之废职守之苟且因循不认真不尽法而自以为是敦本行以端士习止上纳以清仕途久任吏将以责成功练选军士以免召募驱缁黄游食使归四民责府州县兼举富教使成礼俗复屯盐本色以裕边储均田赋丁差以蘓困敝举天下官之侵渔将之怯懦吏之为奸刑之无少姑息焉必世之仁慱厚高明悠远之业诸臣必有为陛下言者诸臣言之陛下行之此则在陛下一振作间而已一振作而百废具举百弊刬绝唐虞三代之治粲然复兴矣而陛下何不为之节省之振作之又非有所劳于陛下也九卿总其纲百职分其绪抚按科道紏率肃清于其间陛下持大纲稽治要而责成焉劳于求贤逸于任用如天运于上而四时六气各得其序恭巳无为之道也天地万物为一体固有之性也民物熙浃熏为太和而陛下性分中有真乐矣可以赞天地之化育则可以与天地参道与天通命由我立而陛下性分中有真寿矣此理之所有可旋至而立有效者也若夫服食不终之药遥兴轻举理之所无者也理所无而切切然散爵禄竦精神玄修求之悬思凿想系风捕影终其身如斯而已矣求之其可得乎君道不正臣职不明此天下第一事也于此不言更复何言大臣持禄而外为谀小臣畏罪而面为顺陛下诚有不得知而改之行之者臣每恨焉是以昧死竭卷卷为陛下一言之一反情易向之间而天下之治与不治民物之安与不安于焉决焉伏惟陛下留神宗社幸甚天下幸甚”
303. ↑  《弇州山人续稿》卷一三六·徐文贞公行状：“上恚甚逮至诏狱欲杀之且谕公于南都理别殿栖止以避瑞”
304. ↑  《明史》列传第一一四·海瑞：“帝得疏大怒抵之地顾左右曰趣执之无使得遁宦官黄锦在侧曰此人素有痴名闻其上疏时自知触忤当死市一棺诀妻子待罪于朝僮仆亦奔散无留者是不遁也帝默然少顷复取读之日再三为感动太息留中者数月尝曰此人可方比干第朕非纣耳会帝有疾烦懑不乐召阁臣徐阶议内禅因曰海瑞言俱是朕今病久安能视事又曰朕不自谨惜致此疾困使朕能出御便殿岂受此人诟詈耶遂逮瑞下诏狱究主使者”
305. ↑  《弇州山人续稿》卷一三六·徐文贞公行状：“公谓主圣则臣直瑞固戆然不过仰恃圣明在上沽一直谏名耳杀之则成其名容之则亦见圣德之广上始抵公疏地已徐取读之已又取海君疏读之得毋死”
306. ↑  《明史》列传第一百一·徐阶：“户部主事海瑞极陈帝失帝恚甚欲即杀之阶力救得系”
307. ↑  《明实录》世宗实录·卷五六一：“丁亥荫大学士徐阶子瑛为中书舍人以三十三年诸边奏捷加恩也”
308. ↑  《明史》列传第一百一·高拱：“阶草遗诏独与居正计拱心弥不平”
309. ↑  《明史》列传第一百一·徐阶：“同列高拱郭朴以阶不与共谋不乐朴曰徐公谤先帝可斩也”
310. ↑  《明通鉴》卷六十三·纪六十三·世宗肃皇帝：“而同列高拱郭朴以阶不与共谋不悦朴曰徐公谤先帝可斩也”
311. ↑  《世经堂集》卷五·拟遗诏：“朕以宗人入继大统获奉宗庙四十五年深惟享国久长累朝未有乃兹弗起夫複何恨但念朕远奉列圣之家法近承皇考之身教一念惓惓本惟敬天勤民是务祗缘多病过求长生遂致奸人乘机诳惑祷祠日举土木岁兴郊庙之祀不亲朝讲之仪久废既违成宪亦负初心迩者天启朕衷方图改彻而据婴痰疾补过无由每一追思惟增愧恨盖愆成羙端仗后贤皇子裕至仁孝天植睿智夙成宜上遵祖训下顺群情即皇帝位勉修令德勿遇毁伤丧礼依旧制以日易月二十七日释服祭用素馐毋禁民间音乐嫁娶宗室亲郡王藩屏为重不可擅离封域各处总督镇巡三司官地方攸系不可擅去职守闻丧之日各止于本处朝夕哭临三日进香差官代行卫所府州县并土官俱免进香郊社之礼及朕祔葬祔飨各稽祖宗旧典斟酌改正自即位至今建言得罪诸臣存者召用殁者恤录见监者即先释放复职方士人等查照情罪各正刑章斋蘸工作采买等项不经劳民之事悉皆停止于戏子以继志述事并善为孝臣以将顺匡救两尽为忠尚体至怀用钦未命诏告天下咸使知闻”
312. ↑  《明史》列传第一百一·徐阶：“阶草遗诏凡斋醮土木珠宝织作悉罢大礼大狱言事得罪诸臣悉牵复之诏下朝野号恸感激比之杨廷和所拟登极诏书为世宗始终盛事云”
313. ↑  《明通鉴》卷六十三·纪六十三·世宗肃皇帝：“大学士徐阶之草遗诏也一时朝野闻之皆号痛感激比之杨廷和所拟登极诏书为先帝始终盛事”
314. ↑  《名山藏》卷七十九·徐阶：“阶草遗诏诣奏裕邸报可施行传诏之日父老涕泣号恸比于轮台之悔葢阶念上英断类高皇帝独晚节斋醮织作不巳先后言事诸臣久得罪欲自登极诏书发之不能无疑于改父而于上克终之德未光饮泣具草以奏人追举故相杨廷和所草嘉靖登极诏为世宗正始正终之美云”
315. 1 2  见，姜得成：《徐阶与嘉隆政治》
316. ↑  《世经堂集》卷五·拟登极诏：“惟我祖宗圣圣相承至治鸿功超越千古暨我 皇考大行皇帝以经文纬武之德建安内攘外之勋增光 先朝垂庇后世方幸永赖遽尔上宾特厪凭几之言属以神器之重朕茕茕在疚本不忍闻而文武群臣下及耆老军民合词劝进至于再三辞拒弗获乃遵遗诏以是月二十六日祗告天地宗庙社稷即皇帝位以明年为隆庆元年仰惟末命之昭垂深望继述之兼善俛焉自省岂所能胜然而先志不可不成圣训不敢不奉是用推类以尽义通变以宜时期衍旧恩遹弘新化所有合行事宜条列于后郊社等礼及祔葬祔享遵奉遗诏各稽祖宗旧典斟酌改正礼部会官查议旧礼某项当复新礼某项当罢某礼当行于某处某礼当举于某时并陵葬庙享当祔之正逐一开具奏请自正德十六年四月以后至嘉靖四十五年十二月以前建言得罪诸臣遵奉遗诏存者召用殁者恤录吏礼兵部作速查开职名议拟具奏方士人等遵奉遗诏查照情罪各正刑章王金陶仿申世文刘文彬高守中陶世恩妄进药物致损圣躬著锦衣卫拿送法司从重究问唐秩章冕等各以符法滥叨恩赏著押发原籍为民书造局真人府官道礼部查系在京宫观取用者发还宫观系在外龙虎等山取来者遣回本处焚修其所授太常寺官职及真人高士名号尽行革去斋醮工作遵奉遗诏悉皆停止其原建斋醮之所令应作何处置礼部逐一查议题请工部料价并竹木等两京内府各衙门叚疋器皿香蜡柴炭匠役等光禄寺品物酒饭等但有因斋醮工作加派者该部通行查奏停革织造采买等项除陕西织绒河南广东织葛广东采珠买黄白蜡降真香及与福建买龙涎香云南采宝石采矿金江西烧造磁器并各处采芝遵奉遗诏悉皆停止外其南京苏杭织造内臣诏书到日俱即回京各衙门解与钱粮着南京工部工科浙江巡按御史查照造完叚疋扣算该银若干将叚疋具奏起解剩下银两俱送户部接济边用造册奏缴已派未纳者行令徵完准作下年工部料价却于下年派数内减除以苏民困其因绒葛珠宝香蜡金芝磁器项所派钱粮已徵在官者截数起解户部未徵者亦各徵完准作下年应解工部料价减除派数自嘉靖四十五年十二月二十六日昧爽以前官吏军民人等有犯除十恶至死与诈传诏旨交结近侍通夷失机强盗人命及侵盗边海腹里仓库漕运钱粮并贪酷枉法逆党左道扇惑人民为从营乾钻剌指称诓骗潜住京师窥探为奸者俱不赦外其馀已发觉未发觉已结正未结正罪无大小咸赦除之敢有以赦前事相告言者以其罪罪之天下军民十分穷困国用虽诎岂忍照常徵派隆庆元年分漕运米特与改折十分之三其馀不分京边起存本折各特免十分之五该部及各抚按官仍设法稽查使沾实惠其嘉靖四十三年以前一应户部钱粮已徵在官者截数起解拖欠者尽数蠲免如有将已徵捏作未徵侵欺盗用许诸人首告拿治不在今赦宥之例四十三年以后未完者查开的数分作三年带徵毋容奸顽得遂侵赖先将分过带徵数目具奏内府各衙门供应钱粮朕加意节省用自有馀该部务查照弘治年间及嘉靖初年旧额酌量徵派其以后年分加添者尽行革除将革过数目奏知仍造册送科备照如各衙门假以缺少为由行文加派及该部阿奉准行者科道官即时参奏治以重罪内府各监局库所收叚疋军器香蜡等项钱粮户工二部奏差风力科道官二员前去吊取文卷备查原收若干用过若干见存若干约彀几年支用造册奏缴该部将以后应派之数酌量折徵银两解部以济边用嘉靖四十四年以前兵部牧马草场子粒及骑操孳牧寄养等项马匹应追亏欠倒失被盗桩头等银工部罗叚釉绢麻铁鱼鳔翎毛皮张天鹅筋角漆料白榜纸砍柴木柴柴炭抬柴等银及工卯银如有拖欠尽行蠲免其已徵在官者照常起解若一应人役将已徵捏作未徵侵欺盗用许诸人首告拿治不在今赦宥之数犯罪发高墙宗室除叛逆及内乱强盗人命不宥外其情罪有可矜疑及身故而遗下妻妾无依者抚按衙门查明原犯情由开具奏请在京在外见监人犯除已差官审录外三法司仍将部院锦衣卫见在轻重各犯会同审问如有亏枉即与辩理其先年重刑犯人家属有不系原问正律一时比例流置者查理明白放回原籍宁家随住一在京在外缉获强盗妖言奸细等项必湏赃证的实不许贪功图利及听信无赖戳番之徒妄拏诬陷违者治以重罪其南京法司止许受理在城及百里内军民词讼如原告在城而被告在百里外者不得概行拘提若事发五城俱要送问不许该城辄擅取招追收纸赎内外守备衙门除盗贼机密重情拿送法司究问外其馀人命等项词讼并不许干预在京在外监追还官入官给主赃物除监守侵盗在仓在库在场银两草束及在仓库领出解运并一应收掌系官钱粮而侵盗者俱照旧监追外其入官赃百两以上给主五十两以上若监追二年之上正身已故家属代追各勘无家产堪以变卖者开具所犯情罪奏请定夺若入官给主之赃不及前数监追半年之外正犯身故勘无家产悉与宥免若系埋葬银两正身见在仍依律追给以恤死者两京五府掌印佥书管军管事公侯伯都督总兵副总兵等官锦衣卫掌卫事并管南北镇抚司事指挥以上官六部等衙门四品以上官并学士及各总督提督巡抚官俱着自陈去留取自上裁五品以下文职两京吏部会官考察浙江等处两京方面官各该抚按会同考核应黜降致仕者从公分别具奏仍各听科道官拾遗其科道官须公同评议不许匿名投匦暗肆中伤朝廷用人惟求任当其才若拘泥资格使举人绝望于九卿岁贡不得为方面殊非饬吏治作士风之意今后吏部用人毋拘三途但有才能卓异者即便破格擢用以示激劝今内外衙门添设官员数多加增俸薪有损无益吏部便行在京各衙门在外抚按官逐一查议果系紧要方许存留其馀冗员一体具奏查革其事简衙门一官可兼二事者员缺暂停铨补各处府州县大小繁简冲僻难易不同或逸而得誉或劳而速谤既乖升黜之宜遂起避趋之巧士风日坏吏治不修吏部通将天下府州县逐一品第定为上中下三等遇该推升选补量才授任各官考语奖荐同在优列者先尽上等府州县升擢行取次及中等次及下等不惟视等以为岁月之迟速仍视等以为官资之高下内有才优才短更调者各就中酌处其各将官所任地方兵部亦以边腹冲缓分为三等遇该升调照此施行凡致仕间住为民充军官员不系考察及犯私罪者不拘自陈被论吏部逐一查开奏请充军者放回原籍为民为民者与冠带闲住闲住者与致仕中间如有才望过人年力尚壮曾经荐举者许一体遇缺推用在外两司有司官贪酷恣肆皆由巡按御史不能正身格物及举劾不公所致其御史失职又由都察院狥情将考核视为虚文所致今后御史出差回道都察院务要秉公持正严行考核如或隐护该科即行紏劾该科如敢扶同事发一体重究今后抚按官劾到官员但有犯该赃私人命者吏部务行提问追赃偿命不许概拟为民闲住所追赃银巡按御史年终各另奏解户部以资边饷不许混入岁解赃罚数内其该解部及备赈赃罚银两必遇地方用兵修城等项重大紧急事务方许动支如有仍行馈送并吊取私用及隐匿入已者司道府州县官听抚按参奏抚按有犯听两京科道纠奏其司道府州县官巧立名色劝借军民及于本等罪赎之外加罚银两米谷马牛等物或将军民无子争继之家尽没家产入官尤为非法着各该抚按官严行访拿禁革如抚按官纵容听两京科道官指名参治各处角□羊纳钱粮马匹等项到京被各内外管事人员生造事端刁蹬需索使用之数多于本物以致上纳不敷展转受累该部申明禁约许受害之人指实奏告各治以罪其各门各库近年额外增设内官司礼监尽行革回近来抚按官及各差御史访察拏人多不得实本欲惩恶反害良善其两司府县乘机效尤违法益甚今后并不许再行访察违者吏部都察院即行参奏重加黜罚各地方官以讲武为不急以玩寇为苟安将盗贼妖逆隐蔽纵容不早扑灭往往酿成大患今后巡抚守巡兵备及有司卫所掌印巡捕等官务要操演人马团练保甲缉访奸盗杜于将萌如再庇恶殃民巡按御史严行参论以凭重治宣大山西地方军民人等或因犯罪逃入虏中或因抢去住彼年久遂为虏用间有欲率领亲识仍还本土者又虑官司追究往事不敢自归殊为可悯兵部便行该镇总督镇巡及将领等官务要用谍示信多方招徕如有率众来归者厚加抚恤仍具所率人数以闻以凭酌量赏录辽东及陕西三边一体施行各边将士立有战功往往勘覆稽迟赏不足劝都察院便行文各该巡按御史将嘉靖四十五年十二月二十六日以前未勘报功次俱限三个月以里勘覆今后凡有查勘俱不许出三个月都察院置簿一扇将发行勘合日期登记查考如有迟缓即行参论其宣大蓟辽等镇多有奸民冒认锦衣卫舍丁及阵亡军人子侄滥升官旗又或一人而数处立功一时而两三处立功均为违法兵部兵科逐一清查奏请降革节年行勘文武职官迁延不报以致奸恶者竟得隐脱被诬者率致湮弃诏书到日各该抚按官通查原承行官司立限催勘奏报如仍怠违参奏处治近年病故大臣有应得恤典而未得亦有不应得而得者科道官举奏定夺凡庆贺谢恩等疏非旧制所有者俱各停免其一应题奏亦要明白简直不许以繁词及鄙亵之言渎扰今后在京在外文武衙门大小官员俱要励端慎廉静之节去虗浮怠玩之私上报国恩下保名位应弊政诏书开载未尽者陆续自行查议奏革其凡可以正士习紏官邪安民生足国用等项长策仍许诸人直言无隐于戏觐耿光而扬大烈方勉尽于孝思赞帝轨而翊皇猷实有资于忠荩凡尔有位尚体朕心各摅匡辅之诚共保昌熙之祚播告中外咸使闻知”
317. ↑  《明实录》穆宗实录·卷二：“己巳大学士徐阶奉诏自陈求退上曰卿辅弼首臣忠诚体国勋庸茂著中外具瞻朕兹嗣位眷倚方切宜益竭谋猷赞成化理所辞不允”
318. ↑  见张显清：《明代政治史》，第213页
319. ↑  《高文襄公集》·纶扉稿卷二：“国朝设置阁臣初止备问代言而已后乃隆以穹阶委以平章重务是辅弼之臣也辅弼之臣上佐万几无专职而其职无所不兼”
320. ↑  《明实录》穆宗实录·卷三：“黜吏科都给事中胡应嘉为民寻以原职调外任初应嘉在先朝论大学士高拱欲中以危法拱颇衔之及吏部考察庶官应嘉谓尚书杨博曲庇乡里以私愤谪给事中郑钦御史胡维新因上疏劾博考察不公状大学士徐阶郭朴与拱谓应嘉党护同官挟私妄奏首犯禁例拟旨黜之于是台谏诸人疑其意出于拱谓拱修故怨胁阶以黜应嘉思有以撼之矣兵科给事中欧阳一敬因论救应嘉语侵拱其疏言陛下初登大宝宜以尧舜明目达聪为法即使应嘉言妄犹当宥之而况言实不妄乎且陛下以博为大臣专任之乃黜应嘉以快博意使忠直敢言之士愤懑而不发此大臣之利非社稷利也往时给事中张岳曹楝赵恪忤博博輙出之其切齿台谏久矣兹以考察去者科道官半之是乌得不为私忿而博籍山西并无一人又乌得不谓曲庇使应嘉竟由此黜则言官以言为讳他日大臣有大恶谁当言者且应嘉素号敢言即今辅臣高拱奸险横恶无异蔡京将来必为国巨蠹应嘉亦尝极力论列诸臣孰有如其任事任怨者哉应嘉前疏臣实与谋臣才识又不及应嘉远甚若黜应嘉则不若黜臣章下所司是日给事中辛自修监察御史陈联芳等俱交章论救阶夺于众论亦自悔处应嘉为遏乃改拟应嘉调用而拱又疑一敬之疏谓阶主之两人之隙深矣然应嘉为人倾险好讦士论亦薄之”
321. ↑  《明实录》穆宗实录·卷四：“乙未遣英国公张溶定国公徐延德驸马都尉谢诏李和以册立皇后告天地宗庙社稷上亲告世宗皇帝几筵命成国公朱希忠充正使大学士徐阶充副使持节奉册宝册妃陈氏为皇后册曰朕闻运隆虞室重华资妫汭之贤命集周京文谟藉洽阳之淑盖紫掖之表仪斯在而瑶斋之赞佐攸关德必著于伣天号乃崇于俪极咨尔妃陈氏毓秀儒门作嫔潜邸恭勤治内绰有邑姜之风雍睦宜家逈逾长孙之行女箴之服习既又王度之禆益良多予兹应运以当天尔宜匹导而应地是用遣使持节以金册金宝立尔为皇后尚其丕阐坤仪祗随乾御赞宗祧之祀事益秉精诚端壶阈之懿弥敦勤俭恩敷鱼贯庆衍螽期茂膺渥眷于维新永播徽音于无斁是日遂诏天下诏曰朕闻古者天子听外治后听内职是以内外和顺国家理治称德焉朕兹诞膺天命君临万方深惟王化之诚宜资女士之助妃陈氏受命先皇配朕潜邸徽音克嗣坤道夙彰是用祗告天地宗庙社稷以隆庆元年二月初九日册立为皇后正位中宫共承宗祀庶弘四海之化益开万福之原播告中外咸宜知悉”
322. ↑  《明实录》穆宗实录·卷四：“上以登极加恩提调讲读及侍从藩邸诸臣升少师兼太子太师吏部尚书建极殿大学士徐阶于中书舍人瑛为尚宝司少卿加太子太保吏部尚书武英殿大学士李春芳郭朴俱少保旧讲官礼部尚书兼文渊阁大学士高拱为少保兼太子太保武英殿大学士吏部左侍郎兼翰林院学士掌詹事府事陈以勤为礼部尚书兼文渊阁大学士礼部右侍郎兼翰林院学士张居正为吏部左侍郎兼东阁大学士俱内阁办事翰林院侍读学士殷士儋为礼部右侍郎兼翰林院学士升光禄寺少卿王凝为太常寺少卿掌尚宝司事户部员外郎尹乐舜为光禄寺少卿礼部员外郎刘奋庸为尚宝司卿礼部主事吴自峒为尚宝司少卿侍书制敕房办事中书舍人周维藩为光禄寺寺丞鸿胪寺主簿吴自成为本寺右寺丞于是阶春芳朴拱以勤居正士儋皆具疏辞免恩命上各加褒勉不允辞”
323. ↑  《世经堂集》卷四·止幸旧邸：“该文书官孙斌口传圣旨十二日府里去命臣等拟旨传外臣等惟皇上身承宗庙社稷之重一举一动皆当率循典章严谨防护祖宗时除郊祀及幸学耕籍之外未有轻出者此其为虑也至深远也臣等下情伏乞皇上尊御法宫于以光昭端拱之圣德茂疑安吉之天麻所有传旨不敢辄拟臣等无任祈请之至”
324. ↑  《世经堂集》卷四·请允礼部止幸旧邸：“伏蒙发下礼部一本臣等看得本内所言盖仰望皇上遵祖制慎举动停止明日藩邸之幸系是一念效忠皇上之意仰惟圣明必以俯鉴臣等谨拟定票上请伏乞御批准行”
325. ↑  《世经堂集》卷四·请允科道止幸旧邸：“伏蒙发下科道各一本具为乞止行幸臣等切惟自古圣帝明王莫不以从谏为盛美而在众所不与者尤心屈而从之今藩邸之幸六科十三道交章进谏可见众情皆不愿皇上有此举动不独臣等及礼部为然也伏乞圣明俯允所言特赐停止其于新政实为有光臣等辄敢拟票上请无任悚惕恳愿之至”
326. ↑  《明实录》穆宗实录·卷六：“大学士徐阶等言自古帝王莫不以讲学为首务至我祖宗列圣月开经筵日御讲幄谟训典式尤为炳然盖以成就圣德讲明治道胥赖于此仰惟皇上方建太平之业宜勤问学之功向以世宗皇帝梓宫在殡未敢上请兹山陵事毕祔庙礼成经筵日讲正惟其时伏望皇上率循旧典特举盛仪以缉熙圣学实宗社无疆之幸命候敕行”
327. ↑  《世经堂集》卷四·请开经筵：“臣等伏闻自古帝王莫不以讲学为首务至我祖宗列圣月开经筵日御讲幄谟训典式尤为炳然盖以成就圣德讲明治道胥有赖于此也仰惟皇上方茂建太平之业所宜缉熙问学之功臣等向因世宗皇帝梓宫在殡未敢上请乃兹山陵事毕祔庙礼成皇上遵累朝之令典举经筵日讲之盛仪实惟其时矣臣等谨拟敕谕上进”
328. ↑  《明史》本纪第十九·穆宗：“丁未御经筵”
329. ↑  《明实录》穆宗实录·卷七：“癸巳命太师兼太子太师成国公朱希忠少师兼太子太师吏部尚书建极殿大学士徐阶知经筵事少保兼太子太保吏部尚书武英殿大学士李春芳郭朴少保兼太子太保礼部尚书武英殿大学士高拱礼部尚书兼文渊阁大学士陈以勤吏部左侍郎兼东阁大学士张居正同知经筵事赐之敕曰朕惟帝王修齐治平之道具在经史然必讲明之无疑庶几推行之有效肆我 祖宗 列圣法古帝王讲明正学经筵盛典世世举行朕以眇躬君临万国仰承丕绪恒思克荷之艰祗率旧章冀获多闻之益今将以四月二十二日御经筵命尔希忠阶知经筵事春芳朴拱以勤居正同知经筵事詹事府掌府事吏部左侍郎兼翰林院学士赵贞吉吏部右侍郎兼翰林院学士林树声礼部左侍郎兼翰林院学士掌院事潘晟礼部右侍郎兼翰林院学士殷士儋国子监祭酒林右春坊右谕德兼翰林院侍读吕调阳翰林院侍读吕旻王希烈修撰诸大绶丁士羙编修孙铤张四维林士章陈栋充经筵官阶春芳朴拱以勤居正并晟士儋大绶四维日侍讲读夫君以修德为要宜勤讲学明理之功臣以辅德为忠务尽责难陈善之实卿等其尚端志竭诚稽于古训启沃朕心凡经史所载理欲消长之端政治得失之故人才忠邪之办统业兴替之由明白开陈毋有所隐务俾学缉熙于光明治允跻于隆盛上以副皇天祖宗眷托之重下以敷海宇黎庶熙皞之休而卿等引君当道辅成上德人臣之职斯无忝矣钦哉”
330. ↑  《世经堂集》卷四·请允科道奏开讲读：“伏蒙陛下礼科都给事中何起鸣户科右给事中张卤各一本俱以讲读为请臣等查得本月二十一日该司礼监官传奉圣旨即今天气炎热经筵日讲都免了到八月内来说该衙门知道钦此时臣阶患病在家臣春芳等具题钦遵明旨经筵照例停免但日讲所以缉熙圣学不可以累月间断更望皇上留心古训亲近儒臣于每月每旬之内钦定一二日仍容臣等率领讲官进讲等因今将旬日未奉谕旨臣等方拟再请而科臣适有此疏可见臣工仰望皇上进学之心均一恳切臣等切惟目今天虽云炎热然殿宇深广辰巳之前热亦不甚伏乞皇上俯从臣春芳等前奏钦定于每旬之中用某日某日容臣等照常日讲以仰裨圣学之万一以少答群情臣等不胜祈请候命之至”
331. ↑  《国朝内阁名臣事略》卷八·徐文贞京图书公年谱：“二臣奏请皇上今后御朝以日出出为期仍于朝罢之时容臣等照旧日讲凡军国大计刑赏大务批答章奏进退人才面赐裁决及召见六卿科道官咨访政事臣等窃惟讲学劝政乃帝王图治之要道迩因御朝稍晏经筵日讲一概停止是以科臣交奏部臣具题其意皆望皇上逊志励精以隆新政至于臣等备员辅导犬马下诚尤切佥愿除拟票上进外伏乞皇上俯鉴群情断自圣衷一如所请勿徒是之而不行则圣政允光而臣等亦得少逭旷职之罪矣”
332. ↑  《明实录》穆宗实录·卷八：“康以大学士高拱屡被论劾意大学士徐阶主之乃疏论阶险邪贪秽专权蠹国状复言先帝欲建储阶坚执不可及皇上登极有疑惧心遂诈称疾以尝上意又与大学士李春芳声势相倚”
333. ↑  《明实录》穆宗实录·卷八：“有旨切责康妄言令阶春芳安心视事于是阶疏辞言御史康劾臣过恶皆暧昧之事及谓父子请托则各部当事之臣可以召问俱不必辩至以建储一事系臣阻挠尤为妄诞臣昔在礼部曾四疏请立东宫不报及备员内阁先帝尝问及传继于时恐启他衅以故不敢赞成而皇上之纯孝曾恳为先帝陈之至今缴进御劄及臣所藏皆可查入亦何待臣之辩而后明也独以父子蒙恩叨逾已极履满处盈者人所成乞罢臣父子官以谢人言者”
334. ↑  《明实录》穆宗实录·卷八：“自胡应嘉以言事得调欧阳一敬等数论拱拱前后疏辩词旨颇激言者益众及齐康论劾徐阶众籍籍谓拱族之于是九卿大臣及南北科道官纷然论奏极言丑诋连章特疏不下数十其持论稍平者劝 上亟赐拱归以全大臣之体而其他词不胜愤辙目为大凶恶寺丞何以尚至请尚方剑诛拱以必去拱为快御史巡按在远方者转相仿效即不言众共起之大抵随声附和而已拱既称病乞休疏屡上 上为遣医诊视宣谕赐赉恩礼有加焉拱终不出求去益坚至是言臣实为狗马疾恐一旦遂填沟壑惟 上幸哀怜使得生还 上知拱不可复留乃报许命驰驿还乡调治仍赐白金文绮遣行人护送”
335. ↑  《名山藏》卷七十九·徐阶：“始康疏上时科道臣集阙下唾骂康一敬尤不胜愤与康交劾互指为邪党而拱前后疏辩词旨颇激言者益众极所丑诋连章特疏不下数十寺亟何以尚至请尚方之剑以去大憝御史巡按在外者转相仿效即不言众共趣之大抵随声附和而拱竟去阶求去不允乃出视事”
336. ↑  《世庙识余录》卷二十六：“拱聪明绝世平生著有春秋本旨与四书问辨录折尽胡安国宋紫阳之短后侍讲学先生不能道其一语而在事之日亦能远杜苞苴若肯平心易气调停佐遗之体亦近时之贤辅也奈何浅衷狭量偏信门生专修报复以一首辅而又摄冢宰期于必快己意”
337. ↑  《两朝宪章录》卷十九：“世宗英明当末年怨艾惟徐阶之言是听盖真知其忠贞恳至才犹敏练故信任极专也穆宗初政表建言诸臣复抑遏职谥削夺方士安置奸雄使天下趋正而黜邪讵非大有经济者谁能一旦至此彼高拱之粗厉操切视阶品格奚啻宵壤胡应嘉之弹劾与欧阳一敬之申救何关于阶然拱疑之致成衅隙乃使齐康劾阶以图报复至以讲学自居者为兵备而媒孽之不有正直如海瑞者动上之听则阶何以自白乎卒之小人党恶而阶且乞休矣其如公论不可泯何”
338. ↑  《明通鉴》卷六十三：“大臣秉与国事当虚己和衷惟求其是所功不必自己出名不必自己成乃为得之此犹言其无事实也若当草写遗诏于哀痛呼抢之余商家国根本之务此何时也而可以嫌疑生分别者耶观徐阶所草诏尤能切中当时弊政为高拱郭朴者自当赞助其成何至以已未与之故而遂生忌嫉造谤媒孽竟欲各分门户甚至数年后拱专国政一切尽反阶之所为而其启衅者实为郭朴一言朴安得无罪哉”
339. ↑  《明实录》穆宗实录·卷二十二：“内使许义坐挟刃吓人财物事发巡视中城御史李学道不候参题遂执而笞之其党皆忿恨不平是日朝罢有内使百馀人突出走至左掖门外捽学道众中奋挺殴之踣地百官相顾错愕上闻之大怒命锦衣卫执内使十馀人至东上门杖为首者一百发烟瘴地充军馀各杖六十发孝陵卫充军学道亦以擅笞内侍不谙事体调外任”
340. ↑  《弇州山人续稿》卷一三六·徐文贞公行状：“时有小珰以事干巡城御史不应则詈御史御史怒执而笞之群珰趣之司礼所欲论纠御史公业为解得免而御史乃论纠珰其党百余徼御史于午门外殴辱之御史大夫王公廷欲上疏纠群珰以问公即已许寻念疏即行彼党争自匿欲得其主名则且展转不可纠诘万一彼先之以诬我祸且叵测先朝事可监也乃使人致司礼监之上佐曰尚文者语之曰诸贵人群殴御史业何处文倨谓内外各有体相公毋但为御史惜公曰非为御史惜为国家大体惜耳为司礼诸公惜耳文怪问何谓公曰毋论御史王臣即天子临御之所群而殴人能保上之不怒乎诸公何不以时诇得其人而速奏之即外廷有继之则轻重在诸公手而上必不怒诸公体固在也文悦以告其长滕详悉得其主名参之王公疏继上群珰窘不能自匿又无可以庇转道地者悉就逮杖首恶三人百发边戍余九人各六十为南京净军”
341. ↑  《世经堂集》卷四·论太和山提督内臣敕书：“伏蒙发下兵部提请太和山提督监丞刘进执掌一本臣等查得先该湖广巡按御史陈省劾奏原任提督吕详贪残等罪兵部覆奏要将提督内官永行裁革进贡笋尖等项一切停止惟复减去分守事权另推一员前去等囚奉圣旨吕详着取回京司礼监另推举一员去则是内官已不裁革贡物已不停止仅只不管分守如成化初年之制耳今若勅内仍载分守事权一则达宪庙之初制一则背今日之明旨一则贻地方之患害事体不变人心不服于圣政不无亏损所有分守字样敕内难以开载臣等辄敢拟票上请伏乞圣明伏允实为幸甚圣旨着照成化元年写敕”
342. ↑  《明实录》穆宗实录·卷十二：“癸丑上命太监吕用高相陶金坐团营兵部尚书郭乾执奏以为营制经先帝裁定革去团营尽复二祖三大营之旧官有定员不用内侍此万世不刊之典遗训昭然今一旦易之不可上曰朕观大明会典有内臣监营之制仍命草敕赐之”
343. ↑  《皇明大政纪》卷二十五：“九月命太监吕用高相陶金坐团营寻罢之兵部尚书郭乾执奏谓团营之制起于景泰经先帝裁革尽复二祖三大营之旧官有定员不用内侍上不听”
344. ↑  《明实录》穆宗实录·卷十二：“兵科给事中欧阳一敬等巡视京营给事中孙枝御史韩君恩等各上疏言内臣不当坐营且团营裁革已久而无可坐乞追寝前命上以示辅臣”
345. ↑  《皇明大政纪》卷二十五：“科道欧阳一敬孙枝韩君恩等各上疏力争章下辅臣”
346. ↑  《明实录》穆宗实录·卷十二：“徐阶等言太祖原无团营团营之设起于景泰年间至嘉靖二十九年已经先帝裁革特以大明会典修于正德中未及明载今内委无团营可坐事体有碍施行言官所言无非仰望皇上远遵太祖之初制近守先帝之定似应俯从”
347. ↑  《世经堂集》卷四·进拟科道谏止内臣坐营票贴：“伏蒙发下兵科都给事中欧阳一敬等巡视京营给事中孙枝御史韩君恩等各一本俱奏乞皇上收回内臣坐营之命臣等查得太祖时原无团营其团营之设乃起于景泰年间至嘉靖二十九年已经先帝裁革但大明会典系正德年间所修之书故不曾载有此节今内臣委无团营可坐事体有碍施行科道官所言无非仰望皇上远遵太祖之初制近守先帝之定制所应俯从臣等谨拟票上请”
348. ↑  《明实录》穆宗实录·卷十二：“上不悦因诘阶等何故不奉诏令具以意对阶等对言皇上有旨臣等岂敢不遵但团营先于嘉靖二十九年先帝因虏贼犯惩戎务之废弛考太祖之初制将团营裁革内臣取回数年以来事权稍得归一操练渐觉有效良法美意诚万世所当遵行者也今命内臣坐营若据见在之制则已无营可坐若必欲用内臣则须将先帝定制尽行更变不惟臣等不敢窃恐圣心亦有所未安者且团营始于景泰革于先帝臣等下情实愿皇上惟以先帝为法是以昨蒙发下科道之疏辄有陈奏无他意也上纳其言遂命罢之”
349. ↑  《皇明大政纪》卷二十五：“徐阶反复言内臣委无团营可坐事体有碍施行上从其言”
350. ↑  《世经堂集》卷四·缴内臣坐营谕：“伏蒙圣谕朕着内臣坐营科道官也说你每也这等说怎么主意不遵你每说来钦此臣等捧读不胜惶悚仰惟皇上有旨臣等岂敢不遵但团营先于嘉靖二十九年先帝因贼人入犯惩戎务之废弛考太祖之初制将团营裁革内官取回数年以来事权稍得归一操练渐觉有效良法美意诚万世所当遵行者也今令内臣坐营若据见在之制则已无营可坐若必欲用内臣则须将先帝定制尽行更变不惟臣等不敢窃恐圣心亦有所未安者且团营始于景泰革于先帝臣等下情实愿皇上惟以先帝为法是以昨蒙发下科道之疏辄有陈奏此外别无主意也今奉圣谕不敢不以实对伏乞圣明照察所有原奉圣谕谨用进缴奉圣旨既先年裁革罢兵部知道”
351. ↑  《明实录》穆宗实录·卷二十八：“诏以内织染局所呈袍服花样行织造太监李佑取办一千八百六十匹以进工部言往者李佑之遣已非登极诏书初意然臣等犹望计日竣事可以速还乃今前工未毕后工复继是使佑无还京之期矣自岛夷乱后江西诸郡十室九空今料额不充势须加派加派不已民力难堪弱者死逋强者死盗陛下所宜怜也工科都给事中孙枝四川道监察御史姚继可等亦以为言上皆不允于是工部复奏先是织造解输者该局必索常例曩李佑之行上洞烛弊源特命径进御前故太监陈洪以续发花样为由而即增附一千六百匹有奇意在缘此以媒常例今即不已止宜以原发花样令其督造馀悉罢之上曰该局既称匮乏朕用不可缺其令佑遵旨织造事毕还”
352. ↑  《明史》列传第一百九·陈瓒：“隆庆元年起官吏科请恤杨最杨爵罗洪先杨继盛而诛奸党之杀沈炼者帝可之杨顺路楷皆逮治”
353. ↑  《名山藏》卷七十九·徐阶：“是时先朝得罪诸臣阶既以遗诏次第登用之没者厚其恤典天下士大夫皆悦阶上疏论事者日益众上时不堪目谓为欺上下谕命阶详处阶请录圣谕下示改省而巳上亦竟弗罪士大夫亦益悦”
354. ↑  包诗卿：《明代宦官教育新析》
355. ↑  《世经堂集》卷四·止驾诣天寿山疏一：“伏蒙圣谕朕诣天寿山行秋祭礼一应事物都照例行择日来看钦此臣等仰惟皇上欲躬诣天寿山行秋祭礼盖重祖宗弓剑之藏切岁时霜露之感此乃圣孝所发比之别样游幸不同臣等岂不欲将顺但天子之孝以保安社稷为大故累朝旧制发引之送止于午门而祭之礼惟太庙亲奉其山陵皆只遣官即在常时尚不轻出凡以重社稷也今东西二日夕窥伺发旗聚兵已有形迹蓟辽宣大警报屡闻此何时耶皇上顾欲冒危而往万一至彼稍有震惊于时悔之亦复何及此不独臣等及诸臣民不愿皇上有此举动窃惟祖宗在天之灵爱护圣躬记念社稷尤不乐皇上有此行也臣等备员辅导义同休戚所有一应事物并择日等未敢传示各衙门举行伏乞深留圣恩俯垂照察特赐停止臣等不胜至幸所有原因奉圣谕谨用进缴”
356. ↑  《世经堂集》卷四·止驾诣天寿山疏二：“臣等钦奉圣谕朕诣天寿山行秋祭礼一应事物都照例行择日来看钦此随该臣等以时防具奏请乞停止伏奉御批卿等照前旨传行钦此切惟君令臣行此乃正礼今皇上欲诣天寿山若使事无关系臣等何敢稽违但目下边报实在紧急前后章奏必皆上经圣览非臣等假说仰惟皇上承受祖宗基业至大至重何当此之时不自深计详虑而欲轻易远处耶且自大雨之后军民田亩既被水淹所居房屋亦各倒塌愁苦无聊之状处处皆然皇上一意安辑抚绥尚恐不能无意外之变况又正有边报安可以此一行触冒两端之患也臣等反复思惟宁拂皇上之意决不敢误皇上之事所有圣谕仍不敢传行伏乞圣明俯鉴下情收回成命臣等不胜悚惕仰望之至奉圣旨朕旨一出卿当即举传行又何有此烦言”
357. ↑  《世经堂集》卷四·止驾诣天寿山疏三：“伏蒙圣谕朕旨一出卿等当即举传行又何有此烦言钦此臣等捧读不胜悚惕臣等非不知圣旨一出即当举传行所以再疏劝止不避烦渎者只为皇上计为国家计耳夫天寿山之后即是黄花镇其黄花镇之外即是地今虏即结聚万一忽然进入何以支持适才据总兵李世忠报称东虏土蛮等要犯喜峰口迤东地方臣等不知皇上何所见闻何所依靠而坚欲为此行也臣等亦知顺旨可以取悦但计度利害委实不敢以国家之事轻试于危险伏乞圣明照察俯赐停止臣等幸甚国家幸甚臣等无任恳切祈请之至奉圣旨待事宁奏请”
358. ↑  《弇州山人续稿》卷一三六·徐文贞公行状：“上欲以九月诣天寿山行祀诸陵公语同列言皇上此举盖重祖宗弓剑之藏切岁时霜露之感非他游幸比第天子之孝以保安社稷为大故龙遁发引尚不亲送山陵二祭止于遣官今自大雨而后禾稼渰没坊舍摧塌万乘亲行六师供亿何以待之盖持者再而上不听乃盛陈北虏窥伺叵测意以闻使报俟异日其明年春警稍解上竟行”
359. ↑  《明实录》穆宗实录·卷十七：“上敕礼部曰天寿山春祭朕躬诣行礼其择日以闻于是礼部奏上仪注一本月二十七日巳时圣驾发京一前期一日上率中宫皇贵妃等妃以将诣 天寿山春祭行礼告奉先殿及世宗皇帝几筵殿弘孝殿神霄殿用祝文祭品如常仪一锦衣卫设丹陛仪卫扈行一兵部奏请简命文武大臣居守京师请敕行事及奏请直守皇城四门京城九门分调京营参游等官把守各山口关隘戎政衙门选点扈驾军马及差科道官点闸一户部照例关给扈从官军行粮一工部差官修理桥梁道路一光禄寺随处预备御膳及酒饭供具一扈从官五府六部都察院通政司大理寺堂上掌印官各一员司属官各一员詹事府翰林院国子监太仆寺掌印官各一员六科十三道官各一员太常寺光禄寺尚宝司制敕房中书科鸿胪寺顺天府应该执事人员太医院钦天监各掌印官一员一扈从官在途供事以便衣朝参以常服一二十七日免朝 驾发由长安左门出后妃辇轿由东安门出一扈从官前行居守大臣同文武百官俱吉服趋赴德胜门外恭候送驾一是日驾次巩华城行宫昌平州官吏师生耆老人等跪迎道傍驾至行宫进膳毕上出升座从官朝见行叩头礼如常仪鸿胪寺官引昌平州官吏师生及公差有事官员见行五拜三叩头礼是日驻驆巩华城行宫一二十八日早上升座从官朝参毕先诣天寿山行宫候驾一是日上至 天寿山红门降辇由左门入升舆后妃后随驾至感思殿进膳毕 上出升座从官行叩头礼本日驻跸感思殿一二十九日 驾驻感思殿从官行礼如常仪一三十日质明行春祭礼上具青袍乘板舆至长陵门外东降舆导引官导上至殿左门外典仪唱执事官各司其事内赞对引官导上至拜位奏就位奏诣前内赞导上至香案前奏上香上三上香跪讫奏复位奏四拜传赞百官同典仪唱奠帛行初献礼内赞导上至御案前奏献帛讫导上至成祖文皇帝御座前奏献爵讫导至仁孝文皇后御座前奏献爵讫奏复位奏跪传赞众官皆跪赞读祝讫奏俯伏传赞百官同典仪唱亚献礼终献礼执爵者代献讫内赞奏四拜传赞百官同典仪唱读祝官捧祝进帛官捧帛各诣燎位 上退拜位之东捧祝帛官出殿门内赞奏礼毕传赞百官同上随诣 永陵行礼俱如 长陵仪是日遣官六员俱青服遵照钦命分诣 献陵 景陵裕陵 茂陵 泰陵 康陵行礼一从官俱青服恭诣 长陵 永陵陪祀毕先行趋赴感思殿门外候驾一本日驾发回京免朝从官先行至巩华城行宫候驾驾至行宫进膳毕从官行叩头礼如常仪鸿胪寺官引昌平州官吏师生辞行礼如前仪朝毕从官先行至德胜门候驾驾至文武百官及军民耆老人等俱于门外候迎居守文武大臣伏谒驾前致词行叩头礼教坊司大乐鼓吹振作驾由长安左门入后妃辇轿由东安门入上诣奉先殿世宗皇帝几筵殿弘孝殿神霄殿谒告行礼俱如初仪报可”
360. ↑  《明实录》穆宗实录·卷十八：“癸酉上谕兵部以是月二十六日幸南海子止用京营官军扈卫辅臣徐阶等言圣驾行幸事体重大上林苑海子虽设自先朝然止畜养鹿兔而已非如视学耕耤有关治理不足以烦临视且近日陵祀回銮未久不宜复出惟上特加慎重即赐停止”
361. ↑  《世经堂集》卷四·止幸海子：“伏蒙圣谕祖宗设立上林苑海子朕于三月二十六日往视止用京营官军扈卫钦此臣等窃惟圣驾行幸事体重大上林苑海子虽由祖宗设立然只是蓄养鹿兔等项非如视学耕籍有关治理不足仰烦皇上之临视且近日陵祀回銮未久尤未宜复有此行伏乞圣明特加慎重俯赐停止所有原奉圣谕臣等未敢传示各该衙门谨用缴进”
362. ↑  《国榷》卷六十五：“丙子上幸南苑有内臣称南苑之胜前命驾阁臣徐阶等言上林苑止鹿兔非如视学耕籍有关治理不足仰烦临视”
363. ↑  《明实录》穆宗实录·卷十八：“上不允于是吏部尚书杨博等六科都给事中王治等十三道御史郝杰等各上疏请罢游幸皆报闻”
364. ↑  《国榷》卷六十五：“及九卿科道交阻之不听”
365. ↑  《国朝内阁名臣事略》卷八·徐文贞公年谱：“二十五日旨从中出公方俟九卿科道疏至据以执奏而阁中有扬言于众者曰海子游观原有祖宗故事今行宫尚在何必多言众为摇惑及疏入则已暮不及彻览”
366. ↑  《明实录》穆宗实录·卷十八：“丙子上幸南苑先是左右有言南海子之胜者上欣然欲观是日驾至则荒莽阻湿宫馆不治上亦悔之遂命还跸”
367. ↑  《国榷》卷六十五：“及驾至宿莽沮洳宫馆不治即日还”
368. ↑  《国朝内阁名臣事略》卷八·徐文贞公年谱：“二十六日早架行公随往且怒且愧不能饮食此归遂病疏请假调理”
369. ↑  《明实录》穆宗实录·卷十九：“丙戌大学士徐阶以疾在告上遣太医院官胗视赐猪羊酒米等物阶疏谢既而引疾乞休上曰卿德望优隆练达政体安攘大计方赖赞襄岂可引疾求退宜慎加调摄痊可即出辅政不允辞”
370. ↑  《明实录》穆宗实录·卷十七：“大学士徐阶以历一品俸再满九年自陈不职上曰卿辅佐先帝久著忠诚翊戴朕躬勋猷益茂兹九年再满朕心嘉悦其赞理如故吏部议拟应得恩典以闻”
371. ↑  《世经堂集》卷十·九年再满乞休：“奏为历俸再满九年自劾奉职不称乞赐罢黜事臣先任礼部尚书兼翰林院学士于嘉靖二十九年八月初四日蒙世宗皇帝加臣太子太保后者加少保少傅东阁等大学士以至今官嘉靖三十八年五月初三日历从一品俸九年考满蒙世宗皇帝命臣复职去岁恭遇皇上龙飞御天不弃管蒯仍容窃禄扣至今二月初三日连闰又历俸九年查得九年考满官员例应开俸听候朝廷处分除己将俸粮咨行户部住支外伏念臣才质庸下学术空疏偶蒙两朝仁圣之误知久冒一品孤卿之峻秩用过其器食浮于人愧每积于叨逾咎日丛于鳏旷加以犬马之齿六十有六衰龄多病气弱神昏鼷鼠之技既穷驽骀之力并竭即臣自评独知不可复恋非据至于公论其将谓何兹当报满之期实乃知止之会在臣固宜决于求去不容昧心以谋身在朝廷亦宜严于黜幽不得以仁而揜义臣用是辄敢陈乞伏望圣明持考课之至公念行法之自近将臣俯赐罢黜则不惟辅弼重任不玷于非人而凡臣工咸有劝惩益勉惟其职业矣隆庆二年二月初六日奉圣旨卿辅佐先帝久着忠诚翊戴朕躬勋猷益茂兹九年再满朕心嘉悦着照旧赞理不允辞应得恩典吏部议拟来看”
372. ↑  《明实录》穆宗实录·卷十七：“阶复上疏求去辞免加恩上曰卿先朝耆硕才德兼隆经国筹边功在社稷朕已命所司议拟重加恩赉用示眷酬何乃复疏求去其遵前旨即出赞理以副朕怀不允辞是日吏部拟上恩例得旨辅臣阶支伯爵俸荫一子锦衣卫正千户子太常少卿璠升本寺卿仍掌尚宝司事赐敕奖谕宴于礼部”
373. ↑  《世经堂集》卷十·乞休并收回恩命：“奏为衰庸久负任使恳乞俯赐罢黜收回恩命事本月初四日该臣奏为历俸再满九年自劾奉职不称乞赐罢黜事初六日奉圣旨辅佐先帝久著忠诚翊戴朕躬勋猷益茂兹九年再满朕心嘉悦着照旧赞理不允辞应得恩典吏部议拟来看钦此臣捧读有循不胜感激不胜惶悚切念臣生本至愚长复寡学徒慕硁硁之末节而无应务之才徒怀惴惴之小心而无济时之略赞理重任非臣所宜冒居不独人知之臣诚自知之矣故在先帝时常因奏对屡乞休致荷蒙先帝包荒之度未及弃捐昨岁恭遇皇上登极臣尝应诏曰陈及因患病被论累疏乞去俱蒙皇上求旧之仁未即摈斥臣于时仰感恩造俯幸遭逢亦自忘其不足有为久竭心力用图报称顾以质限于天赋莫效驰驱又以气衰于暮龄不任鞭策自去冬以来数欲引退但思万寿圣节近在春初义当率先羣臣恭效庆祀是以疏草虽具不敢辄渎宸严兹贺礼已成纵今臣历俸尚浅亦不宜仍处非据以上负圣明之任使下干缙绅之讥评而况再满九年叨逾极甚臣虽不才岂遽至以贪恋尽迷其是非之良心哉臣昨疏所云尽惟恨未能敷写惭惶恐惧之情初不敢有一语虚饰也兹乃蒙一圣慈曲念天语过褒不允赞理之辞仍下加恩之命臣将何以胜之仰惟皇上光抚丕图旁招羣彦方将振休声于三王五帝恢弘烈于二祖八宗黜陟赏罚之施所宜审慎伏乞念赞理之托误于昔者不容复失于今恩数之颁溢于前者不可复滥于后将臣即赐罢黜敕下吏部停止恩典之议拟则圣政益彰于辨治庶绩益进于熙明不惟遂臣今日知止之祈实足慰臣平日区区所愿望也隆庆二年二月初九日奉圣旨卿先朝耆硕才德兼隆经国筹边功在社稷朕已命所司议拟重加恩赉用示眷酬如何又疏求去宜遵前者即出赞理以副朕怀不允所辞吏部知道”
374. ↑  《明实录》穆宗实录·卷十七：“命成国公朱希忠英国公张溶镇远侯顾寰充三公大学士徐阶陈以勤张居正吏部尚书杨博工部尚书雷礼兵部尚书霍冀都御史王廷吏部左侍郎王本固户部右侍郎刘自强充九卿行五推九推礼”
375. ↑  《世经堂集》卷十·再乞休并收回恩命：“奏为辞免恩命仍乞俯赐罢黜事本月初四日该臣奏为历俸再满九年自劾奉职不称乞赐罢黜事初六日奉圣旨卿辅佐先帝久着忠诚翊戴朕躬勋猷益茂兹九年再满朕心嘉悦着照旧赞理不允辞应得恩典吏部议拟来看臣奏为衰庸久负任使恳乞圣明俯赐罢黜收回恩命事本月初九日奉圣旨卿先朝耆硕才德兼隆经国筹边功在社稷朕已命所司议拟重加恩赉用示眷酬如何又疏求去宜遵前者即出赞理以副朕怀不允所辞吏部知道钦此臣正草疏再行陈乞间随准吏部咨该本部题奉云旨是辅臣阶特加支伯爵俸荫一子与做锦衣卫正千户其应荫文衔着以伊男徐璠升太常寺卿仍管尚宝司事还写敕奖谕赐宴礼部以示朕眷礼至意钦此臣闻命惶悚措身无地盖人臣事君必自量有能为之才然后可以居位而不避否则有职官之刑必自审有可录之功然后可以受恩而不辞否则有负乘之咎臣昨陈乞罢黜正自量器局陋庸年力衰备不足以居乎其位是以不敢冒而安之也兹乃仰荷圣慈宽于议罚笃于施仁举纶音之重部宴之荣五等之厚禄奉常侍卫之美官一旦能加臣身以及臣之于此则于恩为非常于数为极异即在名贤硕辅且犹不能胜而不职如臣方欲辞其所有顾蒙皇上益之以所无方欲解去其所不敢居顾蒙皇上锡之以梦想之所未尝及臣其容以领受乎夫非分之获不独有道者以为忧亦乃鬼神所不佑殊特之恩不独在下者所当力辞亦朝廷所宜深加爱惜臣虽无所知识然于自度则颇分明若贪取而不知愧冥行而不知恐固非臣之所敢为也况臣旧患疾火便血等证见今举发饮食日减动履日艰方虞残喘之难延尤绝身外之过望伏乞圣明鉴亮臣情收回前项恩命仍将臣罢黜以昭考课之公以示服官之警臣退伏田里实所甘心如或念臣曾随翊戴之末姑存优礼大臣之体赐臣致仕使得假借名器以耀生前而光地下则尤臣之至幸然非所敢辄请也臣无任恳切仰祈之至隆庆二年二月十二奉圣旨卿才兼文武久著勋劳特加异恩以示酬眷宜承命即出辅理不允所辞吏部知道”
376. ↑  《明实录》穆宗实录·卷十七：“大学士徐阶三疏辞免恩命上曰卿才兼文武久著勋劳特加殊恩以示酬眷宜承命即出辅理不允所辞是日又遣太监刘大用至阶第赐白金五十两大红麒麟服及纻丝四表里钞五千贯并茶饭羊酒”
377. ↑  《世经堂集》卷十·再乞收回恩命：“奏为祗奉明旨勉出供职恳乞圣明允辞恩命事本月初十日该臣奏为辞免恩命仍乞俯赐罢黜事十二日奉圣旨卿才兼文武久著勋劳特加异恩以示酬眷宜承命即出辅理不允所辞吏部知道钦此臣数日以来凡三上疏乞罢古称犬马犹知报主臣幸荷皇上知遇之隆眷礼之厚岂至懵然不知图报曾犬马之不若哉实以任大器小责重年衰恐办理不前废误国事是以屡渎而不能已也伏奉明旨曰照旧赞理不允辞曰宜遵前旨即出赞理日即出辅理不允所虽前后亦三留臣仰惟皇上方举耕藉之上仪奉山陵之春祀臣于分皆当扈蹄昨滥兴九推之列特出钦点臣于义所当遵承三月间册立东宫臣于礼当率先群臣恭行延贺且明辰适值耕田演礼之期而兹蒙德意动惓温诏让复又如此臣捧诵感激涕泗交下不敢过自退怯仰负圣恩谨勉策驽骀力忍疾痛即赴鸿胪寺报名朝见谢恩照旧供职外惟是加俸等项恩典在朝廷之赐予则写过于旷特在臣下之承受则为极于叨逾臣反复思惟不敢冒领臣昔于嘉靖四十四年以历俸十五年考满荷蒙先帝赐臣敕谕并三代诰命加臣上柱国并特进赐宴礼部荫臣一子为尚宝司司丞后臣具疏控辞蒙允辞上柱国及部宴之赐今免宴已有故事而伯爵俸乃朝廷所以待殊勋其非臣所宜受与上柱国事体相等臣男太常寺卿之升锦衣卫正千户之荫较臣彼时所被荫典为官既崇为数又倍臣自揣岂能胜此伏乞皇上少垂天日之光照察下惆容臣祗领敕谕其馀恩数一切停止庶臣身心少安得以勉修职业图报万一臣无任恳欺祈请之至隆庆二年二月十四日圣旨卿忠贞茂绩加恩非过览奏情词乙切具见谦慎伯爵俸并部宴唯辞免其馀宜承朕命该部知道”
378. ↑  《明实录》穆宗实录·卷十七：“乙未大学士徐阶以温旨谕留者三乃出视事复恳辞恩命上答曰卿忠贞茂绩加恩非过览奏情词恳切具见谦慎伯爵俸及部宴准辞其馀宜承朕命”
379. ↑  《明实录》穆宗实录·卷二十二：“户科左给事中张齐上疏劾大学士徐阶不职状其略言阶事 世宗皇帝十八年神仙土木皆阶所赞成及世宗崩乃手草遗诏历数其过阶与严嵩处十五年缔交连姻曾无一言相忤及严氏败卒背而攻之阶为人臣不忠与人交不信大莭已久亏矣比者各边告急皇上屡廑宣谕阶略不省闻惟务养交固宠擅作威福天下惟知有阶不知有 陛下臣谨昧死以闻上曰徐阶辅弼首臣忠诚体国朕所素鉴张齐辄敢肆意诋诬姑调外任用”
380. ↑  《世经堂集》卷十·被论乞休：“今日臣在阁伏蒙发下诸司幸疏内有户科左给事中张齐一本题为边事重大元辅不堪恳乞圣明大奋干断亟赐议处以保安宗社事其词专为劾臣臣窃伏惟念奉职无状致遭人言孤负天恩惭悚无地据齐所论除修撰玄文虽前后同事不止臣一人然臣既不能独辞何所逃责永寿宫乏毁臣因见先帝宸居无所圣衷焦劳又系成祖文皇帝旧宫孝子慈孙理宜修复委实不能诛止亦无所逭罪臣平素不敢徇私植党不敢窃弄威权皇上召问廷臣偏询士庶必有公言无庸臣自明外其余三端则于臣之职掌似有未合于臣之心事似有未亮于人臣之大义似有未明臣辄敢冒昧陈之古者宰相兼综庶政自宋以兵属枢密用兵机宜宰相已有不与闻者至我朝革丞相设六卿兵事尽以归之兵部阁臣之职止是票拟亦犹科臣之职止是建白凡内外臣工论奏边事观其缓急拟请下部看详及兵部题覆观其当否拟请断处闻值事情重大紧迫拟旨上请传行盖为阁臣者其职如此而已非若督抚等官亲临边塞干理战守之务也只如齐所奏板升一节已经下部菝准施行而臣等恭遇皇上登极之初拟上诏条先已及于招徕去冬会议防边又已申明其说中闻行之力与不力乃在边臣非臣等所能代为也今如齐奏必当使阁臣临边若宗祝之舍尊俎而代庖欤斯则于臣之职掌未合者也辅臣草诏是谓代言前岁先帝所颁遗诏草虽具于臣手然实代先帝言也臣于时窃思禹汤罪已其兴勃焉而下者如轮台奉天之诏亦足以收人心恢帝业遂不自量隹薄欲于文字之间成先帝之盛德赞皇上之新政是以有尽愆成美端仗后贤等语实非敢彩先帝之失也当遗诏之开读也百官万民莫不感动号哭颂先帝之圣增遗弓之思此在皇上可访而知也然则臣于先帝为毁欤为忠欤斯则于臣之心事未亮者也臣昔与严嵩同官其序在先其齿又长彼所行事臣安能尽与相违然中间劝请调维固亦多矣其后事败御史邹应龙林润等据公论以劾奏于下三法司锦衣卫按公法以议拟于中先帝秉公道以主张于上或亲洒翰谕或亲批奏章明日月而威雷霆于时嵩父子之获罪盖有不待臣之攻者夫古者大义灭亲故周公诛兄及弟石骑诛其子圣贤未尝非之诚以国家为重也今推齐之意则为人臣者必当不顾君父而惟和交之是徇然后为君子长者之道欤斯则于人臣之大义未明者也臣浅才薄德无补圣时久已自知累疏求退兹又被论益何颜面立于百僚之首惟是职掌心事大义之所存容不白故不敢不避渎烦披沥上奏至若臣之官职伏乞圣明俯赐削夺以谢言者仍如齐奏别选才能代臣所任以保宗社于永安实臣愚之幸甚亦臣避贤之夙心也臣不胜恳切祈请之至隆庆二年七月十七日奉圣旨卿即出供职不必再辞吏部知道”
381. ↑  《世经堂集》卷十·再乞休：“奏为恭谢天恩再陈下悃乞赐罢黜事本月十七日该户科左给事中张齐题为边事重大元辅不堪恳乞圣明大奋乾断亟赐议处以保安宗社事奉圣旨徐阶辅弼重臣忠诚体国朕所素鉴张齐辄敢恣肆诟诬姑不究调外任该衙门经过钦此又该臣奏为自陈不职恳乞天恩俯赐罢黜以谢人言事奉圣旨卿即出供职不必再辞吏部知道钦此伏念臣滥叨任使荐历岁年劳效靡称罪过业绩兹经论劾罢黜犹轻荷蒙皇上普日月照临之明恢天地包容之度涤臣垢累俾仍旧班特降御批敕令即出臣仰天稽首伏地拊心感极涕零莫知所措本当即奏明命趋谢阙廷勉供职业但臣闻任之重者不易于称塞恩之隆者尤难于报酬臣才识疏庸器局偏浅既无经世之略亦乏救时之能迩者屡疏乞休固已具陈不堪之状矣今重任不减于前圣恩益隆于旧而臣禀赋有定莫能扩充年力衰迟不胜鞭策其将何以效报酬而图称塞哉夫力微道远而行不止则颠蹶必随腹小量盈而食不休则疾病必作故贪迷宠利非人臣所以求无负于明主时而哀矜不能实圣主所以赐曲成于庶物臣用是踉碏战兢未敢即出徘徊瞻眄犹冀曲从再沥忱辞仰干天听伏乞皇上俯鉴下情慨赐罢黜俾臣获安愚分以免后艰则臣生当戴鸿造于山林死当衔至仁于泉曲矣臣无任恳切祈请俟命之至隆庆一年七月十九日奉圣旨卿即屡辞特准致仕着驰驿去吏部知道”
382. ↑  《明实录》穆宗实录·卷二十二：“丙寅大学士徐阶再上疏乞休上许之特命驰驿遣行人护送以归有司岁给人夫八名月给廪米六石仍赐阶敕谕曰卿自弱冠及第珥笔词林博学宏才蔚有令望既服官中外劳绩甚多乃受先帝眷知擢居纶阁平章大政悉裕乃猷虽遭际时艰善藏其用已而专司揆席独运钧衡斥伏庸回邦家以之宁谧屏除贪墨朝著因而肃清迨 先帝升遐朕嗣大历服卿乃宣扬遗 命与四海以更新翊卫朕躬听百官之总已用光始政不替初忱凡论道经邦以安内攘外莫不殚竭心力曲尽纤微俾予一人垂拱之休皆卿十八载励相之力方切倚毗共致升平而屡托微疴力求避位举朝有勉留之疏在卿坚肥遁之情朕非不欲属任老成而又不忍烦以机务特赐俞允因锡玺书命乘传以言归遣使臣而戒道仍岁给夫役八夫月馈官廪六石以示朕优眷之意于戏仲淹秉政清朝心怀天下之忧乐裴度投闲绿野身系国家之重轻卿于二臣后先一致其尚加飡食保固精神暂寻洛社之盟行俟东山之召卿其勉承之哉”
383. ↑  《国朝内阁名臣事略》卷八·徐文贞公年谱：“芳尝使人求公荐为司礼曰司礼用舍在主上自来未有内阁联与此事者由是芳恨公会郧阳巡抚刘秉仁疏论太和山太监内有称芳语工科右给事中吴时来劾秉仁以为交结或谗公于芳云吴疏出徐公指使律交结近侍斩其意盖欲杀公也芳于是恨公不可解及公再疏求去芳遂传旨罢公焉”
384. ↑  《国榷》卷六十五：“乙丑徐阶疏辨乞休不许[...]初太监李芳侍上潜邸薄阶党严氏又数上章不尽得颇心望焉当阶乞休张居正以阶柄久密报芳阶欲不任矣遂许之”
385. ↑  《谷山笔尘》卷四：“高拱罢相，“方是时江陵张公居正与新郑厚见其状不平往请华亭华亭不听一日华亭以政务咨之江陵谢曰某今日进一语明日为中玄矣其明年戊辰华亭罢相盖江陵有力焉”
386. ↑  《嘉靖以来首辅传》卷六：“阶再上疏乞归而张居正意不欲阶久居上且与高拱有宿约以密纸报李芳阶不欲任矣遂许之”
387. ↑  《万历野获编》补遗卷二·内阁：“穆宗初政在揆地者凡六人江陵张公为末相次揆新郑高公既与首揆华亭徐公失欢南北言路连章攻之张故徐门生为之调停其间怂恿高避位三揆安阳郭公为公同乡厚善亦非徐所喜张亦佐徐逐之未几徐首揆被言张又与大珰李芳谋令归里兴化李公代徐为政益为张所轻乃市恩于高起之家且兼掌吏部而次揆南充陈公与兴化俱为张与高所厌相继逐矣”
388. ↑  《明实录》穆宗实录·卷二十二：“故谕时大学士李春芳陈以勤张居正皆以阶内阁首臣谙达政体力劝上留阶上谓阶年高且求退再三故卒从所请故宴劳锡予之隆一如杨廷和故事称优隆云”
389. ↑  《明实录》穆宗实录·卷二十二：“少傅兼太子太傅吏部尚书杨博兵部尚书霍冀刑部尚书毛恺各上疏请留大学士徐阶上俱报闻”
390. ↑  《明实录》穆宗实录·卷二十二：“已而都察院左都御史王廷遂发给事中张齐奸利事言齐前奉命赏军宣大时有盐商杨四和者故与齐父楝相善入其赂数千金还为言恤边商革馀盐等数事皆窒碍难行为大学士徐阶所格而四和见事不遂复抵齐父索金踪迹颇露齐内惭且恐得罪乃借以攻阶为名黯乱无状宜正刑典疏入上以齐既受财枉法令锦衣卫逮齐父子及诸疏内有名者送镇抚司鞫实以闻”
391. ↑  《张太岳集》卷三十四·答上师相徐存斋并附与诸公书·七：“捧读台翰涕泗交零以不肖之浅薄猥辱老师甄陶引拔致有今日恩重于邱山报微于毫末元年之事选懦自立不能昌言以树正帜 一罪也及谗言外哄中人内构不能剖心以明老师之诚节二罪也公旦远避流言于今三年不能以一语寤主使金滕久闭郊礼不行三罪也”
392. ↑  《世经堂续集》卷十二·与瑛儿
393. ↑  《世经堂续集》卷十一·复孙淮海中丞：“幸有先人之薄田可耕敝庐可以避风雨而又有书可以教孙曾”
394. ↑  《世经堂续集》卷十一·与纪豫吾大行：“偃卧小斋书籍抛废独于静中收摄此心觉少不散乱而已”
395. ↑  《世经堂续集》卷十一·复徐龙湾宪伯：“自奉违以来虽有足疾幸尚能动履时时出与朋旧游钓为欢归则启箧取执事所惠长诗击节读之颇不寂寞”
396. ↑  《世经堂续集》卷十一·复毕松波京兆：“惟时时令小孙辈读古诗文卧而听之遇有会意处辄抚掌一笑或签数言以自适而已”
397. ↑  《世经堂续集》卷十一·复游让溪中丞：“吾辈所学者孔孟程朱然此四君子原自见毁于人原自不得位区区浮议外物何足动吾中若缘此或遂著述之图有一二书册可传于后世却似比之官爵所得更多耳”
398. ↑  《世经堂续集》卷十一·柬衷洪溪郡侯：“适见按院所行告示其为民之心本极恳切但奸民所以未敢肆者惧抢夺之罪耳使抢夺无罪而激变有刑则奸民乘之妄作以富家存留自食之米概指为余剩强迫称贷尽其有而去富者将何以自存夫富者独非民乎且奸民今日贷于甲明日贷于乙既罄富者之有其贫弱之民乃更无所于贷则无乃利奸恶而毙善良乎公素明万物一体之学伏望就中更加酌处以杜祸端敝乡贫民皆佃种富民之田如今富民毋计利吝施各自贷其租户苟非租户不得妄指称贷违者各坐以罪其中人自有田房者理当自食不得亦称贫民往贷于富家至于贫难生员及一种不耕游手之民则落地方报名于官另为处给如此庶恤贫安富一举两得而乱可弭也”
399. ↑  《备忘集》卷五·复徐存斋阁老：“至松江日满领教益惟公相爱无异畴昔也殊感殊感近阅退田册益知盛徳出人意表但所退数不多再加清理行之可也昔人改父之政七屋之金须臾而散公以父改子无所不可区区意促装上道不及尽惟谅酌之幸甚”
400. ↑  《备忘集》卷五·复李石麓阁老：“承谕谦虚大德蔼如见之仰服仰服今天下事靡靡不立病坐当事人因循苟且日挨一日去此成彼一担当之而事无不济矣原非时有所难为势有不可为也天下以此日切仰望公以此自处而天下之事集矣复何言复何言散兵巳有处无劳尊虑今可忧者水荒之后无从取米饥民汹汹未知善后之为策耳改折二十馀万石计无所出不得巳而恳之君父之前也惟公力为主张使浚河济饥一举两得为幸为幸存翁近为羣小所苦太甚产业之多令人骇异亦自取也若不退之过半民风刁险可得而止之耶为富不仁有损无益可为后车之戒公非如此如此者承教及口头说话姑谈及之区区欲存翁退産过半为此公百年后得安静计也幸勿以为讶诸凡言不及尽高明察之”
401. ↑  《曲洧新闻》卷四：“巡抚南司隶十郡刻意冰蘖以三尺绳所部有言巨室渔民者辄置于理尽夺其所有予民由是珥笔之徒益肆无忌时华亭谢政归里人不逞者售词于公辄群聚其门日散数千缗不能塞望”
402. ↑  《高文襄公集》卷十六·覆给事中戴凤祥论巡抚海瑞疏：“看得都御史海瑞自抚应天以来裁省浮免厘革宿弊振肃吏治矫正靡习似有仟忏为国为民之意但其求治过急更张太骤人情不无少拂既经言官论劾前因若令仍旧視事恐难展布”
403. ↑  《高文襄公集》卷十六·覆都给事中光懋论巡抚海瑞疏：“看得都御史海瑞巡抚应天更张太骤颇拂人情先该科臣戴凤祥论列已蒙圣明处分本官引咎自陈亦所宜然却乃激愤不平词涉攻击,委的有伤大体今经参劾夫复何词但本官孤忠自许直气不挠旧时名节委有可惜一时愤激乃其气禀学冋之疵揆之官常原无敗损况已奉有钦依无容别议合候命下臣等行令本官照旧候用遇有员缺推补仍令其责躬省过平气虚心正直而济以中和刚方而文以礼乐务广包荒之度毋狃意见之偏则将来建立必有胜于今日者固不止为一节之士矣”
404. ↑  《高文襄公集》卷十六·覆御史成守节论巡抚海瑞疏：“看得都御史海瑞先次奏辩已该臣等复奉钦依行令省悟今乃词称请归意甚快愤且固执偏见是已非人殊失大臣之体御史官见其轻噪连名纠劾诚非过举但本官已奉钦依内事理循省前愆图报隆恩不得任性乖张有负初志”
405. ↑  海瑞在《被论自陈不职疏》指出：“凤翔不考其初，据今日论，谓民为虎，乡官为肉，不知乡官二十余年为虎，小民二十余年为肉，今日乡官之肉，乃小民原有之肉，先夺之，令还之，原非乡官之肉，况先夺其十百，今偿其一，所偿无几。臣窃恐凤翔居乡，亦是此景乡官也。”
406. ↑  《世经堂续集》卷十一·复潘笠江：“家下田亩其载书册不过二万册外又别无户不知所谓四五十万者安顿何处若当道诸公肯加查核有无便立见矣夫田既少则所入薄所入薄则家人自不能多养只观家下无歌童无食客可类推也今三小儿家人自先世所遗及累年所畜委不过百祗缘近年刁徒概以顾募种田并住房人等告作家人”
407. ↑  《皇明大事记》卷三十八：“徐在事久家富传言有田十八万亩诸子嗜利奴仆多藉势纵横”
408. ↑  《林居漫录》卷一：“华亭在政府久富于分宜有田二十四万子弟家奴暴横闾里一方病之如坐水火”
409. ↑  《皇明法传录嘉隆纪》卷六：“拱之再起也对士大夫常曰华亭有旧恩后小相失不足为怨男儿举事要正大磊落若恩怨二字不能摆脱尚何可云时朝臣尽信以为大度柄用颇又情志稍露而门下士奔 走凿空效奇以博宠荣于是报吴之举决矣”
410. ↑  《高文襄公集》卷八·正纲常定是以仰裨圣政疏：“我朝规模宏远君臣之义极严父子之恩至笃以此号令天下所以治道迈隆古而陋近代迨我先帝以圣神御极骏烈鸿猷昭揭宇宙我皇上胡登宝位志隆继述所谓不改父之政实本心也而当时议事之臣不以忠孝事君务行私臆乃假托诏旨于凡先帝所去如大礼大狱及建言得罪诸臣悉起用之不次起摧立至公卿其已死者悉为政官荫子夫大礼先帝亲定所以立万世君臣父子之极也献皇尊号已正明伦大典颁示天下久矣而今于议礼得罪者悉从褒显将使献皇在庙之灵何以为享先帝在天之灵何以为心皇上岁时祭献何以对越二圣则岂非欺误皇上之甚者乎至于大狱及建言得罪诸臣岂无一人当其罪者而乃不论有罪无罪贤与不肖但系先帝所去悉褒显之则无乃以雠视先帝欤则无乃反商政待皇上欤即武王克商政亦不过释其子囚封比千墓加意贤者而已未闻其于商家所弃之人尽用之也而况皇上乎皇上先帝之亲子也议事者固先帝之臣遗诸皇上者也乃明于上前所为如此是自悖君臣之义而伤主上父子之恩非所以为训于天下也臣每私心痛恨至于流涕自臣掌管部事以来凡遇此等乞恩恤者悉停格不行今又有唐枢王俊民之事夫此事滥行已久如枢辈得褒显者何可胜数枢辈录与不录亦无足言也臣独痛夫人臣归过先帝及其所为以行己之私臆既多时矣宜亦有明之者矣而今当事之臣尚公然为之不觉其悖旁观之人尚漫然视之不以为非岂天理果灭人心果死欤若始终无一人破其说恐天下之人直以悖逆为当然天经地义沦敉日深无父无君之事将由此起则何以为国也昔弘治初年御史彭程地视光禄寺上言成化间滥费太多孝皇皋怒以为杨先帝之过论大不敬 后得免死充军夫彭程所坐特滥费太多之一言耳乃其视今日之事何如哉伏望皇上敕下阁臣议行务将皇上继述之本心与夫今日群臣所以仰体圣心而敬承先帝之志者当何如为是并往日所行之非明白谕告天下以醒久迷之人心以开久涂之耳目嗣后敢有务行己私扬先帝之过者皆以大不敬论如此则父子之道正而皇上之大孝永垂于万代君臣之道正而皇上之大法永镇于万方致理之原实在于此”
411. ↑  《明实录》穆宗实录·卷四十九：“先是原任刑部主事唐枢在先朝以大狱得罪故吏科都给事中王俊民以议大礼得罪上登极诏录建言诸臣枢得复职调俊民赠官荫子至是浙江抚臣谷中虗以枢老请加秩致仕而俊民孙秉礼适到部承荫掌吏部大学士高拱以为非宜上疏曰我朝规模宏远君臣之义极严父子之恩至笃以此号令天下所以治道迈隆古而陋近代迨我先帝以圣神御极骏烈鸿猷昭揭宇宙皇上嗣位志隆继述所谓不改父之政其本心也而当时议事之臣不以忠孝事君务行私臆乃假托诏旨凡 先帝所去大礼大狱得罪诸臣悉起用之不次起擢立至公卿其死者悉有赠荫大夫礼先帝亲定所以立万世君臣父子之极也献皇尊号已正明伦大典颁示天下久矣今议礼得罪者悉从褒显将使 献皇在庙之灵何以为享先帝在天之灵何以为心皇上岁时祭献何以对越二圣则岂非欺误之甚者乎至于大狱及建言得罪诸臣岂无一人当其罪者乃不论有罪无罪贤与不肖但 先帝所去悉褒显之则无乃以警视先帝欤武王反商政亦不过释箕子囚封比干墓加意贤者而已未闻于商家所弃之人尽用之也今上亲先帝之子议事者固先帝之遣臣乃明于上前所为如此是自悖君臣之义而伤主上父子之恩非所为训于天下也臣每私心痛恨至于流涕自臣掌部事以来此等陈乞悉停革不行今又有唐枢王俊民之事此谊不明如枢辈得褒显者甚多因不必言臣独痛夫人臣归过先帝及其所为以行己之私臆既多时矣宜亦有明之者而今当事之臣尚公然为之不觉其悖傍观者亦漫然视之不以为非岂天理果泯人心果死欤若始终无人一破其说恐天下之人直以悖逆为当然矣经地义沦斁日深无父无君之事将由此起则何以为国也弘治初御史彭程巡视光禄上言成化闲滥费太多孝皇盛怒以为扬先帝之过论大不敬斩后得免死充军夫彭程所坐特一言耳视今日之事何如哉愿下阁臣议务明皇上继述本心与今日群臣所以仰体 圣心而敬承先帝者当何如为是并往日所行之非明白谕告天下以醒久迷之人心以开久涂之耳目自后敢有务行已私过先帝者皆以大不敬论如此则父子之道正而 皇上之大孝永垂于万代君臣之道正而皇上之大法永照于万方致理之原实在于此疏入上曰大礼断自皇孝可垂万世谏者本属有罪其他建言被谴亦岂皆无罪者乃今不加甄别尽尽恤录何以仰慰在天之灵览卿奏其见忠悃诸陈乞并罢吏部仍通行晓谕自后有借倒市恩归过先帝者重论不宥”
412. ↑  《高文襄公集》卷八·辨大冤明大义以正国法疏：“古之人君有殒于非命不得正其中者其名至为不美盖实有其事而不容掩故有以流传而取讥于后也以我先帝果是不得正终实有其事否乎先帝聪明睿智允文允武事无大小悉洞烛其隐微至于保爱圣体尤极详慎即用太医院官一剂亦必有御札与辅臣商榷安肯不问可否轻服方士之药又安有既服受伤不以为言又复服之之理此自陛下所明知也今乃曰热药伤人之物致蒙误服圣躬违和又曰丹药从鼻孔吸进又蒙误服内伤弥重皇天后土在上然耶否耶先帝临御四十五年享年六十寿考令终盖自古所罕有者末年抱病经岁从容上宾曾无暴違此亦天下所共闻也今乃曰金等妄进汤药内有大黄芒硝等物遂损圣体乃拟王金等比依子杀父之律谓先帝是金等所害皇天后土在上然耶否耶先帝圣主也何乃至于非命至是耶又果闻自何人何所证据而云然耶议事者不知其意何所为乃假先帝为辞诬以不得正终其将谓先帝为何如且陛下以父子之间而明于陛下前诬先帝以不得正终其将谓陛下何如今罪囚招中明开先帝为人所害是何事体每岁审录大庭之上明说先帝为人所害是何语言且在臣民皆不忍闻久怀痛愤九重高远此等形状何由得知臣如不言其谁为陛下言者若不亟明其事恐天下后世信以为真卒使先帝抱不白之冤于天上留不美之名于人间則天地古令之变无有大于此者而陛下亦何如为情也”
413. ↑  《明实录》穆宗实录·卷四十九：“掌吏部事大学高拱言近者审录重囚阅方士王金陶世恩陶仿申世文刘文彬高守忠等狱词不觉隐动流涕曰先帝受诬一何至此哉古之人君有殒于非命不得正其终者其名至为不美盖实有其事而不容掩故有以流传而取言几于后也以我先帝聪明睿智事无大小悉洞烛其彻至于保爱圣体尤极详慎即用大医院一剂亦必有御札与辅臣商确安肯不问可否轻服方士之药又安有既服受伤不言又复服之之理陛下所明知也先帝临御四十五年享年六十寿考令终盖自古所罕有者末年抱病往岁从容上宾曾无暴遽此亦天下所共知也今乃曰金等妄进药物送损圣体比金等子杀父律谓先帝是金等所害皇天后土在上然耶否议事者不知其意何所为乃假先帝为诬以不得正终其将谓先帝为何如且陛下以父子之间而明于陛下前诬先帝以不得正终其将谓陛下为何如今罪招中明开先帝为人所害是何事体每岁审录大廷之上明说先帝为人所害是何语言凡在臣民皆不忍闻久怀痛愤九重高远此等情状何由得知臣如不言其谁为陛下言者若不亟明其事恐天下后世信以为真卒使先帝抱不白之冤于天上留不美之名于人闲则天地古今之变无有大于此者而陛下亦何如为情也伏望敕下法司会同多官从公再讯务见的确然后涣发纶音明其事于天下宣付史馆明其事于人闲后世使皆知先帝以正终更无他说则不惟仰慰先帝在天之灵而陛下为亲昭雪亦可以明父子之恩臣等为君昭雪亦可以尽君臣之义万代瞻仰在此本也至于金等恶孽滔天自有当诛之罪只宜以本等罪名诛之万死何足惜哉上曰兹事重情大法司具会同多官讯实以闻于是刑部会府部大臣及锦衣卫科道官于承天门外鞫之尽反佥等狱词言金等狱词言金等进药无事实前所坐悉妄第他罪恶尚多不当轻纵请更下法司改傅正律上曰我皇考圣神睿智荷天笃佑寿考正终享国享年乃自古帝王所罕及者何尝轻用方药却乃委罪于人兹事既会鞫明白其宣付史馆纪录垂示万世金等既有别罪依拟更论具奏已而刑部尚书葛守礼等奏金仿文彬世恩守忠习放陶仲父术左道惑人世文称习兵书亦非正术俱应为从论苐世文未冒升赏守忠入京未久稍宜末减发原籍为民金仿世恩文彬可编至外所流妻子应赦归诏如议于是吏科给事中赵奋言先帝寿考令终固不以方士贻戚然金等以符咒邪术夤缘于进荧惑万乘之主罪亦宜诛今法司诸臣以辅臣请为昭雪先帝之故遂致弗诛概从宽宥夫罪有首而后有从金等俱为从又孰为首耶将以陶仲文为首必仲文同时伏诛而后可今其人已得死牖下矣为首之罪果将谁属乎既无首又何为从是辅臣所为隐恸欲白先帝之冤者而法司直以为金等解脱之地也法司为天下持平昔则一主于入而不思为先帝之地今则一主于出而不恤乎后世之讯法吏若此陛下何赖哉臣请敕法司更将金等重拟务使罪当其请庶几上足以慰先帝在天之灵下足以照朝廷法典之正疏入报闻”
414. ↑  《明实录》穆宗实录·卷五十七：“革汉阳府知府孙克弘职闲住克弘者前大学士徐阶同邑人也尝遣其家人孙伍至京师或妄传为阶所使给事中韩楫宋之韩相与计欲寻端批根以中阶伍寄宿民家两人奄至其卧内袭执之大索资装求阶事为左验而伍所持独克弘所与亲故书他处所护乃更引他事谓阶子璠等侵盗本府起解钱粮各坐以不法并尽捕阶家人留居京师者杂考治之御史王元宾受楫等指穷竟其事执伍等送法司因奏克弘夤缘升迁当罢黜状并极言诋阶于是克弘坐斥而喜事于进之徒益务踪迹阶事为奇货矣”
415. ↑  《李文节集》卷二十八：“谨按谥法道德传闻曰文大虑克就曰贞以彼振藻词林掉鞅艺囿辑纬鸿业润色太平讲新建之微言窃前修之堂奥可以为文矣乃其比肩壬人左机右阱接迹浊世波荡缘棼国本危疑叔孙之箝口末命仓卒子孟之所怵心自非妙用善藏圆机能应缄滕弗固茹钠未弘何以脱羿彀之危伸箫规之志捧日于阳谷回天于密微曲运调停之权光昭作遽之际盖惟其远猷独秉石尽渊涵虑必八铉规必万懻懻是以垂绅缙笏动中机宜平而邃不显功懋而人莫窥默奠九彝之安阴培万年之祚此惟可与沈几密暮者道禾易为浅衷弱植者言也律之大虑克就可不谓贞乎昔魏征正色于贞观杨士奇受遗于昭代而身殁之后并谥文贞以今方彼殆有过之无不及矣某稽之令甲参之舆论谥以文贞洵非虚美”
416. ↑  《名山藏》卷七十九·徐阶：“其明年卒追赠太师谥文贞孙元春登进士官光禄少卿”
417. ↑  《明儒学案》卷二十七·文贞徐存斋先生阶：“存斋论学语亲亲仁民爱物是天理自然非圣人强为之差等只如人身虽无尺寸之肤不爱然却于头目腹心重于手足皮毛爪齿渐渐轻遇有急却濡手足焦毛髪以卫腹心头目故此是自然之理然又不可因此就说人原不爱手足毛髪故亲亲仁民爱物总言之又只是一个仁爱也”
418. ↑  《明儒学案》卷二十七·文贞徐存斋先生阶：“有言学只力行不必谈说性命道德者譬如登万仞之山必见山头所在乃有进步处非可瞑目求前也除性命道德行个甚么人只是一个心心只是一个理但对父则曰孝对君则曰忠其用殊耳故学先治心苟能治心则所谓忠孝时措而宜矣人言千蹊万径皆可以适国然谓之蹊径则非正路矣由之而行入之愈远迷之愈深或至于榛芥荆棘之间而渐入穷山空谷之内去国远矣况能有至乎故学须辨路径路径既明纵行之不能至犹不失日日在康庄也大学洁矩只是一个仁心盖仁则于人无不爱上下前后左右皆欲使不失所故能推己以及之所谓惟仁人能爱人能恶人先王有不忍人之心斯有不忍人之政者也学者须豫养此心始得”
419. ↑  《世经堂集》卷十一·学则序：“古之学出于一而后世之学析而为二是故古之道问学以尊德性而后世欲舍尊德性以别求所谓道问学之事古之德性则必问且学而后世欲舍道问学以别求所谓尊德性之功...朱子于程允夫之名齐易道问学以为尊德性...盖两夫子之学问出于一而精一博约之传绝而复继者实在于此至所谓子静所说专是尊德性事某平日所论却是道问学上多者则或朱子一时答问之语未可据以为终身之断而其谓道合志同是乃两夫子之深相契而相许者也顾昧者不此之察既谬以为二而其间号为有识之士亦仅以为如辅车之不可相无而究其本一”
420. ↑  《世经堂集》卷十三·陆文裕公集序：“虽出于圣人之手犹文之一端也而后世不察独以文字当之于是道德勋业文章判为三途至其甚也又举所谓文字者归之乎浮靡诡诞之作而其为文因亦流于俳优之末技家人之俚语则何所系于人文世道以庶几古作者之谓万一哉”
421. ↑  《世经堂集》卷十一·官箴集要序：“夫政与学非二物也顾三代以上政与学一而仁义礼学之泽达于天下三代以降政与学析而为二而仁义礼乐为虚谈此其何故也古之时士知以仁义礼乐修其身而已未始求夫政者而讲明之也然自其习于仁也则所以育万民者存焉自其习于义也则所以万民存焉自其习于礼乐也则所以节民和民者存焉本诸其身施诸天下惟天下亦自感发于所性之同与其践履之实而以顺化虽欲二之乌得而二之后世修身之义不明士指其训诂词章名之曰学一旦立于民上则见夫向之所习果不足以为治不得已俛出于刑名术数以要近功及行之即就亦遂不觉其非名之曰政而颛颛焉执以待用虽欲一之又乌得而一之故天下不患无善政患无实学”
422. ↑  《世经堂集》卷十四·严州三先生祠记：“君子相天下必本于学所谓学者何哉惟精惟一伊傅周召闻诸尧舜而以相乎殷周者是也慨自世教衰士有如管仲者出挟其小器以归利于诸侯诸侯之相适无知学者而仲得以行其志由是士大夫慕焉其世愈下其名愈闻权谋功利之习遂以深锢不复知有学而独一二不得位之君子相于探精一之旨于残编断简之间以淑其身以教诸人而论者因以理学归之盖其说公矣然其后也遂以是学为不得位者种私物而相天下者专以业称则又岂知学与业名虽殊而实则一使业本于学则业即学也使业不本于学则业亦费也而顾析而二之其无乃惑欤”
423. ↑  《世经堂集》卷十二·寿封佥事吉菴王先生暨配张太宜人序：“古今之变其可慨也夫古之学不难于言难于行今之学不独难于行亦难于言尽昔虞廷之论学仅仅十六字其君臣师友之间又若不专以学为务者而其时乃多圣人孔子孟子发挥仁义恒数百千言惓惓然聚其徒以从事于学而其时叛道败德者接踵然彼犹未亲受孔孟之教者也孔门从游者至三千人孟子传食诸侯从者亦数百人使此三千者十而一贤则道统之传当不独在颜会二子此数百人者百而一贤则其所称许当不止一乐正氏亦不止为二之中四之下然而不能然也孔子曰文莫吾犹也躬行君子则吾未之有得夫孔子岂无得于躬行者哉诚病夫学者行之不逮借巳言之耳观于春秋而战国可知也吾故曰古之学不难于言难于行秦汉以降士益汩于利所谓躬行者吾既以无望而百家诸氏纷纷不经之说吾亦不暇责之详至宋大儒辈出其于学宜足以绍虞廷孔孟之传矣而支离之辈犹不免焉近世君子表知行之一至发体用之一源直指人性之本善使求诸内可谓精且尽矣”
424. ↑  《明儒学案》卷二十七·文贞徐存斋先生阶：“人言千蹊万径皆可以适国然谓之蹊径则非正路矣由之而行入之愈远迷之愈深或至于榛芥荆棘之间而渐入穷山空谷之内去国远矣况能有至乎故学须辨路径路径既明纵行之不能至犹不失日日在康庄也大学洁矩只是一个仁心盖仁则于人无不爱上下前后左右皆欲使不失所故能推己以及之所谓惟仁人能爱人能恶人先王有不忍人之心斯有不忍人之政者也学者须豫养此心始得”
425. ↑  见，南炳文：《明清史蠡测》
426. ↑  见，姜德成：《徐阶与嘉隆政治》
427. ↑  见，谭天星《明代内阁政治》
428. ↑  《皇明世说新语》卷三：“徐文贞致政家居为怨家计告张全山年八十余往候之曰今日赠老先生一字文贞曰何字曰忍字文贞曰我亦赠公一字曰何字曰忘字
429. ↑  《明实录》世宗实录·卷三百二十：“己丑祭帝社帝稷命成国公朱希忠代侯崔元伯陈鏸卫錞辅臣夏言严嵩尚书闻渊费采侍郎孙承恩张治徐阶许成名崔桐陪祀”
430. ↑  《明实录》世宗实录·卷三二六：“己丑祭帝社帝稷命成国公朱希忠代侯崔元伯陈鏸卫錞辅臣夏言严嵩尚书闻渊费采侍郎孙承恩张治徐阶许成名崔桐陪祀”
431. ↑  《明实录》世宗实录·卷三三三：“己酉祭帝社稷命公朱希忠代公张溶侯崔元伯卫錞陈鏸焦栋大学士严嵩尚书闻渊费采文明侍郎孙承恩张治徐阶陪祀”
432. ↑  《明实录》世宗实录·卷三四五：“己酉祭帝社帝稷命成国公朱希忠代公张溶徐延德驸马崔元邬景和伯卫錞陈鏸辅臣严嵩尚书闻渊夏邦谟侍郎徐阶欧阳德王崇庆陪祀”
433. ↑  《明实录》世宗实录·卷三四五：“乙丑祭历代帝王遣宣城伯卫錞行礼尚书闻渊徐阶侍郎殴阳德分献”
434. ↑  《明实录》世宗实录·卷三四八：“丙戌大祭地于方泽先期视牲请太祖配神及是日行礼俱命成国公朱希忠代遂安伯陈鏸东宁伯焦栋大学士张治尚书徐阶分献”
435. ↑  《明实录》世宗实录·卷三五一：“己酉祭帝社帝稷命成国公朱希忠代文武大臣张溶邬景和谢诏卫錞陈鏸焦栋严嵩张治闻渊徐阶欧阳德李本陪祀”
436. ↑  《明实录》世宗实录·卷三五一：“丁巳秋分祭夜明于夕月坛遣遂安伯陈鏸行礼礼部尚书徐阶分献”
437. ↑  《明实录》世宗实录·卷三五四：“己丑冬至大祀天于圜丘先期视牲告请 太祖配帝及是日行礼俱命成国公朱希忠代遂安伯陈鏸大学士张治学士李本礼部尚书徐阶分献”
438. ↑  《明实录》世宗实录·卷三五七：“丁酉祭先师孔子命礼部尚书兼翰林院学士徐阶行礼”
439. ↑  《明实录》世宗实录·卷三五九：“己亥礼部以天久不雨奏请遍祷神祇仍申饬百事涤己省愆修举实政以仰赞圣诚上回天意上曰君者代天工不能独理设官分职以共之又曰臣劳此义孰不知之言之皆非实心也今亦不必申以话言不必虗应故事惟仰告上天庙社诸神以十五日奏告南北二郊前三日告东西二郊神祇坛前二日告二社稷前一日告太庙自初九日始停刑禁屠百官修省至十七日止乃分遣祭告大臣 南郊公朱希忠北郊公张溶太庙驸马都尉邬景和太社稷侯蒋传帝社稷驸马都尉谢诏东郊伯陈鏸西郊伯王瑾神祇坛伯焦栋尚书徐阶各青衣角带行礼”
440. ↑  《明实录》世宗实录·卷三百七十：“己巳祭帝社帝稷命成国公朱希忠代公张溶徐延德侯仇鸾驸马邬景和谢诏大学士严嵩李本尚书徐阶夏邦谟孙承恩侍郎李默程文德陪祀”
441. ↑  《明实录》世宗实录·卷三七一：“丙午时久不雨上谕礼部臣曰天旱祈霖宜虔宜慎自朕先之因以是日始齐三日命文武大臣张溶徐阶等祭告郊庙偏于群祀”
442. ↑  《明实录》世宗实录·卷三七六：“己未祭帝社帝稷遣成国公朱希忠代公张溶徐延德侯仇鸾驸马邬景和谢诏大学士严嵩李本尚书徐阶李默孙承恩侍郎程文德孙升陪祀”
443. ↑  《明实录》世宗实录·卷三七九：“冬至大祀天子圜丘先期视牲遣英国公张溶代请太祖配帝及是日行礼俱遣成国公朱希忠代侯仇鸾驸马谢诏伯陈圭尚书徐阶分献”
444. ↑  《明实录》世宗实录·卷三八五：“癸卯夏至大祭地于方泽先期请太祖配神及是日行礼俱遣公张溶代公徐延德侯仇鸾大学士徐阶尚书万镗分献”
445. ↑  《明实录》世宗实录·卷三八八：“丁巳祭先师孔子命大学士徐阶行礼”
446. ↑  《明实录》世宗实录·卷三九四：“己未祭帝社帝稷遣成国公朱希忠代公张溶徐延德侯李熙驸马邬景和谢诏大学士严嵩徐阶李本尚书万镗欧阳德侍郎闵如霖陪祭”
447. ↑  《明实录》世宗实录·卷三九八：“丁未夏至大祭地于方泽先期视牲命英国公张溶代告请太祖配神及是日行礼俱命成国公朱希忠代公张溶徐延德大学士徐阶李本分献”
448. ↑  《明实录》世宗实录·卷四百一：“己卯祭帝社帝稷遣成国公朱希忠代公张熔徐延德驸马邬景和谢诏伯陈主大学士严嵩徐阶李本尚书万镗欧阳德侍郎程文德闵如霖陪祭”
449. ↑  《明实录》世宗实录·卷四百二：“辛酉以诸边报捷奏谢郊庙社稷历代帝王命成国公朱希忠英国公张溶驸马邬景和谢诏平江伯陈圭大学士徐阶各行礼”
450. ↑  《明实录》世宗实录·卷四百四：“庚戌冬至大祀天于圜丘先期视牲请太祖配神及是日行礼俱命成国公朱希忠代公张溶伯陈圭大学士徐阶李本分献”
451. ↑  《明实录》世宗实录·卷四百七：“丁丑祭先师孔子命大学士徐阶行礼”
452. ↑  《明实录》世宗实录·卷四一五：“甲午以南北告捷遣文武大臣成国公朱希忠英国公张溶驸马都尉谢诏平江伯陈圭大学士徐阶李本告谢天地宗庙社稷先圣帝王”
453. ↑  《明实录》世宗实录·卷四一九：“己巳祭帝社帝稷命成国公朱希忠代侯顾寰驸马谢诏伯陈鏸方承裕大学士徐阶李本尚书李默王用宾都督陆炳侍郎程文德闵如霖郭朴吴山陪祀”
454. ↑  《明实录》世宗实录·卷四二五：“己巳祭帝社帝稷命成国公朱希忠代公徐延德侯顾寰驸马都尉谢诏李和伯方承裕大学士徐阶李本尚书李默王用宾都督陆炳侍郎关如霖郭朴吴山第王赞陪祀”
455. ↑  《明实录》世宗实录·卷四二八：“戊申以各边秋防事竣遣成国公朱希忠英国公张溶定国公徐延德镇远候顾寰驸马都尉李和大学士徐阶分告于 南北郊 太社稷 帝社稷 太庙先圣帝王如去年例”
456. ↑  《明实录》世宗实录·卷四二八：“庚申冬至大祀天子圜丘先期视牲告请太祖配帝及是日行礼俱命成国公朱希忠代公张溶徐延德大学士徐阶李本分献”
457. ↑  《明实录》世宗实录·卷四三二：“丁酉祭先师孔子命大学士徐阶行礼”
458. ↑  《明实录》世宗实录·卷四四四：“己丑祭帝社稷遣成国公朱希忠代定国公徐延德镇远候顾寰驸马都尉谢诏李和大学士徐阶李本尚书吴鹏吴山都督陆炳侍郎郭朴茅王赞袁炜学士严讷李春坊董份陪祀”
459. ↑  《明实录》世宗实录·卷四四六：“戊辰夏至大祭地于方泽先期视牲请配及是日行礼俱命成国公朱希忠代公张溶徐延德大学士徐阶李本分献”
460. ↑  《明实录》世宗实录·卷四四九：“丁亥祭先师孔子命大学士徐阶行礼”
461. ↑  《明实录》世宗实录·卷四六三：“丁未祭先师孔子命大学士徐阶行礼”
462. ↑  《明实录》世宗实录·卷四六七：“乙卯上谕礼部朕御宫北工义不可轻视其以此月二十日安石二十二日立木二十八日架栋命重臣徐阶李本吴山分祭玄工诸司等神”
463. ↑  《明实录》世宗实录·卷四六九：“祭先师孔子命大学士徐阶行礼”
464. ↑  《明实录》世宗实录·卷四七二：“己卯夏至大祭地于方泽先期视牲请配及是日行礼俱命成国公朱希忠代公张溶徐延德大学士徐阶李本分献”
465. ↑  《明实录》世宗实录·卷四七八：“辛巳大祀天于圜丘先期视牲请配及是日行礼俱命成国公朱希忠代公张溶徐延德大学士徐阶李本分献”
466. ↑  《明实录》世宗实录·卷四八一：“丁酉祭先师孔子命大学士徐阶行礼”
467. ↑  《明实录》世宗实录·卷四九三：“丁酉祭先师孔子命大学士徐阶行礼”
468. ↑  《明实录》世宗实录·卷五四九：“己丑上建谢瑞典于紫皇殿命大学士徐阶严纳李春芳尚书郭朴高拱伯方承裕为上香使督视官道仍分诣各宫庙行礼”
469. ↑  《明实录》世宗实录·卷五五二：“奉安睿宗献皇帝慈孝献皇后神位于玉芝宫命成国公朱希忠行礼大学士徐阶捧主赐希忠阶及部臣高拱等各银币有差”
470. ↑  《明实录》世宗实录·卷五五七：“甲戌以紫极殿寿清宫成遣成国公朱希忠镇远侯顾寰驸马都尉谢诏安平伯方承裕大学士徐阶告谢圜丘方泽太庙太帝二社稷百官上表称贺”
471. ↑  《明实录》穆宗实录·卷十八：“辛酉上御皇极殿传制册立皇子为皇太子命成国公朱希忠为正使持节大学士徐阶为副使捧册宝诣文华殿行礼”
472. ↑  《国榷》卷六十四：“华亭虽任术庸何伤”
473. ↑  《明史》列传第一百一·徐阶：“徐阶以恭勤结主知器量深沉虽任智数要为不失其正”
474. ↑  《戒庵老人漫笔》卷八：“阶赤舄几几羔羊素丝嘉隆之际亦何下廷和哉惟其小用权术收采物情识者不无遗憾焉”
475. ↑  《明儒学案》卷二十七·文贞徐存斋先生阶：“先生之去分宜诚有功于天下然纯以机巧用事敬斋曰处事不用智计只循天理便是儒者气象故无论先生田连阡陌乡论雌黄即其立朝大节观之绝无儒者气象陷于霸术而不自知者也”
476. ↑  《明实录》穆宗实录·卷六：“甲申敕谕礼部朕闻自昔帝王履中兴之运者其德必崇启昌隆之祚者其业必广所从来远矣至于阐述鸿休敷扬骏烈以流播无穷昔则后人事也洪惟我皇考世宗肃皇帝以至神至圣之资缵二祖七宗之绪明伦更制振教敷仁内殄奸欺外平倭虏盛德大业照耀古今真足以追 二祖而超百王宜有纪述以备一代之制尔礼部其遵 祖宗故事通行中外采辑事实送翰林院纂修实录其以太师兼太子太师成国公朱希忠为监修官少师兼太子太师吏部尚书建极殿大学徐阶少保兼太子太保吏部尚书武英殿大学士李春芳郭朴少保兼太子太保礼部尚书武英殿大学士高拱礼部尚书兼文渊阁大学士陈以勤吏部左侍郎兼东阁大学士张居正为总裁礼部尚书兼翰林院学士高仪詹事府掌府事吏部左侍郎兼翰林院学士赵贞吉吏部左侍郎兼翰林院学士林树声礼部左侍郎兼翰林院学士掌院事潘晟礼部右侍郎兼翰林院学士殷士儋为副总裁左春坊左谕德兼翰林院侍读姜金和等为纂修官一应合行事宜悉照例举行钦哉”
477. ↑  《徐氏族谱》卷二十一：“年二十有六卒卒之明年公谪官延平攒窆夫人于蒋泾之祖茔”
478. ↑  《世经堂集》卷十·乞太恭人恤典
479. ↑  《陆文裕公行远集》卷七·太恭人顾氏墓志铭
480. ↑  《世经堂集》卷二十一：“呜呼惟我与汝少各有誉两家父母交择嫁娶汝初来归逮事先公盥馈起居克孝克恭维先夫人尤爱重汝曰汝非妇吾子吾女我时犹贫赖汝扶持数为我言名贵于赀待我弟妹恩礼兼至博大慈仁恩及媵侍岁在戊子从我于燕检身节用矩方规圆我令于家汝顺厥指我有宾祭汝敬其事衣先我寒食先我饥我或不怿震惧悲思惟我得汝肆无内顾昼歌以游夕饱而卧惟贤宜寿汝胡不然溯甲迨庚二十方年璠生甫期封亦仅月朝犹哺儿暮成永诀忆汝临终抗手谢予曰无恸妾善保子躯我闻斯言心胃摧陷孰忍其死我是念汝没未几我狂失官野店僧庐实寄汝棺丹旐塵凝幽魂也哭我生飘零汝死悲辱既棺南还我行入闽窀穸之事弗躬弗亲礼文苛简昭穆失位致汝不宁维我之罪日月易迈十载于兹奔走北南改葬不时汝之德音在我心曲婉婉令仪亦存我目凤失其俪鹊委其巢俯仰今昔恒焉永号白泽之原卜地惟吉岁丑月酉爰作汝室葬汝新阡汝魂其依日眺川冈岁享牲粢我方多病勉强医药璠亦渐长督使问学惟与我俾寿且康百岁之后与汝同藏呜呼哀哉尚飨”
481. ↑  《弇州山人续稿》卷一三六·徐文贞公行状：“抵严陵而提督浙江之命下其官佥事归拜太夫人已娶今张夫人”
482. ↑  .   [2018-11-22]. （原始内容存档于2021-01-14）.
483. ↑  吴仁安著. . 上海: 上海人民出版社. 2009: 104. ISBN 978-7-208-09029-3.
484. ↑  《徐氏族谱》卷十七：“高祖素仁厚乡人称之曰徐佛子。”
485. 1 2 3 4 5  吴仁安著. . 上海: 上海人民出版社. 2009: 104. ISBN 978-7-208-09029-3.
486. ↑  姜德成《徐阶与嘉隆政治》：“嘉靖四十四年徐陆两家结亲徐阶三子徐瑛娶陆炳女。婚仅三年，陆女病逝，有一子名徐肇惠。隆庆间，高拱党羽攻讦徐家等陆氏姻亲乘陆炳败，其子尚幼，而侵夺其田产。万历初，得居正之力，徐家所被侵欺之诬得以清白。参阅张舜徽编:《张居正集》，第二册，卷27，《书牍》14，《论大政》，页1153:“陆氏之事，原当事者之意，实欲缘此中祸于师翁。其徒每倡言曰:陆氏家累钜万，死之日，数姻家欺其子之幼，遂分而有之。今惟刑并其子使之取偿于所亲，则可不加赋而国用足。其言如此，籍令当事者至今犹在，则祸诚不知所终矣。顷幸天启圣中，俯纳愚言，开汤纲以释淹禁，俾陆武惠之功得明，而师翁见陵之耻亦因以雪。此主上之明也，正宁有秋毫得效于左右乎？”。”
487. ↑  《世经堂续集》卷二·寿光禄少卿小川顾君六十序：“君寿六十，其子国子生九锡，予婿也。”

## 延伸阅读
[在维基数据编辑]
 在维基文库阅读此作者作品（ 在维基共享资源阅览影像）
 《國朝獻徵錄·卷之十六》，出自焦竑《國朝獻徵錄》
 《明史卷二百一十三》，出自《明史》
| 官衔        | 官衔                                                | 官衔          |
| ----------- | --------------------------------------------------- | ------------- |
| 前任： 严嵩 | 明朝内阁首輔 嘉靖四十一年—隆慶二年（1562年—1568年） | 繼任： 李春芳 |